# モヤモヤさまぁ〜ず2
『モヤモヤさまぁ〜ず2』（モヤモヤさまぁ〜ずツー）は、テレビ東京（テレビ東京系列などでもネット）で放送されている紀行バラエティ番組。さまぁ〜ずの冠番組。略称は『モヤさま』。

## 概要
テレビ的な見どころがないマイナーな街には「何があるか分からずモヤモヤする」ということで、この「モヤモヤ」を解消するためさまぁ〜ず（大竹一樹・三村マサカズ）とテレビ東京の女性アナウンサーが毎週現地を訪れ、街の人々と触れ合いながらブラブラする』という街歩き番組。番組のキャッチフレーズは「世界一ドイヒーな番組」。由来は番組のコンセプト（後述）からであり、2008年3月に発売されたDVDに表記されたのをきっかけとして、以降もたびたびこのフレーズが登場している。また、タイトルには「2」とあっても「1」にあたる番組は存在しない（理由は後述）。
2007年1月3日にさまぁ〜ずと大江麻理子によって特別番組として放送されたものが好評を受け、同年4月13日に深夜帯でレギュラー放送が開始された。さまぁ〜ずは、ロケ前日から当日朝まで酒を飲んでおり（「笑っていいとも!」の忘年会で所謂『朝までコース』だったとのこと）、二日酔いの状態でロケに臨んでいた。三村は「逆に二日酔いでよかったんじゃないか。二日酔いじゃなきゃもっと不安になってた」と述懐している。また、大江が選出されたのは、当時年末年始に撮影するにあたり、たまたまスケジュールが空いていた為である。当初からレギュラー化を狙っていたことが、ナレーションや出演者の発言から分かる。
番組名は、当初「さまぁ〜ずが電車ごっこをしながら商店街をブラブラする」という企画であったため、ちんちん電車と引っかけた「ちんちんさまぁ〜ず」に一度決まりかけたが却下され、現在の番組名になった。「パート1」となる番組が存在しないのにナンバリングがなされていることについて、番組プロデューサー（当時）の伊藤隆行は「（『モヤモヤさまぁ〜ず』で）9文字だったけれど、（字面的に）10文字の方が好きだから」「“2”を付ければ『好評でやってる』と思われる」といった旨を説明している。また、かつてさまぁ～ずがMCをしていた「怒りオヤジ」が、番組枠移動によりさまぁ～ずが番組降板を余儀なくされた（他局同時間帯への出演）ため、本来は枠移動した怒りオヤジにつけるべきであった「2」を欠番としこの番組に充てた、とも語っている。
当初は「（海外ロケを除き）東京23区から外に出ない」「メジャーなものは禁止（観光地には足を踏み入れない、土地の名物は口にしない、高そうな店では食事しない）」といった禁止事項があった。これは開始当時は深夜帯の番組であることから経費を抑えるためでもあった。これに沿って、深夜時代のレギュラー回では一貫して東京23区と海外以外のロケはなかったが、例外としてゴールデン帯での特番では初の地方ロケとなる北海道や、東京23区外の花小金井でロケを行っている。また、後述にもあるゴールデン進出以後は、レギュラーでは初の地方ロケとなる博多を皮切りに、東京23区外や地方、さらには海外ロケも増えるようになる。2011年の箱根ロケから温泉が解禁となり、この回以降から次第にメジャーなグルメや施設を取り上げるようになり、東京23区内でも高級店・オシャレな店で食事をするシーンも増えた。
2013年4月には、6年間レギュラーを務めた大江のニューヨーク支局転勤を受け、同年4月7日放送の「大江アナ卒業スペシャル」が放送された。以降は大江の後任として狩野恵里（テレビ東京アナウンサー）が出演した。2016年10月には、3年半レギュラーを務めた狩野が『ゆうがたサテライト』のメインキャスターに転出するために番組を卒業。同年10月16日放送の「狩野アナ卒業スペシャル」が放送された。狩野の後任として福田典子（テレビ東京アナウンサー）が出演。2019年5月には、約2年半レギュラーを務めた福田が『追跡LIVE! Sports ウォッチャー』のメインキャスターに転出するために番組を卒業。同年5月26日放送の「福田アナ卒業スペシャル」が放送された。同年6月から2か月間の代打アシスタント期間（研修期間）を経て、福田の後任として入社半年（当時）の田中瞳（テレビ東京アナウンサー）が出演。
2025年6月には、約6年レギュラーを務めた田中が『ワールドビジネスサテライト』のメインキャスターに専念するために番組を卒業。同年6月28日放送の「田中アナ卒業スペシャル」が放送された。

### 放送時間帯の変遷

#### ゴールデンタイム進出
2010年4月から『田舎に泊まろう!』を放送していた日曜日19時台への移動が決定し、2010年2月26日の放送では3人の前に現れた伊藤隆行プロデューサー（以下、「伊藤P」と表記）が直接昇格を告げている。同時間帯は『ザ!鉄腕!DASH!!』（日本テレビ）や『さんまのSUPERからくりTV』（TBSテレビ）、『熱血!平成教育学院』（フジテレビ）など人気番組の裏であることから、出演者3人や発表した伊藤P本人も複雑な反応を示した。
この枠移動について伊藤Pは、“目先の数字ばかり気にしてる現状を変えたい”という編成局長の方針を受けて「（テレビ東京深夜の）バラエティ番組が持っている質感を、ゴールデンタイムの視聴者に知ってもらいたい」「深夜を治外法権みたいにして好きなことをやるっていうのはそろそろどうなんだろう」と考え移動に踏み切ったと語っている。また、移動については視聴者だけでなくスタッフや出演者、社内からも疑問視する声があるとしたうえで、「テレビが厳しい状況にあるなら、誰もが疑問に思うようなことをやってこそ、初めて視聴者に届くんじゃないか」と、『モヤさま』がこのまま長寿番組を目指すことに変わりはないと発言している。実際、ゴールデン進出後の放送期間は深夜時代を追い抜いており、前述の裏番組である『平成教育学院』は『1年1組 平成教育学院』にリニューアル後に2011年9月、『さんまのSUPERからくりTV』は2014年9月にそれぞれ終了しており、2019年現在、同時間帯の民放では『ザ!鉄腕!DASH!!』に次ぐ長寿番組へと成長した。

#### 放送時間拡大
2013年10月から放送開始時刻を18:30に繰り上げることとなり、枠拡大後初回は3時間半SPを放送。これによりアニメ体制となっている水曜・木曜を除き、テレビ東京の週5本の番組が19時またぎになった。なお、半年後の2014年4月からは、月曜・火曜・金曜の18:30開始体制から月曜・火曜は18:57、金曜は18:58に変更され、アニメ枠だった水曜は新番組『THEカラオケ★バトル』の開始に伴い、19:00開始から18:57開始に変更されたが、当番組は土曜日の『土曜スペシャル』と共に18:30開始体制は継続され、2016年4月から土曜日の『土曜スペシャル』の放送時間が当番組と同じになる。
2018年12月からは動画配信サービスParaviにおいて最新回の見逃し配信を開始した（遡って10月放送分より視聴可能）。

#### 日曜21時枠へ移動
2020年10月より放送枠を日曜21時枠へ移動することが、8月30日の同番組の中にて発表された。同時に放送時間も54分に短縮される。なお、テレビ東京の日曜21時枠が54分番組になるのは、『日曜ゴールデンの池上ワールド 池上彰の現代史を歩く〜Walking through Modern History〜』以来1年半ぶりとなる。当番組の枠移動により、日曜20時・21時台に放送されていた『日曜ビッグバラエティ』が18:30 - 21:00枠に移動・拡大した。これにより、テレビ東京の日曜19時台が2003年3月以来17年半ぶりに単発特別番組枠になった。

#### 土曜23時枠へ移動
2021年10月9日より放送枠を土曜23時枠へ移動することが、同年9月7日にオンライン開催されたテレビ東京10月編成説明会で発表された。同時に放送時間も29分短縮され、毎週土曜23時 - 23時25分となる。さらに、スピンオフ番組『あさモヤさまぁ～ず2』（通称:あさモヤ）が10月16日（毎週土曜午前5時30分 - 6時）からスタートすることも発表された。放送時間が短くなったことで、一つの街を2週（前後編）に分けて放送することが基本となった。

#### 火曜23時枠へ移動
2022年4月5日から火曜23時台に枠移動、放送時間も25分から49分に拡大、同時に『あさモヤさまぁ～ず2』が終了となることが同年3月5日の番組内にて発表された。放送時間再拡大の理由としては、同放送回での狩野アナによれば「スタッフが放送時間の短さに気づいたから」と言う事だった。

#### 土曜午前11時30分へ移動
2023年10月7日より放送枠を土曜午前11時30分から12時15分までの45分間の枠へ移動することが、同年9月12日放送回のエンディングで発表された。その詳しい経緯については、本編終了後に「TVer」、「ネットもテレ東」、「モヤさまチャンネル」で配信されたスペシャル映像で明らかにされた。その中で伊藤制作局長（元P）がさまぁ〜ずへ宛てた手紙には、移動先となる同時間帯はゴールデンタイムの視聴者と親和性があることから各局が力を入れているにも関わらずテレ東では「死に枠」となっており、これを打破するために日本テレビ系列『新春スポーツスペシャル箱根駅伝』の裏番組として始まり、様々な曜日や時間帯を渡り歩きながらも成功している当番組の実績を踏まえて抜擢した、とつづられていた。

なお、同枠はローカルセールス枠であることからこの移行により番組が関東ローカルとなるため、他の系列局5局などの同時ネット局は打ち切りとなったが、テレビ北海道が2024年1月11日に、テレビ愛知がその3日後の2024年1月14日に、TVQ九州放送が2025年4月7日（6日深夜）からネットを再開させている。

### タイトルロゴの変遷
「モヤモヤ」の緑、「さまぁ～ず」の赤は番組開始から変更は無いが、「2」の部分は時期によって変更されている。
- 大江時代：赤
- 狩野時代：黄[注 12]
- 福田時代：赤
- 代打アシスタント期間：黄
- 田中時代：赤
- 齋藤時代：赤

#### モヤさまアワード
2010年12月に第1回を開催して、2015年まで毎年開催された企画。2016年以降は一端途絶えたが、2019年1月に復活して2016年から2018年までの三年分をまとめて選出した。当初は、その年毎に印象的だった人物や出来事に対して部門毎に選出していたが、2015年からはその年に放送した中から最も印象的だった人物をMVP（大賞）に選出している。
「素人ナイスキャラ」部門受賞者（2015年は「MVP」）の受賞者には、胸部に受賞者のネームを入れたザ・カハラ・ホテル&リゾート（ハワイ）のバスローブが贈呈された。バスローブは全国高等学校野球選手権大会の優勝旗のように毎年返還され、次年度の受賞者に受け継がれるシステムだったが、2016年、2017年、2018年、2022年のMVP受賞者にはそれぞれ、代官山で購入した"今治の高級バスローブ"を贈呈した。
| 年     | 発表                                                                                           | 部門             | 受賞者                                     | 受賞回                        | 備考 |
| ------ | ---------------------------------------------------------------------------------------------- | ---------------- | ------------------------------------------ | ----------------------------- | --- |
| 2010年 | 2010年12月12日、30日放送（ハワイ）                                                             | 素人ナイスキャラ | タップおばさん                             | 156：月島                     | - |
| 2010年 | 2010年12月12日、30日放送（ハワイ）                                                             | まさかの衝撃     | 大江アナすべり台                           | 152：北新宿                   | - |
| 2010年 | 2010年12月12日、30日放送（ハワイ）                                                             | ラジコンMVP      | 空飛ぶドラえもん                           | 153：東中野                   | - |
| 2010年 | 2010年12月12日、30日放送（ハワイ）                                                             | 美味しかったお店 | ラーメン屋「インディアン」                 | 172：東急池上線沿線           | - |
| 2011年 | 2011年12月25日放送（丸の内）                                                                   | 素人ナイスキャラ | タップおばさん、伝説のスタジオタップ       | 196：クイズモヤさまレジェンド | タップおばさんが“素人ナイスキャラ”部門で2連覇を達成。 |
| 2011年 | 2011年12月25日放送（丸の内）                                                                   | ミラクル衝撃映像 | 第2次水風船戦争勃発                        | 204：柴又                     | タップおばさんが“素人ナイスキャラ”部門で2連覇を達成。 |
| 2011年 | 2011年12月25日放送（丸の内）                                                                   | 思い出の地方ロケ | 謎のユニット至極の名演                     | 191：伊東                     | タップおばさんが“素人ナイスキャラ”部門で2連覇を達成。 |
| 2012年 | 2013年1月1日放送（新丸ビルECOZZERIA）                                                          | 素人ナイスキャラ | カメボーイ（伊豆アンディランド）           | 226：伊豆・河津町             | この回のみ“素人ナイスキャラ”部門が男女別であったが、大賞は男性1人だけだった。 |
| 2012年 | 2013年1月1日放送（新丸ビルECOZZERIA）                                                          | ミラクル衝撃映像 | ブラジル・インタビュー（鷲羽山ハイランド） | 236：岡山                     | この回のみ“素人ナイスキャラ”部門が男女別であったが、大賞は男性1人だけだった。 |
| 2012年 | 2013年1月1日放送（新丸ビルECOZZERIA）                                                          | モヤさま流行語   | ブラジル好き？                             | 236：岡山                     | この回のみ“素人ナイスキャラ”部門が男女別であったが、大賞は男性1人だけだった。 |
| 2013年 | 2013年12月22日ネット配信（熊本内牧温泉「蘇山郷」）                                             | 素人ナイスキャラ | お茶屋のおやっさん                         | 286：熱海                     | 2013年12月22日放送（阿蘇編）のオープニング後、伊藤Pから「お正月の番組枠が取れず、ネット限定で無料配信する」とさまぁ～ず、狩野アナと視聴者に向けて告知した。 |
| 2014年 | 2015年2月25日発売のDVD・Vol.22に前篇（4名発表）、Vol.23に後編（4名発表）を特典映像として収録。 | MVP              | タップおばさん                             | 156：月島                     | - |
| 2015年 | 2016年1月1日放送（箱根）                                                                       | MVP              | 郷ひろし＆友美                             | 353：北池袋                   | 副賞でカハラホテルのバスローブを贈呈。 |
| 2016年 | 2019年2月3日、10日モヤさまネット・オリコンツ配信（大分「潮騒の宿 晴海」）                      | MVP              | 独特な持ち味のお肉屋さん                   | 409：栃木県足利               | 代官山で購入した"今治の高級バスローブ"を贈呈。 |
| 2017年 | 2019年2月17日、24日モヤさまネット・オリコンツ配信（大分「潮騒の宿 晴海」）                     | MVP              | イジリー岡田の母、利子さん                 | 454：神田                     | 代官山で購入した"今治の高級バスローブ"を贈呈。 |
| 2018年 | 2019年3月3日、10日モヤさまネット・オリコンツ配信（大分「潮騒の宿 晴海」）                      | MVP              | 独特の間のテツヤさん                       | 502：秋田                     | 代官山で購入した"今治の高級バスローブ"を贈呈。 |
| 2022年 | 2023年2月28日放送（山口県下関市「ふじ珈琲」）                                                  | 187点            | 石原裕次郎ファンの団子屋さん               | 685：鎌倉                     | M-1形式で、会場となった下関市にある「ふじ珈琲」のスタッフ2人がノミネート6組（さまぁ〜ずが選んだ敗者復活も含む）を採点（200点満点）した。その後、上位2組で決選投票を行いMVPを決めた。受賞者には"高級バスローブ"を贈呈。 福岡でディレクターをしている元ADの永沼大地が審査委員長を務めた。 |
| 2022年 | 2023年2月28日放送（山口県下関市「ふじ珈琲」）                                                  | 181点 MVP        | シタネタ夫婦                               | 674：広島・福山               | M-1形式で、会場となった下関市にある「ふじ珈琲」のスタッフ2人がノミネート6組（さまぁ〜ずが選んだ敗者復活も含む）を採点（200点満点）した。その後、上位2組で決選投票を行いMVPを決めた。受賞者には"高級バスローブ"を贈呈。 福岡でディレクターをしている元ADの永沼大地が審査委員長を務めた。 |
| 2022年 | 2023年2月28日放送（山口県下関市「ふじ珈琲」）                                                  | 174点            | 腹話術けん玉おやっさん                     | 660：湘南・江の島             | M-1形式で、会場となった下関市にある「ふじ珈琲」のスタッフ2人がノミネート6組（さまぁ〜ずが選んだ敗者復活も含む）を採点（200点満点）した。その後、上位2組で決選投票を行いMVPを決めた。受賞者には"高級バスローブ"を贈呈。 福岡でディレクターをしている元ADの永沼大地が審査委員長を務めた。 |
| 2022年 | 2023年2月28日放送（山口県下関市「ふじ珈琲」）                                                  | 170点            | 桑田さんの元ライバル・漫才師のような夫婦   | 662：西横浜                   | M-1形式で、会場となった下関市にある「ふじ珈琲」のスタッフ2人がノミネート6組（さまぁ〜ずが選んだ敗者復活も含む）を採点（200点満点）した。その後、上位2組で決選投票を行いMVPを決めた。受賞者には"高級バスローブ"を贈呈。 福岡でディレクターをしている元ADの永沼大地が審査委員長を務めた。 |
| 2022年 | 2023年2月28日放送（山口県下関市「ふじ珈琲」）                                                  | 167点 敗者復活枠 | ペリコ                                     | 643：神奈川県平塚市           | M-1形式で、会場となった下関市にある「ふじ珈琲」のスタッフ2人がノミネート6組（さまぁ〜ずが選んだ敗者復活も含む）を採点（200点満点）した。その後、上位2組で決選投票を行いMVPを決めた。受賞者には"高級バスローブ"を贈呈。 福岡でディレクターをしている元ADの永沼大地が審査委員長を務めた。 |
| 2022年 | 2023年2月28日放送（山口県下関市「ふじ珈琲」）                                                  | 164点            | エアピアノのちぃさん                       | 683：伊東温泉                 | M-1形式で、会場となった下関市にある「ふじ珈琲」のスタッフ2人がノミネート6組（さまぁ〜ずが選んだ敗者復活も含む）を採点（200点満点）した。その後、上位2組で決選投票を行いMVPを決めた。受賞者には"高級バスローブ"を贈呈。 福岡でディレクターをしている元ADの永沼大地が審査委員長を務めた。 |
| 2024年 | 2025年3月29日放送                                                                              | MVP              | タイガースファンのおやっさん               | 789：立川                     | 副賞でカハラホテルのバスローブを贈呈。 |

#### スピンオフ企画
『ミニミニさまぁ〜ず』
2007年、2008年の年末年始にかけて放送された兄弟番組。
『モヤモヤしろぉ〜ず2』
DVD（vol.1〜3）の特典映像を、新たなDVDの発売を記念して2009年4月2日に放送した。
『大江麻理子のモヤモヤとーく』
2009年6月2日にラジオNIKKEIで放送が開始された。本家譲りのゆるい雰囲気で難解な経済・金融を語る趣向になっている。
『大江麻理子のハガキコーナー』
2010年4月23日から大江アナ降板まで番組公式ホームページで配信（毎週金曜日更新）された。内容は、視聴者からのハガキ（番組への意見、感想、似顔絵など）や、まったりとした動画コンテンツの紹介。ハガキ採用者には、番組のステッカーなどが送られた。
『ショウ君のペラ1』
2012年10月22日から凡そ月1ペースで全5回放送された。毎回、大江アナが書いたショウ君の似顔絵を紹介。2年連続モヤさまアワード年間MVPに輝いた月島のタップおばさんなど、番組に登場した個性的な人々が登場した。しばらく番組に出ていなかったつぶやきシローの近況や、出演しなくなった理由も紹介した。
『福田典子アナの『モヤさま』裏話2』
2019年6月26日にParaviで、5月に番組を卒業したばかりの福田アナが番組の思い出や裏話を語った。
『モヤモヤひとみん3』
2021年8月7日からParaviで配信開始された。田中アナが冨田有紀アナなどを相手に担当している。
『モヤモヤさまぁ〜ずSDGs』
2021年12月27日から単発形式で不定期にSDGsをテーマに放送している。
『モヤモヤさまぁ〜ずEXPO』
2023年10月3日から11月18日まで、月曜から金曜の深夜帯に放送していた5分番組。詳細は該当項目参照。

#### モヤさまネット・オリコンツ
2017年4月16日から2019年5月12日までテレビ東京のネット動画配信サイト「ネットもテレ東」（2018年4月15日配信分よりParavi（パラビ）へ変更）で配信。地上波とは異なり、毎回さまざまなスピンオフ動画を福田典子アナの進行で配信した。モヤさま歴代アシスタント大集合スペシャルでは、福田アナと狩野恵里アナ、大江麻理子キャスターが順不同に進行。「ムチムチさまぁ〜ず3・しこしこさまぁ〜ず3・ムチさま軍VSしこさま軍」のアシスタントは筧美和子が担当した。
| モヤさまネット・オリコンツ 配信リスト | モヤさまネット・オリコンツ 配信リスト | モヤさまネット・オリコンツ 配信リスト                | モヤさまネット・オリコンツ 配信リスト                    | モヤさまネット・オリコンツ 配信リスト | モヤさまネット・オリコンツ 配信リスト |
| 配信回                                | 配信年月日                            | シリーズタイトル                                     | エピソードタイトル                                       | 出演者 |                                       |
| ------------------------------------- | ------------------------------------- | ---------------------------------------------------- | -------------------------------------------------------- | --- | ------------------------------------- |
| 第1回                                 | 2017年4月16日                         | 第1弾 モヤさま歴代アシスタント 大集合スペシャル      | モヤさま歴代アシスタント 大集合 プロローグ               | 福田典子 狩野恵里 大江麻理子 |                                       |
| 第2回                                 | 2017年4月23日                         | 第1弾 モヤさま歴代アシスタント 大集合スペシャル      | 大江&狩野&福田、近況報告をする。                         | 福田典子 狩野恵里 大江麻理子 |                                       |
| 第3回                                 | 2017年4月30日                         | 第1弾 モヤさま歴代アシスタント 大集合スペシャル      | クソ真面目・福田アナ、先輩2人に質問をする。              | 福田典子 狩野恵里 大江麻理子 |                                       |
| 第4回                                 | 2017年5月7日                          | 第1弾 モヤさま歴代アシスタント 大集合スペシャル      | 大江&狩野&福田、とれ高サイコロトークをする。             | 福田典子 狩野恵里 大江麻理子 |                                       |
| 第5回                                 | 2017年5月14日                         | 第1弾 モヤさま歴代アシスタント 大集合スペシャル      | 大江&狩野&福田、とれ高サイコロトークをする②。            | 福田典子 狩野恵里 大江麻理子 |                                       |
| 第6回                                 | 2017年5月21日                         | 第1弾 モヤさま歴代アシスタント 大集合スペシャル      | 伝説のお正月SPを観る。                                   | 福田典子 狩野恵里 大江麻理子 |                                       |
| 第7回                                 | 2017年5月28日                         | 第1弾 モヤさま歴代アシスタント 大集合スペシャル      | 伝説のお正月SPを観るPART2。                              | 福田典子 狩野恵里 大江麻理子 |                                       |
| 第8回                                 | 2017年6月4日                          | 第1弾 モヤさま歴代アシスタント 大集合スペシャル      | 伝説のお正月SPを観るPART3。                              | 福田典子 狩野恵里 大江麻理子 |                                       |
| 第9回                                 | 2017年6月11日                         | 第1弾 モヤさま歴代アシスタント 大集合スペシャル      | 10年前の月島の回を観ながらトーク。                       | 福田典子 狩野恵里 大江麻理子 |                                       |
| 第10回                                | 2017年6月18日                         | 第1弾 モヤさま歴代アシスタント 大集合スペシャル      | 伝説のハワイを観ながらトーク。                           | 福田典子 狩野恵里 大江麻理子 |                                       |
| 第11回                                | 2017年6月25日                         | 第1弾 モヤさま歴代アシスタント 大集合スペシャル      | 伝説のハワイを観ながらトーク②。                          | 福田典子 狩野恵里 大江麻理子 |                                       |
| 第12回                                | 2017年7月2日                          | 第2弾 放送に入り切らなかった蔵出し映像シリーズ       | 10周年記念SPのこぼれネタを放出する。                     | さまぁ〜ず、福田典子、狩野恵里、大江麻理子 |                                       |
| 第13回                                | 2017年7月9日                          | 第2弾 放送に入り切らなかった蔵出し映像シリーズ       | モヤさまinパリのこぼれネタを放出する。                   | さまぁ〜ず 福田典子 |                                       |
| 第14回                                | 2017年7月16日                         | 第2弾 放送に入り切らなかった蔵出し映像シリーズ       | モヤさまinパリのこぼれネタを放出する②。                  | さまぁ〜ず 福田典子 |                                       |
| 第15回                                | 2017年7月23日                         | 第2弾 放送に入り切らなかった蔵出し映像シリーズ       | モヤさまinパリのこぼれネタを放出する③。                  | さまぁ〜ず 福田典子 |                                       |
| 第16回                                | 2017年8月6日                          | 第3弾 ムチムチさまぁ～ず3                            | ムチムチさまぁ～ず3、始まる。                            | さまぁ〜ず、筧美和子、福田典子、宮永祐一 |                                       |
| 第17回                                | 2017年8月13日                         | 第3弾 ムチムチさまぁ～ず3                            | ムチムチオーディション 1次審査                           | さまぁ〜ず、筧美和子、宮永祐一、川田奈緒、 新宮里奈、うさまりあ、サムギョプサル和田                                                                                   |                                       |
| 第18回                                | 2017年8月20日                         | 第3弾 ムチムチさまぁ～ず3                            | ムチムチオーディション 1次審査②                          | さまぁ〜ず、筧美和子、宮永祐一、宮瀬彩加 栗原みさ、宮沢セイラ、橘泰菜、宮森セーラ、三田寺理紗                                                                         |                                       |
| 第19回                                | 2017年9月3日                          | 第3弾 ムチムチさまぁ～ず3                            | ムチムチオーディション 2次審査                           | さまぁ〜ず、筧美和子、宮永祐一、宮森セーラ、 うさまりあ、三田寺理紗、宮瀬彩加、新宮里奈                                                                               |                                       |
| 第20回                                | 2017年9月10日                         | 第3弾 ムチムチさまぁ～ず3                            | ムチムチオーディション 最終審査                          | さまぁ〜ず、筧美和子、宮永祐一、 宮森セーラ、うさまりあ、新宮里奈 |                                       |
| 第21回                                | 2017年9月17日                         | 第3弾 ムチムチさまぁ～ず3                            | ムチムチさまぁ～ず3 反省会                               | さまぁ〜ず、筧美和子、宮永祐一、宮森セーラ |                                       |
| 第22回                                | 2017年9月24日                         | 第3弾 ムチムチさまぁ～ず3                            | ムチムチオーディション 未公開シーン                      | さまぁ〜ず、福田典子、宮永祐一、さかE |                                       |
| 第23回                                | 2017年10月15日                        | 第4弾 しこしこさまぁ～ず3                            | しこしこさまぁ～ず3、始まる。                            | さまぁ〜ず、筧美和子、福田典子、さかE、宮永祐一 |                                       |
| 第24回                                | 2017年10月22日                        | 第4弾 しこしこさまぁ～ず3                            | しこしこオーディション 1次審査①                          | さまぁ〜ず、筧美和子、さかE、柳瀬早紀、 紺野栞、甲斐はるか、野々宮ミカ、特濃はるミルク                                                                                |                                       |
| 第25回                                | 2017年10月29日                        | 第4弾 しこしこさまぁ～ず3                            | しこしこオーディション 1次審査②                          | さまぁ〜ず、筧美和子、さかE、和地つかさ、 白川未奈、月城まゆ、河瀬杏美、うさまりあ                                                                                    |                                       |
| 第26回                                | 2017年11月5日                         | 第4弾 しこしこさまぁ～ず3                            | しこしこオーディション 1次審査③                          | さまぁ〜ず、筧美和子、さかE、大海エリカ、 椎名香奈江、日野麻衣、わちみなみ、原満莉菜                                                                                  |                                       |
| 第27回                                | 2017年11月12日                        | 第4弾 しこしこさまぁ～ず3                            | しこしこオーディション 2次審査                           | さまぁ〜ず、筧美和子、さかE、 月城まゆ、和地つかさ、柳瀬早紀、宮永祐一                                                                                                |                                       |
| 第28回                                | 2017年11月19日                        | 第4弾 しこしこさまぁ～ず3                            | しこしこオーディション 3次審査（しこしこ運動会第1競技）  | さまぁ〜ず、筧美和子、さかE、福田典子、 和地つかさ、月城まゆ、うさまりあ、 原満莉菜、椎名香奈江、柳瀬早紀                                                             |                                       |
| 第29回                                | 2017年11月26日                        | 第4弾 しこしこさまぁ～ず3                            | しこしこオーディション 3次審査（しこしこ運動会第2競技）  | さまぁ〜ず、筧美和子、さかE、福田典子、 和地つかさ、月城まゆ、うさまりあ、 原満莉菜、椎名香奈江、柳瀬早紀                                                             |                                       |
| 第30回                                | 2017年12月10日                        | 第4弾 しこしこさまぁ～ず3                            | しこしこオーディション 3次審査（しこしこ運動会最終競技） | さまぁ〜ず、筧美和子、さかE、福田典子、 和地つかさ、月城まゆ、うさまりあ、 原満莉菜、椎名香奈江、柳瀬早紀                                                             |                                       |
| 第31回                                | 2017年12月17日                        | 第4弾 しこしこさまぁ～ず3                            | しこしこオーディション 最終審査                          | さまぁ〜ず、筧美和子、さかE、 月城まゆ、椎名香奈江、柳瀬早紀 |                                       |
| 第32回                                | 2017年12月24日                        | 第4弾 しこしこさまぁ～ず3                            | 最終回 しこしこキャンペーンガール登場                    | さまぁ〜ず、筧美和子、さかE、 椎名香奈江、柳瀬早紀 |                                       |
| 第33回                                | 2018年1月7日                          | 第5弾 ベラベラさまぁ～ず3                            | 新企画生まれる                                           | さまぁ〜ず、福田典子 |                                       |
| 第34回                                | 2018年1月14日                         | 第5弾 ベラベラさまぁ～ず3                            | ベラベラさまぁ～ず3、始まる。                            | さまぁ〜ず、福田典子 カロラ、イレーニア、アマンダ、ベア、マルティナ                                                                                                   |                                       |
| 第35回                                | 2018年1月21日                         | 第5弾 ベラベラさまぁ～ず3                            | ベラベラさまぁ～ず3 本格審査スタート                     | さまぁ〜ず、福田典子 カロラ、イレーニア、アマンダ、ベア、マルティナ                                                                                                   |                                       |
| 第36回                                | 2018年1月28日                         | 第5弾 ベラベラさまぁ～ず3                            | ベラベラ第2審査                                          | さまぁ〜ず、福田典子 カロラ、イレーニア、アマンダ、ベア、マルティナ                                                                                                   |                                       |
| 第37回                                | 2018年2月4日                          | 第5弾 ベラベラさまぁ～ず3                            | ベラベラ第3・4審査                                       | さまぁ〜ず、福田典子 カロラ、イレーニア、アマンダ、ベア、マルティナ                                                                                                   |                                       |
| 第38回                                | 2018年2月11日                         | 第5弾 ベラベラさまぁ～ず3                            | 修羅場エチュード後半戦&第5審査                           | さまぁ〜ず、福田典子 カロラ、イレーニア、アマンダ、ベア、マルティナ                                                                                                   |                                       |
| 第39回                                | 2018年2月18日                         | 第5弾 ベラベラさまぁ～ず3                            | ベラベラ第6審査                                          | さまぁ〜ず、福田典子 カロラ、イレーニア、アマンダ、ベア、マルティナ                                                                                                   |                                       |
| 第40回                                | 2018年2月25日                         | 第5弾 ベラベラさまぁ～ず3                            | ベラベラ第7審査                                          | さまぁ〜ず、福田典子 カロラ、イレーニア、アマンダ、ベア、マルティナ                                                                                                   |                                       |
| 第41回                                | 2018年3月4日                          | 第5弾 ベラベラさまぁ～ず3                            | ベラベラ最終審査                                         | さまぁ〜ず、福田典子 カロラ、イレーニア、アマンダ、ベア、マルティナ                                                                                                   |                                       |
| 第42回                                | 2018年3月11日                         | 第5弾 ベラベラさまぁ～ず3                            | ベラベラさまぁ～ず3 最終回                               | さまぁ〜ず、福田典子 カロラ、イレーニア、アマンダ、ベア、マルティナ                                                                                                   |                                       |
| 第43回                                | 2018年3月18日                         | 第6弾 ムチムチVSしこしこ 炎の軍団対抗戦              | 新たなる希望。                                           | さまぁ〜ず、福田典子 永沼大地、さかE、宮永祐一 |                                       |
| 第44回                                | 2018年4月15日                         | 第6弾 ムチムチVSしこしこ 炎の軍団対抗戦              | 決戦へのプロローグ。                                     | さまぁ〜ず、筧美和子、永沼大地、宮永祐一、さかE 清水あいり、吉野七宝実、上福ゆき、紺野栞、小島みゆ                                                                    |                                       |
| 第45回                                | 2018年4月22日                         | 第6弾 ムチムチVSしこしこ 炎の軍団対抗戦              | NEWムチさま軍誕生。                                      | さまぁ〜ず、筧美和子、宮永祐一、さかE メイリ、野々宮ミカ、矢野冬子、南杏奈、橘まりや、樹智子、日里麻美、悠木ゆうか                                                    |                                       |
| 第46回                                | 2018年4月29日                         | 第6弾 ムチムチVSしこしこ 炎の軍団対抗戦              | 炎の軍団対抗戦 開幕。                                    | さまぁ〜ず、筧美和子、宮永祐一、さかE ムチさま軍団：小島みゆ、紺野栞、清水あいり、橘まりや、メイリ しこさま軍団：柳瀬早紀、和地つかさ、うさまりあ、月城まゆ、原満莉菜 |                                       |
| 第47回                                | 2018年5月6日                          | 第6弾 ムチムチVSしこしこ 炎の軍団対抗戦              | まさかの名勝負。                                         | さまぁ〜ず、筧美和子、宮永祐一、さかE ムチさま軍団：小島みゆ、紺野栞、清水あいり、橘まりや、メイリ しこさま軍団：柳瀬早紀、和地つかさ、うさまりあ、月城まゆ、原満莉菜 |                                       |
| 第48回                                | 2018年5月13日                         | 第6弾 ムチムチVSしこしこ 炎の軍団対抗戦              | さかEの異物感。                                          | さまぁ〜ず、筧美和子、宮永祐一、さかE ムチさま軍団：小島みゆ、紺野栞、清水あいり、橘まりや、メイリ しこさま軍団：柳瀬早紀、和地つかさ、うさまりあ、月城まゆ、原満莉菜 |                                       |
| 第49回                                | 2018年5月20日                         | 第6弾 ムチムチVSしこしこ 炎の軍団対抗戦              | 煮卵飛ばしの女王。                                       | さまぁ〜ず、筧美和子、宮永祐一、さかE ムチさま軍団：小島みゆ、紺野栞、清水あいり、橘まりや、メイリ しこさま軍団：柳瀬早紀、和地つかさ、うさまりあ、月城まゆ、原満莉菜 |                                       |
| 第50回                                | 2018年5月27日                         | 第6弾 ムチムチVSしこしこ 炎の軍団対抗戦              | 地獄のヤップ。                                           | さまぁ〜ず、筧美和子、宮永祐一、さかE ムチさま軍団：小島みゆ、紺野栞、清水あいり、橘まりや、メイリ しこさま軍団：柳瀬早紀、和地つかさ、うさまりあ、月城まゆ、原満莉菜 |                                       |
| 第51回                                | 2018年6月3日                          | 第6弾 ムチムチVSしこしこ 炎の軍団対抗戦              | 話しかけ厳禁。                                           | さまぁ〜ず、筧美和子、宮永祐一、さかE ムチさま軍団：小島みゆ、紺野栞、清水あいり、橘まりや、メイリ しこさま軍団：柳瀬早紀、和地つかさ、うさまりあ、月城まゆ、原満莉菜 |                                       |
| 第52回                                | 2018年6月10日                         | 第6弾 ムチムチVSしこしこ 炎の軍団対抗戦              | おっぱい作戦。                                           | さまぁ〜ず、筧美和子、宮永祐一、さかE ムチさま軍団：小島みゆ、紺野栞、清水あいり、橘まりや、メイリ しこさま軍団：柳瀬早紀、和地つかさ、うさまりあ、月城まゆ、原満莉菜 |                                       |
| 第53回                                | 2018年6月17日                         | 第6弾 ムチムチVSしこしこ 炎の軍団対抗戦              | 舌使いと解放感。                                         | さまぁ〜ず、筧美和子、宮永祐一、さかE ムチさま軍団：小島みゆ、紺野栞、清水あいり、橘まりや、メイリ しこさま軍団：柳瀬早紀、和地つかさ、うさまりあ、月城まゆ、原満莉菜 |                                       |
| 第54回                                | 2018年6月24日                         | 第6弾 ムチムチVSしこしこ 炎の軍団対抗戦              | ラストバトル。                                           | さまぁ〜ず、筧美和子、宮永祐一、さかE ムチさま軍団：小島みゆ、紺野栞、清水あいり、橘まりや、メイリ しこさま軍団：柳瀬早紀、和地つかさ、うさまりあ、月城まゆ、原満莉菜 |                                       |
| 第55回                                | 2018年7月1日                          | 第7弾 宮永VSさかE おもしろ企画プレゼン対決           | トガってる男。                                           | さまぁ〜ず、福田典子 森健宣（森D）、宮永祐一、さかE |                                       |
| 第56回                                | 2018年7月8日                          | 第7弾 宮永VSさかE おもしろ企画プレゼン対決           | トガった酔っ払い。                                       | さまぁ〜ず、福田典子、森健宣（森D）、祖父江里奈（祖父江D）、宮永祐一、さかE 水月桃子、遠山茜子、十枝梨菜、黒澤ゆりか                                                  |                                       |
| 第57回                                | 2018年7月15日                         | 第7弾 宮永VSさかE おもしろ企画プレゼン対決           | 横乳プリンセス。                                         | さまぁ〜ず、森健宣（森D）、祖父江里奈（祖父江D）、宮永祐一、さかE 水月桃子、遠山茜子、十枝梨菜、黒澤ゆりか                                                            |                                       |
| 第58回                                | 2018年7月22日                         | 第7弾 宮永VSさかE おもしろ企画プレゼン対決           | 男気ワキワキ氷溶かし。                                   | さまぁ〜ず、森健宣（森D）、祖父江里奈（祖父江D）、宮永祐一、さかE 水月桃子、遠山茜子、十枝梨菜、黒澤ゆりか                                                            |                                       |
| 第59回                                | 2018年8月19日                         | 第7弾 宮永VSさかE おもしろ企画プレゼン対決           | アイドルの気になる性癖。                                 | さまぁ〜ず、森健宣（森D）、祖父江里奈（祖父江D）、宮永祐一、さかE 水月桃子、遠山茜子、十枝梨菜、黒澤ゆりか                                                            |                                       |
| 第60回                                | 2018年8月26日                         | 第8弾 とれ高サイコロ in バルセロナ                   | スケベ疲れで小休止。                                     | さまぁ〜ず、福田典子、バルセロナのみなさん |                                       |
| 第61回                                | 2018年9月2日                          | 100ユーロでデキる女子。                              |                                                          | さまぁ〜ず、福田典子、バルセロナのみなさん |                                       |
| 第62回                                | 2018年9月9日                          | 狩野アナの破壊力。                                   |                                                          | さまぁ〜ず、福田典子、バルセロナのみなさん |                                       |
| 第63回                                | 2018年9月16日                         | 福田アナ、寝起きドッキリ。                           |                                                          | さまぁ〜ず、福田典子、バルセロナのみなさん |                                       |
| 第64回                                | 2018年9月23日                         | 第9弾 ムチムチVSしこしこ ドキッ!水着だらけの大運動会 | 待望のスケベ再開。                                       | さまぁ〜ず、福田典子、宮永祐一、さかE、小島みゆ、メイリ、十枝梨菜、黒澤ゆりか                                                                                         |                                       |
| 第65回                                | 2018年10月7日                         | 第9弾 ムチムチVSしこしこ ドキッ!水着だらけの大運動会 | 筧ちゃんのおっぱい計量。                                 | さまぁ〜ず、筧美和子、宮永祐一、さかE、池田ゆり、青野未来、倉田夏希、小野綾香、伊藤里織、ななせ結衣、内記裕菜、伊藤恵理、星野めい、依東杏奈、阿部亜弥、わさびちゃん   |                                       |
| 第66回                                | 2018年10月14日                        | 第9弾 ムチムチVSしこしこ ドキッ!水着だらけの大運動会 | 乳首クリクリ作戦。                                       | さまぁ〜ず、筧美和子、宮永祐一、さかE ムチさま軍団：小島みゆ、内記裕菜、メイリ、依東杏奈、ななせ結衣 しこさま軍団：池田ゆり、阿部亜弥、十枝梨菜、伊藤里織、黒澤ゆりか |                                       |
| 第67回                                | 2018年10月21日                        | 第9弾 ムチムチVSしこしこ ドキッ!水着だらけの大運動会 | スカートめくり選手権。                                   | さまぁ〜ず、筧美和子、宮永祐一、さかE ムチさま軍団：小島みゆ、内記裕菜、メイリ、依東杏奈、ななせ結衣 しこさま軍団：池田ゆり、阿部亜弥、十枝梨菜、伊藤里織、黒澤ゆりか |                                       |
| 第68回                                | 2018年10月28日                        | 第9弾 ムチムチVSしこしこ ドキッ!水着だらけの大運動会 | 芸術的なお尻の揺れ。                                     | さまぁ〜ず、筧美和子、宮永祐一、さかE ムチさま軍団：小島みゆ、内記裕菜、メイリ、依東杏奈、ななせ結衣 しこさま軍団：池田ゆり、阿部亜弥、十枝梨菜、伊藤里織、黒澤ゆりか |                                       |
| 第69回                                | 2018年11月4日                         | 第9弾 ムチムチVSしこしこ ドキッ!水着だらけの大運動会 | アイドルにライドオン。                                   | さまぁ〜ず、筧美和子、宮永祐一、さかE ムチさま軍団：小島みゆ、内記裕菜、メイリ、依東杏奈、ななせ結衣 しこさま軍団：池田ゆり、阿部亜弥、十枝梨菜、伊藤里織、黒澤ゆりか |                                       |
| 第70回                                | 2018年11月11日                        | 第9弾 ムチムチVSしこしこ ドキッ!水着だらけの大運動会 | 世界一バカなフリーキック。                               | さまぁ〜ず、筧美和子、宮永祐一、さかE ムチさま軍団：小島みゆ、内記裕菜、メイリ、依東杏奈、ななせ結衣 しこさま軍団：池田ゆり、阿部亜弥、十枝梨菜、伊藤里織、黒澤ゆりか |                                       |
| 第71回                                | 2018年12月2日                         | 第9弾 ムチムチVSしこしこ ドキッ!水着だらけの大運動会 | 秀逸クラウチング。                                       | さまぁ〜ず、筧美和子、宮永祐一、さかE ムチさま軍団：小島みゆ、内記裕菜、メイリ、依東杏奈、ななせ結衣 しこさま軍団：池田ゆり、阿部亜弥、十枝梨菜、伊藤里織、黒澤ゆりか |                                       |
| 第72回                                | 2018年12月9日                         | 第9弾 ムチムチVSしこしこ ドキッ!水着だらけの大運動会 | 隙間からニンニン。                                       | さまぁ〜ず、筧美和子、宮永祐一、さかE ムチさま軍団：小島みゆ、内記裕菜、メイリ、依東杏奈、ななせ結衣 しこさま軍団：池田ゆり、阿部亜弥、十枝梨菜、伊藤里織、黒澤ゆりか |                                       |
| 第73回                                | 2018年12月16日                        | 第9弾 ムチムチVSしこしこ ドキッ!水着だらけの大運動会 | 水着でエクソシスト。                                     | さまぁ〜ず、筧美和子、宮永祐一、さかE ムチさま軍団：小島みゆ、内記裕菜、メイリ、依東杏奈、ななせ結衣 しこさま軍団：池田ゆり、阿部亜弥、十枝梨菜、伊藤里織、黒澤ゆりか |                                       |
| 第74回                                | 2018年12月23日                        | 第9弾 ムチムチVSしこしこ ドキッ!水着だらけの大運動会 | 禁断の下乳。                                             | さまぁ〜ず、筧美和子、宮永祐一、さかE ムチさま軍団：小島みゆ、内記裕菜、メイリ、依東杏奈、ななせ結衣 しこさま軍団：池田ゆり、阿部亜弥、十枝梨菜、伊藤里織、黒澤ゆりか |                                       |
| 第75回                                | 2019年1月13日                         | 第10弾 モヤさまアワード in 大分                      | 濃厚キャラ渋滞。                                         | さまぁ〜ず 福田典子 他のみなさん |                                       |
| 第76回                                | 2019年1月20日                         | 第10弾 モヤさまアワード in 大分                      | モヤさまアワード2016。                                   | さまぁ〜ず 福田典子 他のみなさん |                                       |
| 第77回                                | 2019年1月27日                         | 第10弾 モヤさまアワード in 大分                      | モヤさまアワード2016年完結編。                           | さまぁ〜ず 福田典子 他のみなさん |                                       |
| 第78回                                | 2019年2月3日                          | 第10弾 モヤさまアワード in 大分                      | モヤさまアワード2017。                                   | さまぁ〜ず 福田典子 他のみなさん |                                       |
| 第79回                                | 2019年2月10日                         | 第10弾 モヤさまアワード in 大分                      | モヤさまアワード2017年完結編。                           | さまぁ〜ず 福田典子 他のみなさん |                                       |
| 第80回                                | 2019年2月17日                         | 第10弾 モヤさまアワード in 大分                      | モヤさまアワード2018。                                   | さまぁ〜ず 福田典子 他のみなさん |                                       |
| 第81回                                | 2019年2月24日                         | 第10弾 モヤさまアワード in 大分                      | モヤさまアワード2018年完結編。                           | さまぁ〜ず 福田典子 他のみなさん |                                       |
| 第82回                                | 2019年3月3日                          | 第11弾 ドキドキさまぁ～ず3                           | 新企画始動。                                             | さまぁ〜ず 福田典子 宮永祐一 |                                       |
| 第83回                                | 2019年3月10日                         | 第11弾 ドキドキさまぁ～ず3                           | ドキドキオーディション一次審査後半戦。                   | さまぁ〜ず 福田典子 宮永祐一 |                                       |
| 第84回                                | 2019年3月17日                         | 第11弾 ドキドキさまぁ～ず3                           | ドキドキオーディション波乱の最終審査。                   | さまぁ〜ず 福田典子 宮永祐一 |                                       |
| 第85回                                | 2019年3月31日                         | 第11弾 ドキドキさまぁ～ず3                           | ドキドキ温泉デート スタート。                            | さまぁ〜ず 福田典子 宮永祐一 |                                       |
| 第86回                                | 2019年4月14日                         | 第11弾 ドキドキさまぁ～ず3                           | ドキドキバンジー。                                       | さまぁ〜ず 福田典子 宮永祐一 |                                       |
| 第87回                                | 2019年4月28日                         | 第11弾 ドキドキさまぁ～ず3                           | ドキドキ混浴タイム。                                     | さまぁ〜ず 福田典子 宮永祐一 |                                       |
| 第88回                                | 2019年5月5日                          | 第11弾 ドキドキさまぁ～ず3                           | ドキドキ寝起きドッキリ。                                 | さまぁ〜ず 福田典子 宮永祐一 |                                       |
| 第89回（最終回）                      | 2019年5月12日                         | 第11弾 ドキドキさまぁ～ず3                           | ドキドキさまぁ～ず3 完結。                               | さまぁ〜ず 福田典子 宮永祐一 |                                       |

#### インスタ裏ミッション
第611回から開始された、田中アナにロケ中に課せられるミッション。ロケ開始前にスタッフからミッションを与えられ、大竹と三村には知らされない状態でロケが進行する。ミッションは複数枚のカードから内容をふせた状態で田中アナが選択する形式になっており、選択する様子は放送前に番組公式インスタグラムで公開される。※は視聴者からのリクエスト裏ミッションを表す。また、実施された回のみ記載する。
| インスタ裏ミッション | インスタ裏ミッション                                               | インスタ裏ミッション |
| 放送回               | ミッション内容                                                     | 備考 |
| -------------------- | ------------------------------------------------------------------ | --- |
| 611                  | 食事中に1年半ぶりの「しゃべれよ！！」をブチこめ！！！              | デカ盛りが名物のそば店にてミッションクリア |
| 612                  | 大竹のコメントの後に「生まれ持ってのシュールですね」と言え！       | 消防団員の男性が営む理髪店で拍子木を用いて火の用心の掛け声の令和バージョンを披露した際、「火の用心あっち一旦見てみよう」と発した大竹に対し、ミッションクリア                                          |
| 613                  | 大竹のコメントの後に「横分けの人がそれ言うと面白いですね」と言え！ | 喫茶店でスタッフからとれ高OKが示された後、田中アナがガムシロップを大竹に手渡し、ボケを依頼。フレッシュを口元に当て「インプラントにしたんだけど...合わないんだよね」というボケに対してミッションクリア |
| 614                  | ロケ中に「〇〇かよ！」をブチ込め！                                 | うどん店にて食事に集中して店主との絡みに関わってこない三村に対して「静かかよ！」とつっこみミッションクリア                                                                                            |
| 615                  | 食事中に「黙れよ！」をブチ込め！                                   | ミッション失敗 |
| 617                  | 食事の感想の後 顔で落とせ！                                        | 麻婆豆腐石焼きご飯を食べ「おこげが石焼きの醍醐味」「山椒が効いてて辛さと痺れ感がちょうどいい」というコメントの後に志村けんのだっふんだを連想させる顔を見せミッションクリア                            |
| 619                  | スキップでさまぁ〜ずを追い越せ！                                   | 展望タワーから田んぼアートを見た後、別の方向を指差して「あっち 何があるんですかね？」と発しながらスキップでさまぁ～ずを追い抜きミッションクリア                                                       |
| 621                  | 食事中の顔オチ もう一度お願いします※                               | 写真背景が自慢のお食事処でチャーハンを食べながら、口角を下げ目を見開く顔を見せミッションクリア。その後、終盤で立ち寄った喫茶店で、まいたけケーキを食べながら同様の顔を披露した。                      |
| 622                  | さりげなくロボットダンスを披露！                                   | |
| 624                  | モノボケをかまして的確にツッコんでもらえ！                         | ミッション失敗 |

## 出演者
「テロップカラー」はテロップの背景色で、文字はその上に白抜き表示される。街の人々のテロップの色は緑・紫・ピンクなどが用いられる。新春特番では白文字に色付きの縁取りが入ったものが用いられた。

### レギュラー出演
現在
|              | 名前                       | 出演期間        | テロップカラー | 備考 |
| ------------ | -------------------------- | --------------- | -------------- | --- |
| MC           | 三村マサカズ（さまぁ〜ず） | 2007年1月3日 -  | 赤             | |
| MC           | 大竹一樹（さまぁ〜ず）     | 2007年1月3日 -  | 青             | 2016年6月12日放送分は筋膜炎で緊急入院したため不参加。代役をはいだしょうこが務めた。                                             |
| アシスタント | 齋藤陽                     | 2025年7月12日 - | オレンジ       | 研修期間を経て5代目に選出。テレビ東京の会議室で水原アナと一対一で偽の新人研修をしている最中にさまぁ～ずが乱入する形で合流した。 |

過去
|              | 名前       | 出演期間                       | テロップカラー | 備考 |
| ------------ | ---------- | ------------------------------ | -------------- | --- |
| アシスタント | 大江麻理子 | 2007年1月3日 - 2013年4月7日    | オレンジ       | 2013年4月からのニューヨーク支局配属に伴い、番組を降板。 2019年7月21日には代打アシスタントを務めた（後述）。 |
| アシスタント | 狩野恵里   | 2013年4月21日 - 2016年10月16日 | オレンジ       | 2016年11月開始の『ゆうがたサテライト』キャスター就任に伴い降板。 2019年6月2日・2019年7月14日には代打アシスタントを務めた（後述）。 |
| アシスタント | 福田典子   | 2016年10月23日 - 2019年5月26日 | オレンジ       | 自身が出演する『追跡LIVE! Sports ウォッチャー』に専念するため降板。 2024年3月31日付でテレビ東京を退社。 |
| アシスタント | 田中瞳     | 2019年8月4日 - 2025年6月28日   | オレンジ       | 研修期間を経て4代目に選出。偽の番組収録で訪れたハワイにおいてさまぁ～ずと合流し、そのままロケを行った。 2022年6月14日放送分は欠席。冨田有紀（テレビ東京アナウンサー）が代役を務めた。 2023年2月21日・28日放送分は発熱で欠席。水原恵理（テレビ東京アナウンサー/アナウンス部デスク）が代役を務めた。 2023年9月19日放送分は体調不良のため欠席。中根舞美（テレビ東京アナウンサー）が代役を務めた。 自身が出演する『ワールドビジネスサテライト』に専念するため降板。 |

アシスタントはいずれも出演当時、テレビ東京アナウンサー。
2017年4月30日放送（第439回）の「ありがとう10周年”歴代メンバー全員集合”3時間半スペシャル」では、大江が4年ぶり・狩野が半年ぶりに一夜限りの復活出演をした。長野県上田市のロケはさまぁ～ずと大江の3人が行い、松本市のロケは狩野アナと福田アナが加わり、5人で行った。

### 代打・緊急代打アシスタント
2019年6月2日より行われた企画。福田アナ卒業後の放送で「4代目アシスタントは決まっているが、諸事情により8月に合流する」ということが伊藤Pより告げられた。そのため4代目アシスタントが合流するまでの8回分、代打のアシスタントが週替わりで登場する「代打アシスタント」という企画が始まった。
基本的な流れとしては、番組冒頭はさまぁ〜ずの2人が話しており、その後スタッフが代打アシスタントに関するヒントを言う。そして代打アシスタントが待っているところへ行くと、代打アシスタントが後ろ姿で立っており、そこで初めて正体が判明し、そのままロケが始まる、という形になっている。ラインナップは「代打の神様」と称し、野球選手のイラストが描かれた8枚のパネルが並べられ、それを回転させる形で紹介している。
2019年8月4日の4代目登場回では、ニセ番組『ハワイでジャガジャ～ン!!』の収録をしている4代目に合流するまで、緊急代打アシスタントが参加した。
2025年7月12日の5代目登場回では前回の田中アナ卒業回から引き続きグアムで緊急代打アシスタントとともに収録を行った。5代目とはその後、東京に戻ってからテレビ東京の社内で合流した。
| 代打・緊急代打アシスタント | 代打・緊急代打アシスタント | 代打・緊急代打アシスタント       | 代打・緊急代打アシスタント                     | 代打・緊急代打アシスタント |
| 放送回                     | 放送日                     | アシスタント                     | 放送時の職業                                   | 備考 |
| 代打アシスタント           | 代打アシスタント           | 代打アシスタント                 | 代打アシスタント                               | 代打アシスタント |
| 2019年                     | 2019年                     | 2019年                           | 2019年                                         | 2019年 |
| -------------------------- | -------------------------- | -------------------------------- | ---------------------------------------------- | --- |
| 第530回                    | 6月2日                     | 狩野恵里                         | テレビ東京アナウンサー                         | 2代目アシスタント。2017年4月30日の10周年スペシャル以来のアシスタントとなる。 |
| 第531回                    | 6月9日                     | 大橋未歩                         | フリーアナウンサー（元テレビ東京アナウンサー） | 2017年11月26日以来の出演。フリーになって以降、テレビ東京の仕事はここでの出演が初となっている。 |
| 第532回                    | 6月16日                    | 筧美和子                         | モデル・女優                                   | 代打アシスタントとしてアナウンサー以外が起用されたのは初。ネット派生番組（ムチムチさまぁ〜ず3・しこしこさまぁ〜ず3）ではアシスタントとして出演している。 |
| 第533回                    | 6月23日                    | 芳根京子                         | 女優                                           | 喫茶店で三村たちを待っており、正体をじらす事無くすんなりと合流した。出演映画『今日も嫌がらせ弁当』のプロモーションも兼ねて出演。 |
| 第534回                    | 6月30日                    | 水原希子                         | モデル・女優                                   | 6月23日放送のエンディングで発表済。 |
| 第535回                    | 7月7日                     | 安藤サクラ                       | 女優                                           | 6月30日放送のエンディングで発表済。 |
| 第536回                    | 7月14日                    | 奥田民生、川西幸一（ユニコーン） | ミュージシャン                                 | 7月7日放送のエンディングで発表済。代打アシスタントとして初の男性かつミュージシャン。シングル『でんでん+Live Tracks 100周年ツアー“百が如く”』のプロモーションも兼ねて出演。全国ツアー中で途中合流となるため、進行兼繋ぎで狩野アナも代打アシスタントとして2回目の登場。                             |
| 第536回                    | 7月14日                    | 狩野恵里                         | テレビ東京アナウンサー                         | 7月7日放送のエンディングで発表済。代打アシスタントとして初の男性かつミュージシャン。シングル『でんでん+Live Tracks 100周年ツアー“百が如く”』のプロモーションも兼ねて出演。全国ツアー中で途中合流となるため、進行兼繋ぎで狩野アナも代打アシスタントとして2回目の登場。                             |
| 第537回                    | 7月21日                    | 大江麻理子                       | テレビ東京報道局キャスター                     | 7月14日放送のエンディングで発表済。初代アシスタント。2017年4月30日放送の10周年スペシャル以来2年3ヶ月振りの出演。 |
| 緊急代打アシスタント       |                            |                                  |                                                | |
| 2019年                     |                            |                                  |                                                | |
| 第538回                    | 8月4日                     | オーシャン・ヘイ                 | モデル                                         | さまぁ～ずとは『さまぁ〜ず×さまぁ〜ず』（テレビ朝日）の特番ロケで旧知の仲。ハワイが地元でロケに自転車で駆けつけ、2人が4代目（田中アナ）と合流するまで一緒にブラブラする。 |
| 2022年                     |                            |                                  |                                                | |
| 第657回                    | 6月14日                    | 冨田有紀                         | テレビ東京アナウンサー                         | 田中アナが欠席のため急遽参加。『モヤさま』ロケとは知らされず目隠しをしてさまぁ〜ずと対面したが、独特のあっさりしたリアクションをみせた。始終、Paravi配信番組『モヤモヤひとみん3』で放送作家・宮永がコーディネートしたブレザーの制服姿でトミタイムと呼ばれる独特の感性を発揮しながらブラブラした。 |
| 2023年                     |                            |                                  |                                                | |
| 第691回・第692回           | 2月21日・28日              | 水原恵理                         | テレビ東京アナウンサー                         | 田中アナが発熱で欠席のため急遽参加。山口県下関での収録に、田中アナの上司（アナウンス部デスク）としてお詫びの栗蒸し羊羹を持って東京から駆けつけた。 |
| 第721回                    | 9月19日                    | 中根舞美                         | テレビ東京アナウンサー                         | 田中アナが体調不良で欠席のため急遽参加。2023年度入社の新人アナウンサー。本人曰く、これまでのテレビ出演は3回ほどで外でのロケは初めてとの事。 |
| 2025年                     |                            |                                  |                                                | |
| 第806回                    | 7月12日                    | アミ                             | 国際線CA                                       | グアムが地元だが母親が日本人だったので日本人学校に通っていた。5代目登場回で2人とグアムをブラブラした。（2人が5代目と合流したのは、帰国後のテレビ東京社内。） |

### ナレーター
本番組のナレーター「ショウ君」は人間ではなく、HOYA（旧：ペンタックス）の音声合成ソフトウェア「ReadSpeaker」（旧「VoiceText」）の「SHOW」による音声。新春特番の第1回から一貫してナレーションを務めている。合成ソフトながら比較的高品質な音声だが、合成音声ゆえの独特の間の取り方とアクセントを持つ。
新春特番の冒頭で「正月返上」とコメントしているが、これは編集作業が正月三が日（前年12月28日にロケ、1月3日に放送）に行われたことから、ナレーターのスケジュールを押さえられず、機械（ソフトウェア）で代用したためである。VoiceTextには女声のソフトも存在し、ペンタックス（当時）の営業はその「MISAKI」を勧めたが、営業の念押しも振り切りあえて男声の「SHOW」にしたのは「声を張らずに『かるい』感じで話すのがナイスな違和感になり気に入った」という旨を伊藤Pが答えている。
「ドイヒー（ひどい）」「カイデー（でかい）」「ダーター（タダ）」「シャレオツ（おしゃれ）」など、業界用語の逆さ読みも好んで用いる。用語や人名・地名の解説VTRにおいて、長尺の際にはテンポを早めて話すことが多い。
さまぁ〜ずの2人に対しては「三村」「大竹」と呼び捨てにするものの、大江・狩野・福田・田中は基本的に「大江アナ」「狩野アナ」「福田アナ」「田中アナ」と呼ぶほか、テレ東に関連する人物へは基本的に敬称を用いる（その他「伊藤P」「森D」など）。
開始当初は「○○しろよ」、「○○でいいじゃん」などタメ口で話すことが多々あったが、徐々に「○○してください」、「○○でいいんじゃないですか」と完全な敬語口調に落ち着いている。また、「○○らしいっす」とか「○○なんすかね」とくだけた言い方もする。

### 不定期出演
芸能人・テレビ東京アナウンサー
- 天野大也（ハワイ出雲大社宮司） - ハワイロケの回にはほぼ毎回登場。さまぁ〜ずからは“ヌシカンさん”と呼ばれている。第200回から新たに神主のアシスタント（“アシカンさん”）を雇うようになった。2013年のハワイ編では出雲大社の遷宮の関係で日本に戻っていたためハワイ出雲大社への訪問が放送されなかった。
- つぶやきシロー - 第11回、第20回、第34回、第104回（さまぁ〜ずの代打）、DVD隠し特典映像、DVD副音声（第5弾、第6弾）と、レギュラーの3人以外では最多出演の芸能人。テロップの色は水色で、当初はつぶやき専用色だった(後に街の人用にも流用)。元々番組との接点はなかった（大江とはモヤさまで初めて会った）が、第11回の初登場以来、不定期に出演するようになる。番組中では「（レギュラー3人以外の）芸能人で出演できるのは、年1回の準レギュラーであるつぶやきだけだ」という発言もあった。ショウ君からは「つぶさん」と呼ばれている。
- 水増ししろぉ〜ず - ゴールデン進出後登場した、つぶやきとふかわりょうによる番組限定コンビ。日程や天気の都合でとれ高が足りなかった場合に、後日にとれ高の水増しに登場する。通行人や桜など、インサート画面のエキストラとして登場することもある。第190・191回では、ふかわに代わり川村エミコ（たんぽぽ）が登場。
- 冨田有紀（テレビ東京アナウンサー） - 3人が収録の都合で訪れたり体験できなかった案件について、後日レポートを入れる。狩野アナが新人時代の教育指導係。Paraviのスピオンオフ企画「モヤモヤひとみん3」で初登場。訪れた店主が亡くなった祖父に似ていると号泣しながらレポートするなど、天然ぶりが垣間見える。

スタッフ-テロップの色は黒
- 伊藤隆行 - 当番組の総合プロデューサー。通称「伊藤P」。DVD発売や特番の告知の際に登場する[注 25]。
- 森健宣 - 当番組のディレクター。通称「逆テルテル坊主」。森Dが担当すると雨が多く[注 26]、弟がハワイで結婚式を挙げた際も雨だったと本人が告白した[注 27]。頭（坊主）を使う企画の際に、さまぁ〜ずが森Dを呼んで検証する事が多い。
- 中田麻紀子 - 当番組の制作進行。通称「中田D（初期はアシスタントディレクター職）」。ディレクターの中で出演頻度が一番高い[注 28]。
- 榎本幹人 - 当番組のアシスタントディレクター。通称「ダンスヘアー榎本」。ドイツ出身の帰国子女。さまぁ〜ずらが気になった事象を身をもって体感する役目の“お試しボーイ”として、美容室で「ダンスヘアー」と呼ばれる髪型にしたり、舞妓の格好をするなどの企画に参加。モヤさまのスピンオフ番組であるショウ君のペラ１では、レギュラー出演していた。2013年4月の大江アナ卒業スペシャルで番組を離れたものの、第339回の白金周辺で復帰している。その後は一時期離れたが、2022年7月現在ディレクターとして復帰している。
- 青木芳行 - カメラマン（エイ・フィールド）。第40回、第48回、第58回、第72回、第80回、第113回に出演。第406回(神谷町周辺)ではロケ中に遭遇した、修学旅行生達が乗るバスの中から出演者3人に「いつも見てまーす」等の声援が上がる中、バスの中の一人から「青木カメラマーン」という声援を受けた。その後、2017年4月16日放送（門前仲町周辺）の番組冒頭のハガキコーナーにて「ロケにお会いした中学校の担任（羽島中学3年5組）」より届いた葉書が読まれ、青木カメラマンは「東京タワーの所だよね？」と記憶していた。また、その葉書によれば、当時叫んだのは葉書を出した担任だとのこと。上野では犬に何故かズボンの匂いをやたら嗅がれ、階段を後ろ向きで登りながら撮影したために転倒。北海道SPでは、坂状になっている大きな滑り台で誤って滑り落ちてしまった。ニユーテレス在籍時代にはオレたちひょうきん族のひょうきん懺悔室のカメラを担当しており、第418回で懺悔の神様に扮していたブッチー武者と再会している。
- 横尾暁祥 - カメラマン（エイ・フィールド）、通称「ファスナー横尾」。元々はグルメ横尾という通称で、さまぁ〜ずが美味しいまたは珍しい食べ物があると横尾カメラマンに食べさせて感想を求める。第324回の和光市周辺のオープニングで、ズボンのチャックが全開だった事から、ファスナー横尾という通称に変わった。また、第424回で訪れた鳥取の宿の温泉で常備されている紙パンツを着用して温泉の中で撮影する様子が放映された以降、同宿のご厚意で進呈された紙パンツを着用して温泉内で撮影することが恒例となる。
- 北本かつら - 当番組の構成。別名「竜王は生きていた」。DVDの副音声で大江[注 29]、狩野[注 30]と共演したほか、新春特番で一瞬出演。第342回の大塚周辺で電話出演した。
- たかはC - 当番組の構成。DVD隠し特典映像でつぶやき、中田Dと共演。
- 松本佳子 - さまぁ〜ずのマネージャー。第28回に初出演。第104回ではロケ中のさまぁ〜ずを次のロケに引率。第113回、第169回にも登場。
- 片岩和紀 - 当番組AD。初登場時に衣類・帽子・靴に至るまで全身真っ白の出で立ちにデコパージュを施したことにより、以降「デコパ」等呼ばれる。
- 宮永祐一 - 大竹の元ドライバー兼放送作家。初登場に下ネタを披露し、以降「エロス宮永」→「ピンク宮永」→「夜の三冠王」と呼ばれている。読売ジャイアンツの坂本勇人と似ていることから、ロケ参加時にはジャイアンツのレプリカユニフォームを着用している（東京都内はホーム用、都外はビジター用）。また、アイドルオタクであり、各地でご当地アイドルが登場する際は必ず登場する。モヤさまネット・オリコンツ「ムチムチさまぁ〜ず3」担当。「モヤモヤひとみん3」にも登場。
- さかE - 三村の元ドライバー兼放送作家。

過去のスタッフ
- 円城寺健一 - 当番組のアシスタントディレクター。通称「ジョージ」。台湾出身[注 31]で中国語が堪能。AD榎本が番組を（一時）離れてからの“お試しボーイ”を担当し、サーフィンやバク転などのチャレンジ企画の際に参加していた。2015年10月4日のロンドンスペシャルを以って、別番組[注 32]へ異動のため卒業した。
- ユサギ[注 33] - 当番組女性AD、タイ出身。訪問地での実験・体験が長時間になることが見込まれ、さまぁ～ず達が最後まで立ち会えない際、スマートフォンで撮影したほのぼのレポートが恒例となる。また、登場の度にスマホでの自撮り写真撮影も恒例となる。第482回をもって、家族の事情で帰国することを受けて卒業した。
- 小平英希 - 当番組の元ディレクター。通称「小平D」｢妖怪あめふらし」。第53回、第68回、第94回、第108回、第113回に出演。携帯サイトでは「圏外の待ち受け画面」として登場。ネルシャツ好きで、第86回のモヤモヤ抽選会で視聴者に小平Dのネルシャツをプレゼントした。その後一時期番組を離れたが、2022年4月19日放送よりチーフプロデューサーとして復帰し、2023年3月末まで務めていた。
- 加藤里桜 - 当番組AD。福田アナ卒業スペシャルでは、さまぁ〜ずが船に乗って離島するシーンの向こうで小道具を日除けにして背負い、ヤドカリの様にして休んでいるところを放送された。モヤさまネット・オリコンツでは、田中アナの顔の様々な部位のサイズを測る企画を披露した。なお、2023年9月末をもって、当番組から離れている。

### ゲスト
※番組が公式に出演依頼したゲストだけでなく、収録中に遭遇・連絡した人物も含む。

## 受賞
- ギャラクシー賞（2011年1月度） - 第182回「神楽坂篇」（2011年1月16日放送分にて）
- オリコンDVD総合週間ランキング1位。2013年10月7日付け（9月23日 - 9月29日集計） - 「大江アナ卒業記念スペシャル 鎌倉&ニューヨーク ディレクターズカット版」（2013年9月25日発売）

## 放送リスト
- 放送回凡例：
※赤地・太字は放送時間拡大スペシャル回。
※シアン地は特別編・スピンオフ回。

### 土曜 1:00 - 1:30 時代
第1フェーズ：大江アナ（2007年1月3日 - 2013年4月7日：265回）
| 2007年1月3日・4月14日 - 12月22日 | 2007年1月3日・4月14日 - 12月22日 | 2007年1月3日・4月14日 - 12月22日      | 2007年1月3日・4月14日 - 12月22日                                                        | 2007年1月3日・4月14日 - 12月22日 |
| 放送回                           | 訪問エリア                       | 放送日                                | 備考                                                                                    | DVD 収録                         |
| -------------------------------- | -------------------------------- | ------------------------------------- | --------------------------------------------------------------------------------------- | -------------------------------- |
| 0                                | 北新宿・西新宿・北池袋           | 1月3日 14:00 - 15:30 再-5月12日       | 新春特番（パイロット版） 薄っぺらい企画書が全ての始まり                                 | vol.1                            |
| 1                                | 北新宿                           | 4月14日 再-2010年2月24日              | 北新宿をレギュラー化のお礼参り                                                          | vol.2                            |
| 2                                | 東中野                           | 4月21日 再-2010年2月25日              | モヤモヤ北新宿のすぐ隣                                                                  | vol.2                            |
| 3                                | 東中野                           | 4月28日 再-2010年2月26日              | 奇跡連発・東中野の面白店主たち                                                          | vol.2                            |
| 4                                | 月島                             | 5月5日 再-2010年3月1日                | もんじゃ禁止で月島                                                                      | vol.2                            |
| 5                                | 月島                             | 5月12日 再-2010年3月2日               | 盗聴器ガチャでケロロ連発                                                                | vol.2                            |
| 6                                | 東麻布                           | 5月19日 再-2010年3月3日               | キレイなお姉さんに再会                                                                  | vol.3                            |
| 7                                | 東麻布                           | 6月2日 再-2010年3月4日                | 東麻布の南ちゃん                                                                        | vol.3                            |
| 8                                | ハワイ                           | 6月9日 再-2008年7月21日 9:00-9:30     | いきなり海外ロケ・ハワイで海禁止                                                        | vol.3                            |
| 9                                | ハワイ                           | 6月16日 再-2010年3月8日               | チャイチーの店近くの人気スポット?                                                       | vol.3                            |
| 10                               | ハワイ                           | 6月23日 再-2008年11月14日             | 「史上最悪…凶悪事件勃発SP」                                                             | vol.3.5                          |
| 11                               | ハワイ                           | 6月30日 1:40 - 2:10 再-2008年11月14日 | つぶさんお土産探し+モヤさま超特別編                                                     | vol.3.5                          |
| 12                               | 北赤羽                           | 7月7日 0:12 - 1:23                    | 「71分スペシャル」 懐かし昭和の香る街                                                   | vol.3                            |
| 13                               | 新高円寺                         | 7月14日 再-2010年3月9日               | 何が新しい?新高円寺                                                                     | vol.4                            |
| 14                               | 新高円寺                         | 7月21日 再-2010年3月10日              | 新高円寺で高円寺を探す                                                                  | vol.4                            |
| 15                               | 浅草橋                           | 7月28日 再-2010年3月11日              | 浅草橋で初の雨天ロケ                                                                    | vol.4                            |
| 16                               | 浅草橋                           | 8月4日 再-2010年3月12日               | 雨天決行の花火                                                                          | vol.4                            |
| 17                               | 吉原・裏合羽橋                   | 8月11日 再-2010年3月15日              | 「夏休み真っ只中SP」 家族で観られる吉原+とれ高不足で第18回スライド登板                  | vol.4                            |
| 18                               | 裏かっぱ橋・東上野               | 8月18日 再-2010年3月16日              | 「カッパの怨念スペシャル」                                                              | vol.4                            |
| 19                               | 東上野                           | 8月25日 再-2010年3月17日              | 高麗人参酒で泥酔                                                                        | vol.4                            |
| 20                               | 名場面集                         | 9月1日                                | 「スタッフが夏休みを取るための名場面SP」                                                | -                                |
| 21                               | 駒込                             | 9月8日 再-2010年3月18日               | 降りた事がない駅シリーズ第1弾                                                           | vol.5                            |
| 22                               | 駒込・田端                       | 9月15日 再-2010年3月19日              | 降りた事がない駅シリーズ第2弾                                                           | vol.5                            |
| 23                               | 北品川                           | 9月22日 再-2010年3月23日              | 北シリーズ第4弾 [ザ・ゴールデン発表]                                                    | vol.5                            |
| 24                               | 北品川                           | 9月29日 再-2010年3月24日              | 「えっ?」の井戸おやじ                                                                   | vol.5                            |
| 25                               | 北品川                           | 10月13日 1:30 - 2:00 再-2010年3月25日 | 喫茶ルノナール                                                                          | vol.5                            |
| 26                               | 常磐線SP （三河島・綾瀬・金町）  | 10月15日 21:00 - 22:24                | 『モヤモヤさまぁ～ず2 ザ・ゴールデン 常磐線でジーュスにやります。謎のゴールデン90分SP』 | vol.6                            |
| 27                               | 金町                             | 10月20日                              | ゴールデンに入らなかった常磐線SPの続き                                                  | vol.6                            |
| 28                               | シンガポール                     | 10月27日                              | すぐ来ちゃった海外ロケ第2弾・シンガポール                                               | vol.6                            |
| 29                               | シンガポール                     | 11月3日                               | シンガポールのモヤモヤ巡り・続き                                                        | vol.6                            |
| 30                               | 西荻窪                           | 11月10日                              | 視聴者情報募集で1位の西荻窪                                                             | vol.7                            |
| 31                               | 西荻窪                           | 11月17日                              | 何処かへ行ったプロデューサー                                                            | vol.7                            |
| 32                               | シンガポール                     | 11月24日                              | アフレコを楽しめる銅像たち                                                              | vol.7                            |
| 33                               | シンガポール                     | 12月1日                               | ガラクタだらけのフリマでお土産探し                                                      | vol.7.5                          |
| 34                               | シンガポール                     | 12月8日 2:00 - 2:30                   | タイアップホテル紹介+つぶさんお土産渡し                                                 | vol.7.5                          |
| 35                               | 東北沢                           | 12月15日                              | シモキタじゃない方の北沢 [DVD化発表]                                                    | vol.7                            |
| 36                               | 東北沢・駒場東大前               | 12月22日                              | 歩き過ぎて駒場東大前 [ミニ枠ジャック発表]                                               | vol.7                            |

| 2008年1月12日 - 3月29日 | 2008年1月12日 - 3月29日 | 2008年1月12日 - 3月29日 | 2008年1月12日 - 3月29日                          | 2008年1月12日 - 3月29日 |
| 放送回                  | 訪問エリア              | 放送日                  | 備考                                             | DVD 収録                |
| ----------------------- | ----------------------- | ----------------------- | ------------------------------------------------ | ----------------------- |
| 37                      | 白金                    | 1月12日                 | 日本一セレブな街でモヤモヤ探し                   | vol.7                   |
| 38                      | 白金                    | 1月19日                 | 顔がムカツクおしゃべりふくろう [DVD特典映像発表] | vol.7                   |
| 39                      | 東京駅周辺              | 1月26日                 | 八重洲口から兜町・八丁堀方面へ                   | vol.7                   |
| 40                      | 東京駅周辺              | 2月2日                  | ホグレルで体がほぐれる                           | vol.7                   |
| 41                      | 恵比寿                  | 2月9日 1:20 - 1:50      | ハイセンスで大人の街のモヤモヤを探す             | vol.8                   |
| 42                      | 恵比寿                  | 2月16日                 | シャレた街でソピックと遭遇                       | vol.8                   |
| 43                      | 後楽園                  | 2月23日                 | 東京ドームと遊園地禁止で後楽園                   | vol.8                   |
| 44                      | 後楽園                  | 3月1日                  | 協会総本部でけん玉検定受験                       | vol.8                   |
| 45                      | 四谷                    | 3月8日                  | 有名だけど冷え切ってる街                         | vol.8                   |
| 46                      | 四谷                    | 3月15日                 | 発明学会の面白常連発明家                         | vol.8                   |
| 47                      | 東京タワー周辺          | 3月22日                 | 東京のシンボル周辺のモヤモヤ [モヤさま昇格発表]  | vol.8                   |
| 48                      | 東京タワー周辺          | 3月29日                 | 工具屋で作られるネジキューピー＋ドSおばさん      | vol.8                   |

### 土曜 0:53 - 1:23 時代
| 2008年4月12日 - 12月27日 | 2008年4月12日 - 12月27日                                              | 2008年4月12日 - 12月27日 | 2008年4月12日 - 12月27日                                                            | 2008年4月12日 - 12月27日 |
| 放送回                   | 訪問エリア                                                            | 放送日                   | 備考                                                                                | DVD 収録                 |
| ------------------------ | --------------------------------------------------------------------- | ------------------------ | ----------------------------------------------------------------------------------- | ------------------------ |
| 49                       | 北池袋                                                                | 4月12日                  | お礼参りシリーズ第2弾（番組1周年とDVD発売記念）                                     | vol.10                   |
| 50                       | 北池袋                                                                | 4月19日                  | とれ高サイコロマークII登場                                                          | vol.10                   |
| 51                       | 北池袋                                                                | 4月26日 1:23 - 1:53      | 家用を公園で遊ぶ                                                                    | vol.10                   |
| 52                       | 幡ヶ谷・初台                                                          | 5月3日                   | ちょっとした特別編：暴風雨の中のロケ+初のロケバス移動                               | コレクターズDISC         |
| 53                       | 神谷町・池袋                                                          | 5月10日                  | 特別編続き：神谷町の工具屋再訪+池袋でDVD偵察                                        | -                        |
| 54                       | 砂町                                                                  | 5月17日                  | AD中田のD昇格デビュー戦                                                             | vol.10                   |
| 55                       | 砂町                                                                  | 5月24日                  | とれ高不安のD中田                                                                   | vol.10                   |
| 56                       | 高田馬場                                                              | 5月31日                  | 早稲田大学以外モヤモヤの街                                                          | vol.10                   |
| 57                       | 高田馬場                                                              | 6月7日                   | 偽早稲田大学卒業生集合                                                              | vol.10                   |
| 58                       | 高田馬場                                                              | 6月14日                  | 激しいヤツと水陸両用                                                                | vol.10                   |
| 59                       | 谷根千・谷中                                                          | 6月21日                  | 散歩の名所を避けて谷根千                                                            | vol.11                   |
| 60                       | 谷根千・谷中                                                          | 6月28日                  | 触れるシャボン玉1                                                                   | vol.11                   |
| 61                       | 谷根千・根津                                                          | 7月12日                  | 東麻布以来のさわやかエピソード [2度目のハワイSP発表]                                | vol.11                   |
| 62                       | ハワイ                                                                | 7月19日                  | ハワイお礼参り [ゴールデン風発表]                                                   | vol.9                    |
| 63                       | ハワイ                                                                | 7月21日 14:30 - 15:54    | 「念願成就 2度目のハワイ風総本家SP」 （モヤモヤさまぁ～ず2 ハワイ風）               | vol.9                    |
| 64                       | 日暮里・舎人ライナーSP （赤土小学校前・西新井大師西・見沼代親水公園） | 7月21日 21:00 - 21:54    | 「2度目の挑戦!! 雑なゴールデン風総本家SP」 （モヤモヤさまぁ～ず2 ゴールデン風）     | vol.12                   |
| 65                       | ハワイ・日暮里・舎人ライナー残り物                                    | 7月26日                  | ハワイSP&舎人ライナーSPの残りカス前編                                               | -                        |
| 66                       | 日暮里・舎人ライナー残り物                                            | 8月2日                   | 残りカス後編                                                                        | -                        |
| 67                       | 幡ヶ谷・初台                                                          | 8月9日                   | 暴風雨で中断となったロケのやり直し                                                  | vol.11                   |
| 68                       | 幡ヶ谷・初台                                                          | 8月16日                  | お礼参りじゃない再訪問                                                              | vol.11                   |
| 69                       | モヤモヤ抽選会                                                        | 8月23日                  | のまのま鉛筆ラジオ風抽選会 （夏恒例・スタッフが夏休みを取るためのイレギュラー企画） | vol.10.5                 |
| 70                       | 都立大学駅周辺                                                        | 8月30日                  | 東横線沿線で急行の止まらない街                                                      | vol.11                   |
| 71                       | 祐天寺                                                                | 9月6日                   | 3人の暴走ドキュメント                                                               | vol.11                   |
| 72                       | 祐天寺                                                                | 9月13日                  | エコ的スロットマシーン                                                              | vol.11                   |
| 73                       | 経堂                                                                  | 9月20日                  | 小田急線沿線で行きそうで行かない街                                                  | vol.13                   |
| 74                       | 経堂・千歳船橋                                                        | 9月27日                  | くまラーメンの秘密                                                                  | vol.13                   |
| 75                       | 千歳船橋                                                              | 10月11日                 | いつものところの小便小僧                                                            | vol.13                   |
| 76                       | 大山                                                                  | 10月18日 1:23 - 1:53     | 初進出の板橋区でニセ1000円自販機登場                                                | vol.13                   |
| 77                       | 大山                                                                  | 10月25日                 | 大江アナ・秋のナイスファイトシリーズ                                                | vol.13                   |
| 78                       | 常盤台                                                                | 11月1日                  | ショウ君の故郷訪問                                                                  | vol.13                   |
| 79                       | モヤモヤ重大発表                                                      | 11月8日                  | [モヤさまゴールデン 営業風SP発表]                                                   | -                        |
| 80                       | 北海道札幌                                                            | 11月14日 21:00 - 22:48   | 「モヤさまゴールデン 営業風SP」 （モヤモヤさまぁ～ず2 まさかのゴールデン3）         | コレクターズDISC         |
| 81                       | 北海道札幌                                                            | 11月15日                 | 「モヤさまゴールデン 営業風SP2」 （ゴールデンでの未公開映像特集）                   | コレクターズDISC         |
| 82                       | 蒲田                                                                  | 11月22日                 | 大田区初上陸!                                                                       | vol.13                   |
| 83                       | 蒲田                                                                  | 11月29日                 | デパート屋上の遊園地&観覧車で…                                                      | vol.13                   |
| 84                       | 蒲田                                                                  | 12月6日                  | 同級生関君の実家登場                                                                | vol.13                   |
| 85                       | 六本木                                                                | 12月13日                 | 六本木にも出雲大社や滑り台があるんだね                                              | vol.14                   |
| 86                       | 六本木・赤坂                                                          | 12月20日                 | 赤坂にも夢の1000円自販機が                                                          | vol.14                   |
| 87                       | モヤモヤ大抽選会                                                      | 12月27日                 | モヤモヤクリスマス大抽選会                                                          | -                        |

| 2009年1月10日 - 3月28日 | 2009年1月10日 - 3月28日       | 2009年1月10日 - 3月28日 | 2009年1月10日 - 3月28日                                                  | 2009年1月10日 - 3月28日 |
| 放送回                  | 訪問エリア                    | 放送日                  | 備考                                                                     | DVD 収録                |
| ----------------------- | ----------------------------- | ----------------------- | ------------------------------------------------------------------------ | ----------------------- |
| 88                      | 三軒茶屋                      | 1月10日                 | 三軒茶屋でいきなり新旧首相2人に会ってしまいました                        | vol.14                  |
| 89                      | 三軒茶屋・松陰神社前商店街    | 1月17日                 | とっても恥ずかしい抱腹絶叫ゲーム                                         | vol.14                  |
| 90                      | 東急目黒線沿線 目黒・武蔵小山 | 1月24日                 | 1000円自販機のクレーン版登場                                             | vol.14                  |
| 91                      | 東急目黒線沿線 西小山         | 1月31日                 | 奇跡を起こした"赤ひげ危機一髪ゲーム"                                     | vol.14                  |
| 92                      | 自由が丘                      | 2月7日                  | 落書きノートにはまっちゃいました& ロケ終了伊藤Pより緊急発表が…           | vol.14                  |
| 93                      | 自由が丘・奥沢                | 2月14日                 | 奥沢で大江の同級生に会っちゃいました                                     | vol.14                  |
| 94                      | 自由が丘                      | 2月21日                 | 可哀そうな小平Dを3万円でコーディネート                                   | vol.14                  |
| 95                      | 大塚                          | 2月28日                 | 山手線降りない駅シリーズ3-1 床屋の主人に大江の似顔絵を書いてもらいました | vol.15.5                |
| 96                      | 大塚・目白                    | 3月7日                  | 山手線降りない駅シリーズ3-2、4-1 大塚って外国なの?                       | vol.15.5                |
| 97                      | 目白                          | 3月14日                 | 山手線降りない駅シリーズ4-2 4月から木曜 0:12?に昇格決定                  | vol.15.5                |
| 98                      | 中野                          | 3月21日                 | 「えろガチャ」で3人がゲットしたものは?                                   | コレクターズ DISC       |
| 99                      | 中野・新井薬師                | 3月28日                 | 最後の金曜深夜放送は、ミラクルの連発!                                    | コレクターズ DISC       |

### 金曜 0:12 - 0:53 時代
| 2009年4月2日 - 12月30日 | 2009年4月2日 - 12月30日 | 2009年4月2日 - 12月30日  | 2009年4月2日 - 12月30日                                                         | 2009年4月2日 - 12月30日 |
| 放送回                  | 訪問エリア              | 放送日                   | 備考                                                                            | DVD 収録                |
| ----------------------- | ----------------------- | ------------------------ | ------------------------------------------------------------------------------- | ----------------------- |
| 特別編 モヤしろ         | 特別編 モヤしろ         | 4月2日 2:40 - 3:10       | DVD発売記念特別番組 『モヤモヤしろぉ～ず2 ?北新宿編?』 （DVD第1弾隠し映像特典） | -                       |
| 100                     | 新高円寺                | 4月3日                   | DVD発売お礼回り& DVD大抽選会                                                    | -                       |
| 101                     | 天空橋                  | 4月10日                  | WBC日韓戦の陰で"さかな家"の謎に迫る                                             | vol.16                  |
| 102                     | 天空橋                  | 4月17日                  | 「ピンポン7」に大江がいない理由は?                                              | vol.16                  |
| 103                     | 下赤塚                  | 4月24日                  | 記念すべき放送100回目 番組特製のジャケットを作ろう                              | vol.16                  |
| 104                     | 下赤塚                  | 5月8日                   | さまぁ～ずの代役はホリプロを代表するあの男                                      | vol.16                  |
| 105                     | 桜新町                  | 5月15日                  | 厄払い中の後厄三村に悲劇が!                                                     | vol.16                  |
| 106                     | 桜新町                  | 5月22日                  | 視聴者参加型 新とれ高サイコロ登場                                               | vol.16                  |
| 107                     | 用賀                    | 5月29日                  | ヌーサン&ミリめしって何?                                                        | vol.16                  |
| 108                     | 用賀                    | 6月5日                   | 【番外編】伊藤Pからのお願いとは?                                                | vol.16                  |
| 109                     | 千歳烏山                | 6月12日                  | 千歳烏山にニワトリ出現!                                                         | vol.16                  |
| 110                     | 千歳烏山                | 6月19日                  | 「超絶!新合気柔術!」を教える道場とは?                                           | vol.16                  |
| 111                     | 千歳烏山                | 6月26日                  | ショウ君曰く“いろんな発表があります”                                            | vol.16                  |
| 112                     | ハワイ                  | 7月3日                   | お礼参りINハワイ                                                                | vol.9                   |
| 113                     | ハワイ                  | 7月5日 16:00 - 17:15     | DVD大ヒットお礼参り& モヤモヤマップを完成させよう!                              | vol.9                   |
| 114                     | ハワイ                  | 7月10日 再-2010年3月26日 | ハワイお土産プレゼント& ハガキ抽選会INノースショア                              | vol.9                   |
| 115                     | 大森                    | 7月17日                  | 大森にサンバイザー軍団現る                                                      | vol.17                  |
| 116                     | 大森                    | 7月24日                  | 大森貝塚遺跡庭園で大竹にアクシデントが                                          | vol.17                  |
| 117                     | 大森                    | 7月31日                  | 驚異のグリップ力 発動!!                                                         | vol.17                  |
| 118                     | 上野                    | 8月7日                   | アメ横の静かな路地を歩く                                                        | vol.17                  |
| 119                     | 上野・湯島              | 8月14日                  | インベーダーで白熱                                                              | vol.17                  |
| 120                     | 湯島                    | 8月21日                  | ロジェってみました                                                              | vol.17                  |
| 121                     | 湯島                    | 8月28日                  | コスモキャベツノートのその後                                                    | vol.17                  |
| 122                     | 亀有                    | 9月4日                   | さよなら小平D 「さよならは別れの言葉じゃなくて、再び会うための遠い約束です。」  | vol.17                  |
| 123                     | 亀有・柴又              | 9月11日                  | 柴又であのレインボーが作れた                                                    | vol.17                  |
| 124                     | 柴又                    | 9月18日                  | 水鉄砲戦争勃発&小平Dに餞別の服を                                                | vol.17                  |
| 125                     | 大井町駅周辺            | 9月25日                  | ハワイを超えた夢の町                                                            | vol.18                  |
| 126                     | 大井町駅周辺            | 10月2日                  | 本家よりモヤモヤしているニセ1000円自販機登場                                    | vol.18                  |
| 127                     | 大井町駅周辺            | 10月9日                  | 飯屋のメニュー用写真を撮ることに                                                | vol.18                  |
| 128                     | 落合駅 (東京都)周辺     | 10月16日                 | 未来のさまぁ～ず兄弟に遭遇                                                      | コレクターズ DISC       |
| 129                     | 落合駅 (東京都)周辺     | 10月23日                 | ジャイアンツ×××のおやっさん                                                     | コレクターズ DISC       |
| 130                     | 落合駅 (東京都)周辺     | 10月30日                 | 魅惑の蛇キュウリワールド                                                        | コレクターズ DISC       |
| 131                     | 食欲の秋SP              | 11月6日                  | つぶさんが“ドSおばさん”に追い詰められる                                         | vol.10.5                |
| 132                     | 阿佐ヶ谷                | 11月13日                 | 100%雨の中でタマゴの殻アート                                                    | vol.18                  |
| 133                     | 阿佐ヶ谷                | 11月20日                 | 傘が壊れてもガチャガチャ                                                        | vol.18                  |
| 134                     | 阿佐ヶ谷                | 11月27日                 | 緊急事態 撮れ高不足発生 [DVD第3弾発売決定発表]                                  | vol.18                  |
| 135                     | 両国                    | 12月4日                  | 両国－相撲関連=?                                                                | vol.18                  |
| 136                     | 両国                    | 12月11日                 | あの幻のガチャガチャを発見                                                      | vol.18                  |
| 137                     | 両国                    | 12月18日                 | 珍しい風船と自転車で遊ぶ                                                        | vol.18                  |
| 138                     | クリスマスハガキ抽選会  | 12月25日                 | DVD第3弾特典発表 [モヤさまゴールデン発表]                                       | -                       |
| 139                     | 花小金井                | 12月30日 18:30 - 20:54   | 「無謀な挑戦SP ?年末編?」（144分） （初の東京23区外で中途半端な"みそかSP"）     | vol.12                  |

| 2010年1月8日 - 3月26日 | 2010年1月8日 - 3月26日     | 2010年1月8日 - 3月26日 | 2010年1月8日 - 3月26日                                                  | 2010年1月8日 - 3月26日 |
| 放送回                 | 訪問エリア                 | 放送日                 | 備考                                                                    | DVD 収録               |
| ---------------------- | -------------------------- | ---------------------- | ----------------------------------------------------------------------- | ---------------------- |
| 140                    | 御茶ノ水                   | 1月8日                 | 良心的な店 あさひ                                                       | vol.19                 |
| 141                    | 御茶ノ水                   | 1月15日                | まさかの飯屋またぎからスタート                                          | vol.19                 |
| 142                    | 神田                       | 1月22日                | おじさん達の聖地でモヤモヤ探し                                          | vol.19                 |
| 143                    | 北千住・南千住             | 1月29日                | ♪遠くまで見える道で君の手を握りしめた?                                  | vol.19                 |
| 144                    | 南千住                     | 2月5日                 | 飯後だから歯を磨く                                                      | vol.19                 |
| 145                    | 南千住                     | 2月12日                | 白金のおしゃべりフクロウに再会                                          | vol.19                 |
| 146                    | 滝野川                     | 2月19日                | 北区めぐり1-1 ベンツとバイクが交通事故                                  | vol.19                 |
| 147                    | 滝野川                     | 2月26日                | 北区めぐり1-2 スタッフも夢中の世界一軽い奴 [モヤさまゴールデン昇格発表] | vol.19                 |
| 148                    | 滝野川・上中里             | 3月5日                 | 北区めぐり1-3 大江早退でさまぁ～ず2人きりのモヤモヤ探し                 | vol.19                 |
| 149                    | 練馬区江古田               | 3月12日                | 練馬の寅さんが続々登場                                                  | コレクターズ DISC      |
| 150                    | 練馬区江古田・中野区江古田 | 3月19日                | 雨の災難&カウチン三村が自腹購入                                         | コレクターズ DISC      |
| 151                    | 中野区江古田・桜台         | 3月26日                | 深夜帯最後は豪華アイテム大放出                                          | コレクターズ DISC      |

### 日曜 19:00 - 19:54 時代
| 2010年4月3日 - 12月30日 | 2010年4月3日 - 12月30日 | 2010年4月3日 - 12月30日                | 2010年4月3日 - 12月30日 | 2010年4月3日 - 12月30日 | 2010年4月3日 - 12月30日                      |
| 放送回                  | 訪問エリア              | 放送日                                 | 備考 | DVD 収録                | 気になったので行ってみた やってみた          |
| ----------------------- | ----------------------- | -------------------------------------- | --- | ----------------------- | -------------------------------------------- |
| 特別編 ゴールデン進出SP | 特別編 ゴールデン進出SP | 4月3日 再-4月4日 16:55 - 17:15         | ゴールデンで失敗しない為の秘訣 | -                       | -                                            |
| 特別編 ゴールデン進出SP | 特別編 ゴールデン進出SP | 4月11日 11:55 - 12:49                  | つぶさんの番組PR大使奮闘記 | -                       | -                                            |
| 152                     | 北新宿・東中野          | 4月11日 再-4月18日 11:55 - 12:49       | ゴールデン初回は伝説の地へ3度目の訪問                                                                                              | vol.20                  | モヤさまポスターは本当に貼ってくれたのか     |
| 153                     | 東中野・新大久保        | 4月18日                                | 遂に新とれ高アイテムがベールを脱ぐ                                                                                                 | vol.20                  | 田子作のその後                               |
| 154                     | 原宿・表参道            | 5月2日                                 | 服屋&オシャレ禁止で超大物有名人に遭遇                                                                                              | vol.20                  | ふかわりょう編集プレビュー                   |
| 155                     | 原宿・北参道            | 5月9日                                 | 三村なぜか土下座入店 | vol.20                  | ラッキーナンバーサービスドキュメント         |
| 156                     | 月島・勝どき            | 5月16日 再-6月19日 13:25 - 14:20       | 伝説のタップ登場! | vol.20                  | 自信のない似顔絵                             |
| 157                     | 佃・豊洲                | 5月23日 再-6月27日 11:55 - 12:49       | 3年越しのもんじゃ、ついに解禁 | vol.20                  | 礼儀正しい愛利佳ちゃんのママとは?            |
| 158                     | 荻窪                    | 5月30日                                | 巨人グッズ大量購入で大竹 場外ホームラン                                                                                            | vol.21                  | つぶさんの鉛筆配りinアセロラの町             |
| 159                     | 荻窪・浜田山・永福町    | 6月13日                                | 話題になる1000円自販機登場 | vol.21                  | 放送し忘れた大江アナのマイケル・ジャクソン   |
| 160                     | 中目黒                  | 6月20日                                | 泥酔タイム突入 | vol.21                  | もう一台の気になる自転車                     |
| 161                     | 三軒茶屋                | 6月27日                                | Complicated SUMMERS 2 | vol.21                  | 特別編・博多にやってきました                 |
| 162                     | 博多                    | 7月4日                                 | TVQの歓迎で九州初上陸 | -                       | -                                            |
| 163                     | 水天宮・馬喰横山        | 7月11日 再-2010年7月18日 11:55 - 12:49 | 水天宮のボス、スナイパーおばさん                                                                                                   | vol.21                  | 千社札風シールを貼った傘は持ってかれないのか |
| 164                     | 馬喰横山・浅草橋        | 7月18日                                | ラジコン3台夢の競演&夏の花火祭り                                                                                                   | vol.21                  | 楽しいワニゲーム                             |
| 165                     | 駒込                    | 7月25日                                | 挫折者・三村にエビ系の呪いが!? | vol.22                  | ネパール人が日本の天丼を語る                 |
| 166                     | 田端                    | 8月1日                                 | 突然伊藤Pが登場した理由とは? | vol.22                  | 大江の写真でふすまアートを作ると…            |
| 167                     | 王子                    | 8月8日                                 | 祝!三村、結婚記念日 | vol.22                  | ハンダースの想い出の渚の2番の物まねは?       |
| 168                     | 十条                    | 8月22日                                | 町会長 三村登場! | vol.22                  | モヤモヤ用のブドウを見に行ってきた           |
| 169                     | 東京スカイツリー周辺    | 9月5日 再-9月19日 11:55 - 12:49        | リフォーム中、三村家での奇跡 | vol.22                  | 密着!バリューマーチャンダイズ&プレゼント告知 |
| 170                     | 赤羽                    | 9月12日                                | 「北なんだよ…」オヤジ再登場 | vol.22                  | -                                            |
| 171                     | 浅草                    | 9月19日                                | スカイツリーが望める穴場でサンバカーニバル 学校の先生ラップ、再来!!                                                                | vol.23                  | 未公開映像、大江全力坂                       |
| 172                     | 東急池上線沿線          | 10月17日                               | 学べる池上線 | vol.23                  | -                                            |
| 173                     | 銀座・戸越銀座          | 10月24日                               | 大竹にゴルゴ13降臨! 大江、少女とエア騎馬戦 三村、流しそうめんの残り物を食う                                                        | vol.23                  | -                                            |
| 174                     | 築地                    | 10月31日                               | ついに寿司解禁!? バリトンボイスとあの南原さん登場! 綱引き日米対決!                                                                 | -                       | 未公開映像、全員レッド吉田                   |
| 175                     | 日光                    | 11月7日                                | 思わず声が出ちゃう耳かき ヌシカンさんへのプレゼント制作 大江、鬼怒川のメインスポットで緊急事態!                                    | vol.23                  | -                                            |
| 176                     | ハワイ                  | 11月14日                               | ヌシカンさん制作の新モヤモヤMAP登場!                                                                                               | vol.15                  | 池上彰風にタイアップホテルを紹介せよ         |
| 177                     | 吉祥寺                  | 11月21日                               | 学校ラップ スクラッチver inジョージ                                                                                                | vol.23                  | -                                            |
| 178                     | 門前仲町                | 11月28日                               | 恐怖の滑り台登場! 大江危うし! | vol.23                  | -                                            |
| 179                     | ハワイ                  | 12月12日                               | モヤさまアワード2010 | vol.15                  | -                                            |
| 180                     | ハワイ                  | 12月30日 17:00 - 18:24                 | 「泣きの1回スペシャル」 モヤさまアワードモヤ飯2010 三村石けん屋 涙のリベンジ 一挙蔵出し!ワケあり未公開映像 DVD第4弾見どころベスト7 | vol.15                  | -                                            |

| 2011年1月9日 - 12月27日                      | 2011年1月9日 - 12月27日                               | 2011年1月9日 - 12月27日 | 2011年1月9日 - 12月27日                                                              | 2011年1月9日 - 12月27日 | 2011年1月9日 - 12月27日                                                       |
| 放送回                                       | 訪問エリア                                            | 放送日                  | 備考                                                                                 | DVD 収録                | 気になったので行ってみた やってみた                                           |
| -------------------------------------------- | ----------------------------------------------------- | ----------------------- | ------------------------------------------------------------------------------------ | ----------------------- | ----------------------------------------------------------------------------- |
| 181                                          | 西武新宿線沿線 （新井薬師・野方・鷺ノ宮・下井草）     | 1月9日                  | ラジコン途中に黄色い電車が!                                                          | -                       | -                                                                             |
| 182                                          | 神楽坂                                                | 1月16日                 | 「劇団サイコロ」旗揚げ公演                                                           | vol.24                  | 水増ししろぉ～ずがモヤさま絵馬レポート                                        |
| 183                                          | 日本武道館周辺・飯田橋・神田 日暮里・舎人ライナー沿線 | 1月23日                 | 伝説の店あさひに1年振り再訪問&舎人ライナーの人々にお礼参り&解禁!蔵出しとれ高サイコロ | -                       | 水増ししろぉ～ずがブレンド&バナジューをレポート                               |
| 184                                          | 日暮里・舎人ライナー沿線                              | 1月30日                 | 和牛とモヤさま初のコラボ&雨降らしの達人登場!                                         | -                       | -                                                                             |
| 185                                          | 下北沢                                                | 2月13日                 | 三村が思い出のアパートに再会                                                         | -                       | -                                                                             |
| 186                                          | 代々木上原・代々木八幡                                | 2月20日                 | 大江再び大暴れの接地&大黒湯でアノ人のサイン色紙が!                                   | -                       | 『釣りバカ日誌』の再現シーンを 水増ししろぉ～ずが検証                         |
| 187                                          | 荒川 (関東)周辺                                       | 3月6日                  | 祝!ギャラクシー賞受賞&大江驚愕のMAXノッチ                                            | -                       | 水増ししろぉ～ずが戸田競艇場で鉛筆配り そして奇跡が…                          |
| 188                                          | 鎌倉                                                  | 4月10日                 | 強風・雨・激寒のため緊急事態連発                                                     | -                       | 定番のさまぁ～ずの似顔絵をギャラクシー兄弟 （別名：水増ししろぉ～ず）が確認に |
| 189                                          | 上野・合羽橋                                          | 4月24日                 | 番組からの大竹結婚祝い5万円をかっぱ橋で今すぐ使え!!                                  | -                       | -                                                                             |
| 190                                          | 熱海                                                  | 5月1日                  | 熱海秘宝館で、放送の限界に挑戦!                                                      | -                       | -                                                                             |
| 191                                          | 熱海・伊東                                            | 5月8日                  | ♪伊東にいくならハトヤ♪                                                               | -                       | 大竹にレーザーラモンHG&パッション屋良降臨                                     |
| 192                                          | 浜離宮・新橋・大門 増上寺・東京タワー・東麻布         | 5月15日                 | 看板娘の誘惑に負け初の弁当タイム&故障した1000円自販機から出てきたのは…               | -                       | -                                                                             |
| 193                                          | 江の島                                                | 5月22日                 | 今日の教訓「カニがいないねぇ?。」                                                    | -                       | -                                                                             |
| 194                                          | 箱根                                                  | 5月29日                 | 豪雨・激寒のため、怒りの掟破り                                                       | -                       | -                                                                             |
| 195                                          | 巣鴨                                                  | 6月12日                 | 初公開!モヤさま誕生日杯優勝トロフィー&都電新車両&S.W.A.Tラジコン                     | -                       | -                                                                             |
| 196                                          | モヤさまクイズ大会&未公開映像スペシャル               | 6月19日                 | 5周年記念!クイズモヤさまレジェンド                                                   | -                       | -                                                                             |
| 197                                          | 隅田川周辺                                            | 6月26日                 | 隅田川沿いに“幻の隠れスカイツリー”出現                                               | -                       | -                                                                             |
| 198                                          | 両国・品川                                            | 7月3日                  | モヤさま花火大会&大江アナのバストサイズが明らかに                                    | -                       | -                                                                             |
| 199                                          | 品川                                                  | 7月10日                 | 井戸&力山さんのサインふたたび登場                                                    | -                       | -                                                                             |
| 200                                          | ハワイ                                                | 7月17日                 | ハワイ出雲大社にアシスタント（アシカンさん）登場                                     | vol.15                  | タイアップホテルを5・7・5川柳風に紹介せよ                                     |
| 201                                          | ハワイ                                                | 7月31日                 | 三村がせっけんファミリーに持って行ったお土産とは?                                    | vol.15                  | -                                                                             |
| 202                                          | 東急世田谷線沿線                                      | 8月7日                  | モヤさま夏の野球大会開催                                                             | -                       | -                                                                             |
| 203                                          | 谷根千                                                | 8月28日                 | モヤさま史上最高額の“めし”登場                                                       | -                       | -                                                                             |
| 204                                          | 柴又・高砂 (葛飾区)                                   | 9月11日                 | 3年振りの“水風船抗争”勃発                                                            | -                       | -                                                                             |
| 205                                          | 亀有・綾瀬                                            | 9月18日                 | テレビ東京があの番組を作っちゃいました                                               | -                       | -                                                                             |
| 206                                          | 横浜駅周辺                                            | 10月9日                 | 大江、想い出の麻婆豆腐&母校に                                                        | -                       | -                                                                             |
| 207                                          | 草津                                                  | 10月16日                | 盲腸・点滴・高所・登山 大竹、試練のロケ敢行!                                         | -                       | -                                                                             |
| 208                                          | 高円寺・阿佐ヶ谷                                      | 10月23日                | ほろ酔い大江、セクシーダンス初公開                                                   | -                       | セクシーダンサー“ピンク”さんの正体は?                                         |
| 209                                          | 日光 （中禅寺湖、東武ワールドスクウェア）             | 10月30日                | 中禅寺湖でロケ中のもしツア軍団に遭遇                                                 | -                       | -                                                                             |
| 210                                          | 日本橋人形町                                          | 11月6日                 | 欲張り三村、天罰が下り痛風再発                                                       | -                       | -                                                                             |
| 211                                          | 河口湖・富士吉田市                                    | 11月20日                | スワン隊緊急出動!しかし…。                                                           | -                       | -                                                                             |
| 212                                          | 二子玉川                                              | 12月11日                | 代打の神様“三村マサカズ”登場                                                         | vol.24                  | -                                                                             |
| 213                                          | 浅草                                                  | 12月18日                | 大江に“家政婦の○タ”降臨&モヤさま年賀状が届きます企画                                 | -                       | -                                                                             |
| 214                                          | 丸の内                                                | 12月25日                | クリスマススペシャル モヤさまアワード2011 in 丸の内                                  | -                       | -                                                                             |
| 特別編 モヤモヤピラメキゴッドタン 大反省会SP | 特別編 モヤモヤピラメキゴッドタン 大反省会SP          | 12月27日 23:30 - 翌0:53 | 『ピラメキーノ』『ゴッドタン』との合同特番 （居酒屋 北海道）                         | -                       | -                                                                             |

| 2012年1月1日 - 12月24日 | 2012年1月1日 - 12月24日          | 2012年1月1日 - 12月24日               | 2012年1月1日 - 12月24日                                                                                         | 2012年1月1日 - 12月24日 |
| 放送回                  | 訪問エリア                       | 放送日                                | 備考 | DVD 収録                |
| ----------------------- | -------------------------------- | ------------------------------------- | --- | ----------------------- |
| 215                     | オーストラリア                   | 1月1日 12:30 - 14:00                  | モヤさま2012新春90分スペシャル タイアップホテルを稲川淳二風に紹介せよ 2月発売DVDの見どころBEST5                 | vol.27                  |
| 216                     | 雑司ヶ谷                         | 1月15日                               | 大江の首、緊急修理                                                                                              | -                       |
| 217                     | 小田原                           | 1月22日                               | 正気に戻れ! ハイジ・ペーター・ヨーゼフ                                                                          | vol.24                  |
| 218                     | 小田原・箱根                     | 1月29日                               | 手詰まりの箱根温泉で名勝負誕生!                                                                                 | vol.24                  |
| 219                     | 蒲田                             | 2月5日                                | あの筋肉系芸人の実家のスナックに遭遇                                                                            | -                       |
| 220                     | 学芸大学                         | 2月26日 再-2013年2月9日 16:00 - 16:55 | “麻婆豆腐クイーン”大江、再び降臨                                                                                | -                       |
| 221                     | 祐天寺・川越                     | 3月4日                                | 4年越し、じゃんけんリベンジなるか? 大江の足型の黄金オブジェ登場                                                 | -                       |
| 222                     | 川越                             | 3月11日                               | ゲイバーのママ直伝“セクハラ撃退法”とは?                                                                         | -                       |
| 223                     | 西新宿・新大久保                 | 3月18日 再-2013年1月5日 11:35 - 12:30 | 寿司屋で気合いの掛け声「イエッ、パッ」 のちにレギュラーになる狩野恵里アナがお天気キャスターとしてインサート出演 | vol.24                  |
| 224                     | 鎌倉                             | 3月25日                               | 最高額の“メシ”に思わず大江が… 『お肉食べよう』のハル&チッチ歌族本人登場                                         | -                       |
| 225                     | 横須賀                           | 4月15日                               | とても危険な「ビアポン」ゲーム                                                                                  | -                       |
| 226                     | 伊豆修善寺温泉・淡島・河津・稲取 | 4月22日 19:00 - 20:54                 | モヤさま春の2時間スペシャル                                                                                     | vol.26                  |
| 227                     | 高尾山                           | 4月29日                               | 完全装備の大江とシティ用のさまぁ～ずが高尾山を登る                                                              | -                       |
| 228                     | 西新井大師・竹ノ塚               | 5月6日                                | 謎のアイドルユニット&謎の演歌歌手登場                                                                           | vol.24                  |
| 229                     | 深川                             | 5月13日                               | “餅吸い名人”大江、一本うどんに挑戦                                                                              | vol.24                  |
| 230                     | 九品仏・等々力 (世田谷区)        | 5月27日                               | “キック整体”で、リアクション芸連発!                                                                             | vol.24                  |
| 231                     | ハワイ                           | 6月3日                                | ハワイに“知っている”謎の男登場 青木カメラマンと視聴者に台車プレゼント                                           | vol.27                  |
| 232                     | ハワイ                           | 6月10日                               | 石鹸ファミリーへのお土産は大江の○○                                                                              | vol.27                  |
| 233                     | 戸越銀座                         | 6月17日                               | まさお君タイアップ企画、ダンスヘアのADなど新企画が登場するが…                                                   | vol.25                  |
| 234                     | 軽井沢                           | 7月8日                                | 大江の夢実現シリーズ その2                                                                                      | -                       |
| 235                     | 倉敷・児島                       | 7月15日                               | ここは倉敷?サンフランシスコ?それともブラジル?                                                                   | vol.26&27 特典DISC      |
| 236                     | 岡山・あらかわ遊園周辺           | 7月22日                               | 神谷町でも真夏の超団結特大号!! 岡山と東京でがんばっちゃてもいいかな?SP                                          | vol.26&27 特典DISC      |
| 237                     | 王子                             | 7月29日                               | 劇団・マジシャン・忍者・1000円自販機… モヤさま史上上位な夜到来!                                                 | -                       |
| 238                     | 神田                             | 8月5日                                | 大竹20年振りのカズダンス公開 額縁入り「大竹カズ」肖像画完成                                                     | vol.25                  |
| 239                     | 木更津                           | 8月12日                               | 痛風三村、命懸けのグルメレポート                                                                                | -                       |
| 240                     | 立石 (葛飾区)                    | 8月19日                               | “夏休み恒例”水風船抗争                                                                                          | vol.25                  |
| 241                     | 経堂・祖師谷大蔵                 | 9月2日                                | 別番組収録中のあの人たちが、乱入! 数字が稼げる番組新ロゴが登場                                                  | vol.25                  |
| 242                     | 湘南                             | 9月16日                               | 大江、熱血しゃくれボイトレ指導! 番組ロゴを元に戻します                                                          | -                       |
| 243                     | 大森                             | 9月23日                               | パワーアップした1000円自販機からでてきたのは…                                                                   | -                       |
| 244                     | 横浜・白楽周辺                   | 10月14日                              | 大江、突然号泣のワケは?                                                                                         | vol.25                  |
| 245                     | 江戸川橋周辺                     | 10月21日                              | 8等身三村&ガリガリ大竹登場!?                                                                                    | -                       |
| ショウくんのペラ1(1)    | ショウくんのペラ1(1)             | 10月22日 2:15 - 2:45                  | 月島タップおばさん&つぶやきの近況報告                                                                           | -                       |
| 246                     | 調布                             | 10月28日                              | 三村禁断の裏技「だまれよ!!」炸裂                                                                                | vol.25                  |
| 247                     | 名古屋                           | 11月4日                               | 大江に金の鯱降臨!?                                                                                              | vol.26                  |
| 248                     | 犬山市                           | 11月11日                              | 一触即発!!三村vsドラゴンズファン                                                                                | vol.26                  |
| 249                     | シンガポール                     | 11月18日                              | 謎のテーマパークで、トラブル連発                                                                                | vol.27                  |
| 250                     | シンガポール                     | 11月25日                              | 今宵マーライオンの新たな謎が明らかになる!?                                                                      | vol.27                  |
| ショウくんのペラ1(2)    | ショウくんのペラ1(2)             | 11月26日 2:15 - 2:45                  | 角オヤジ・英会話オヤジ・ピンクちゃん再登場 本編でカットされたお店に謝罪シール進呈                               | -                       |
| 251                     | 京都・滋賀 東急池上線沿線        | 12月9日 19:00 - 21:48                 | ネパール人の迷言「結果ガ全テ」 池上彰選挙特番の番宣を兼ねての池上進出                                           | vol.26                  |
| 252                     | 成田・佐原                       | 12月16日                              | 三村、幻の鰻登場に「黙りやがれ!この野郎!」                                                                      | -                       |
| ショウくんのペラ1(3)    | ショウくんのペラ1(3)             | 12月24日 2:15 - 2:45                  | さまぁ～ずとRGとの関係は? ハル&チッチ歌族・「イエッパ!」の大将・ AD榎本・倉敷のブラジル軍団再登場               | -                       |

| 2013年1月1日 - 4月7日   | 2013年1月1日 - 4月7日   | 2013年1月1日 - 4月7日 | 2013年1月1日 - 4月7日                                                                 | 2013年1月1日 - 4月7日 |
| 放送回                  | 訪問エリア              | 放送日                | 備考                                                                                  | DVD 収録              |
| ----------------------- | ----------------------- | --------------------- | ------------------------------------------------------------------------------------- | --------------------- |
| 253                     | 丸の内                  | 1月1日 12:30 - 14:00  | モヤさま2013元日スペシャル モヤさまアワード2012 倉敷のブラジル軍団アワード三冠なるか? | -                     |
| 254                     | 北千住・南千住・三ノ輪  | 1月13日               | 三村vs千住キッズ                                                                      | -                     |
| 255                     | 町田                    | 1月20日               | 休み明けのさまぁ～ず&深夜番組明けで眠たい大江が新番組の番宣を兼ねて町田をレポート     | -                     |
| 256                     | 川崎・多摩川            | 1月27日               | たけし軍団の裸神とダーツで対決                                                        | -                     |
| ショウくんのペライチ(4) | ショウくんのペライチ(4) | 1月28日 2:15 - 2:45   | 「しゃべれよ!」初登場の回&最長沈黙時間は? ちゃんピンクvsAD榎本再び                    | -                     |
| 257                     | 船橋                    | 2月3日                | 90歳イチゴオヤジvs72歳走るオヤジ                                                      | vol.25                |
| 258                     | 立川                    | 2月10日               | モヤさまお掃除隊誕生! 初仕事は鬼の鼻ク○掃除 大江涙の卒業発表                          | vol.24&25 特典DISC    |
| 259                     | 長崎                    | 2月24日               | 世界新3大夜景認定記念 さまぁ～ず&大江が長崎の夜景を紹介                               | vol.26                |
| ショウくんのペラ1(5)    | ショウくんのペラ1(5)    | 2月25日 2:15 - 2:45   | モヤめし鉄人腕相撲対決 AD榎本、ちゃんピンクをぺぺっちょの店で接待                     | -                     |
| 260                     | 佐世保                  | 3月3日                | 大江、“気合いオヤジ”の明太子店で突然の涙                                              | vol.26                |
| 261                     | 巣鴨・駒込              | 3月10日               | “ワキ汗商店街”にあの番組が進出!                                                       | -                     |
| 262                     | 駒込                    | 3月17日               | とある公園の回転遊具で、大竹が… 未公開蔵出し映像&大江アナ名場面集                     | -                     |
| 263                     | 江古田                  | 3月24日               | 大江アナ、レギュラー放送最終回 祝!大江卒業記念の1000円自販機から出てきた物とは?       | -                     |
| 264                     | 鎌倉・ニューヨーク      | 4月7日 18:30 - 21:48  | 大江アナ卒業記念3時間30分SP 大江の後任は「恵」「野」「アナ」「里」「狩」!?            | 大江卒業SP            |

第2フェーズ：狩野アナ（2013年4月21日 - 2016年10月16日：151回）
| 2013年4月21日 - 9月22日 | 2013年4月21日 - 9月22日 | 2013年4月21日 - 9月22日                | 2013年4月21日 - 9月22日                                                            | 2013年4月21日 - 9月22日 |
| 放送回                  | 訪問エリア              | 放送日                                 | 備考                                                                               | DVD 収録                |
| ----------------------- | ----------------------- | -------------------------------------- | ---------------------------------------------------------------------------------- | ----------------------- |
| 265                     | 北新宿                  | 4月21日 再-2013年7月20日 12:30 - 14:25 | 三村、狩野アナに「黙れよ!」の洗礼 大竹、NYでの詰め寄り顔を謝罪                     | vol.28                  |
| 266                     | 浦和                    | 4月28日 再-2013年7月20日 12:30 - 14:25 | 狩野アナにガリクソン降臨!? 三村VS浦和キッズ、暗算対決                              | vol.28                  |
| 267                     | 沼津                    | 5月5日                                 | 三村“開運眉”で“時代劇風イケメン”に 龍臣くん用の鯉のぼり沼津の空を舞う              | -                       |
| 268                     | 板橋                    | 5月12日                                | 狩野アナの「ドン引きする英会話」 謎のゆるキャラ登場                                | -                       |
| 269                     | 函館                    | 5月19日                                | 振り返ればバンダナ&港の街、函館 狩野アナが朝潮に変身!?                             | vol.28                  |
| 270                     | 函館                    | 5月26日                                | 大竹、命懸けのカヌー&乗馬挑戦! しかし、とれ高の問題で…                             | -                       |
| 271                     | 浅草橋                  | 6月2日                                 | 三村、久々に会心の「しゃべれよ!」炸裂                                              | -                       |
| 272                     | ハワイ                  | 6月9日                                 | 狩野アナ、地獄のハワイ特訓 タイアップホテルを桜田淳子風に紹介せよ!                 | vol.28                  |
| 273                     | ハワイ                  | 6月16日                                | 狩野アナのスカートの中&生足が…                                                     | vol.28                  |
| 274                     | 国分寺・国立            | 6月30日                                | メガ盛りかき揚げ丼に、大竹は… 三村に再度キック整体の危機が                         | -                       |
| 275                     | 松戸                    | 7月7日                                 | アート対決!三村VS松戸キッズ 競演!脱力ダンス&子ブタダンス                           | vol.29                  |
| 276                     | 松戸                    | 7月21日 19:00 - 19:50                  | 松戸の純喫茶に宇宙人出現!?                                                         | -                       |
| 277                     | 羽田・六郷土手          | 7月28日                                | 狩野アナに大谷翔平降臨!?                                                           | vol.29                  |
| 278                     | 相模原                  | 8月4日                                 | 夏休み恒例、水風船&水鉄砲抗争 そして、メーテル狩野登場                             | -                       |
| 279                     | 千歳烏山                | 8月11日                                | 鶏軍団･北京ダック･にしさん･流し素麺&狩野アナの秘技…お腹一杯です                    | vol.29                  |
| 280                     | 川越                    | 8月18日                                | 百鬼丸先生直伝の「しゃべれよ!」&半○直○風の「まるお部長」登場。                     | vol.29                  |
| 281                     | 広島                    | 9月1日                                 | 狩野アナのムクんだ足に、プロは思わず･･･                                            | vol.29                  |
| 282                     | 宮島・厳島神社・呉市    | 9月8日                                 | 狩野アナの将来の抱負に三村は… 芸能人を含めハード系の人が多い広島 伊藤Pから衝撃発表 | -                       |
| 283                     | 池袋・目白              | 9月15日                                | 「紫雲荘」で人気漫画家に遭遇 大竹に小○曽次長降臨                                   | -                       |
| 284                     | 砂町・葛西              | 9月22日                                | 二代目ワキ汗クイーン登場! 縄跳び対決狩野アナVS葛西キッズ                           | -                       |

### 日曜 18:30 - 19:54 時代
| 2013年10月6日 - 12月22日 | 2013年10月6日 - 12月22日 | 2013年10月6日 - 12月22日 | 2013年10月6日 - 12月22日                                         | 2013年10月6日 - 12月22日 |
| 放送回                   | 訪問エリア               | 放送日                   | 備考                                                             | DVD 収録                 |
| ------------------------ | ------------------------ | ------------------------ | ---------------------------------------------------------------- | ------------------------ |
| 285                      | 横浜・ロサンゼルス       | 10月6日 18:30 - 21:48    | 秋の3時間30分スペシャル NYのあの人にプレゼントを贈ろう           | Vol.30                   |
| 286                      | 熱海                     | 10月20日                 | 黒い三村&白い大竹登場! 狩野アナVSミス熱海ビーチフラッグ対決      | コレクターズDISC Vol.30  |
| 287                      | 初台・幡ヶ谷・笹塚       | 10月27日                 | さまぁ～ず恐怖の事務所NG                                         | Vol.30                   |
| 288                      | 武蔵野市                 | 11月3日                  | 狩野アナのピアノにジョン・レノン集結!?                           | -                        |
| 289                      | 大宮                     | 11月10日                 | 狩野アナの殺人シュートが炸裂!!                                   | -                        |
| 290                      | 武蔵小杉                 | 11月17日                 | 2年振り登場、正直おやじの“玉じうどん”とは?                       | Vol.30                   |
| 291                      | 品川                     | 11月24日                 | セクシー怪獣カノウ&エロいアメリカのニワトリ登場                  | Vol.30                   |
| 292                      | 八王子                   | 12月8日                  | 大竹にバースデイサプライズ連発                                   | Vol.30                   |
| 293                      | 熊本                     | 12月15日                 | 露天風呂で日本シリーズ再現                                       | Vol.30                   |
| 294                      | 熊本・阿蘇山             | 12月22日                 | 阿蘇山にアメリカのニワトリ出現 今年のシメは狩野アナがあの名曲を? | -                        |
| 番外                     | 熊本                     | 12月22日よりWEBにて発表  | モヤさまアワード2013 IN 熊本                                     | -                        |

| 2014年1月12日 - 12月21日 | 2014年1月12日 - 12月21日 | 2014年1月12日 - 12月21日 | 2014年1月12日 - 12月21日                                     | 2014年1月12日 - 12月21日 |
| 放送回                   | 訪問エリア               | 放送日                   | 備考                                                         | DVD 収録                 |
| ------------------------ | ------------------------ | ------------------------ | ------------------------------------------------------------ | ------------------------ |
| 295                      | 浅草                     | 1月12日                  | 秘密兵器、撮影大臣登場! 元祖気合いオヤジ、番組乱入！         | -                        |
| 296                      | 狛江                     | 1月19日                  | -                                                            | Vol.31                   |
| 297                      | 高円寺・阿佐ヶ谷         | 1月26日                  | -                                                            | Vol.31                   |
| 298                      | 埼玉県川口市・鳩ヶ谷市   | 2月2日                   | -                                                            | Vol.31                   |
| 299                      | 井の頭線沿線             | 2月9日                   | -                                                            | -                        |
| 300                      | 千葉県柏市・流山市       | 2月16日                  | -                                                            | -                        |
| 301                      | 湯島                     | 2月23日                  | -                                                            | Vol.31                   |
| 302                      | 小金井市                 | 3月9日                   | -                                                            | Vol.31                   |
| 303                      | 錦糸町・亀戸             | 3月16日                  | -                                                            | Vol.31                   |
| 304                      | 香川県高松市             | 3月23日                  | -                                                            | -                        |
| 305                      | 香川県琴平町             | 4月6日                   | ロケ中に「とんねるずのみなさんのおかげでした」の中継がくる。 | Vol.31                   |
| 306                      | 神楽坂                   | 4月13日                  | -                                                            | Vol.32                   |
| 307                      | 日暮里・谷根千           | 4月20日                  | -                                                            | -                        |
| 308                      | 横須賀                   | 4月27日                  | 久々の快晴の横須賀で「ビアポン」リベンジ対決                 | Vol.32                   |
| 309                      | 新井薬師                 | 5月11日                  | -                                                            | Vol.32                   |
| 310                      | 小田原                   | 5月18日                  | -                                                            | Vol.32                   |
| 311                      | 東横線沿線               | 5月25日                  | -                                                            | Vol.32                   |
| 312                      | 北千住                   | 6月1日                   | -                                                            | -                        |
| 313                      | ハワイ                   | 6月8日                   | -                                                            | 世界第0巻                |
| 314                      | ハワイ                   | 6月15日                  | -                                                            | 世界第0巻                |
| 315                      | 静岡市内                 | 6月29日                  | -                                                            | Vol.33                   |
| 316                      | 船橋・習志野             | 7月6日                   | -                                                            | Vol.33                   |
| 317                      | 豊洲・月島               | 7月13日                  | -                                                            | Vol.33                   |
| 318                      | 練馬                     | 7月20日                  | -                                                            | -                        |
| 319                      | 仙台市                   | 8月3日                   | -                                                            | -                        |
| 320                      | 松島町・仙台             | 8月10日                  | -                                                            | Vol.33                   |
| 321                      | 四谷                     | 8月17日                  | -                                                            | -                        |
| 322                      | 桜新町・用賀             | 8月24日                  | -                                                            | Vol.33                   |
| 323                      | 蒲田・大森               | 8月31日                  | -                                                            | -                        |
| 324                      | 和光市                   | 9月7日                   | -                                                            | Vol.33                   |
| 325                      | 吉祥寺                   | 9月14日                  | -                                                            | -                        |
| 326                      | 赤坂                     | 9月21日                  | -                                                            | -                        |
| 327                      | ローマ                   | 10月5日 18:30 - 20:54    | モヤさま初のヨーロッパ2時間30分スペシャル                    | 世界第1巻                |
| 328                      | 横浜                     | 10月19日                 | -                                                            | Vol.34                   |
| 329                      | 上野・蔵前               | 10月26日                 | -                                                            | -                        |
| 330                      | 宇都宮                   | 11月2日                  | -                                                            | Vol.34                   |
| 331                      | 西新井                   | 11月9日                  | -                                                            | Vol.34                   |
| 332                      | 新大久保                 | 11月16日                 | -                                                            | -                        |
| 333                      | たまプラーザ             | 11月23日                 | -                                                            | Vol.34                   |
| 334                      | 神田                     | 11月30日                 | -                                                            | -                        |
| 335                      | 赤羽・十条               | 12月7日 18:55 - 19:54    | -                                                            | -                        |
| 336                      | 福岡県北九州市           | 12月14日 18:30 - 19:50   | -                                                            | Vol.34                   |
| 337                      | 福岡県太宰府・博多       | 12月21日                 | -                                                            | Vol.34                   |

| 2015年1月11日 - 12月13日 | 2015年1月11日 - 12月13日   | 2015年1月11日 - 12月13日 | 2015年1月11日 - 12月13日         | 2015年1月11日 - 12月13日 |
| 放送回                   | 訪問エリア                 | 放送日                   | 備考                             | DVD 収録                 |
| ------------------------ | -------------------------- | ------------------------ | -------------------------------- | ------------------------ |
| 338                      | 日本橋 (東京都中央区)周辺  | 1月11日                  | -                                | -                        |
| 339                      | 白金                       | 1月18日                  | -                                | Vol.35                   |
| 340                      | 三軒茶屋・下北沢           | 1月25日                  | -                                | Vol.35                   |
| 341                      | 戸越銀座                   | 2月1日                   | -                                | -                        |
| 342                      | 大塚                       | 2月8日                   | -                                | -                        |
| 343                      | 府中市 (東京都)・調布      | 2月22日                  | -                                | Vol.35                   |
| 344                      | 二子玉川                   | 3月1日                   | -                                | -                        |
| 345                      | 草加                       | 3月8日                   | -                                | -                        |
| 346                      | ベトナム・ホーチミン       | 3月15日                  | -                                | Vol.35                   |
| 347                      | ベトナム・ホーチミン       | 3月22日                  | -                                |                          |
| 348                      | 神戸・姫路                 | 4月5日 18:30 - 20:54     | 春の2時間30分スペシャル          | Vol.36                   |
| 349                      | 鎌倉                       | 4月12日                  | -                                | Vol.36                   |
| 350                      | 柴又・金町                 | 4月19日                  | -                                | -                        |
| 351                      | 田園調布                   | 4月26日                  | -                                | -                        |
| 352                      | 中野                       | 5月3日                   | -                                | Vol.36                   |
| 353                      | 北池袋                     | 5月10日                  | -                                | Vol.36                   |
| 354                      | 浦和                       | 5月17日                  | -                                | -                        |
| 355                      | 立石                       | 5月24日                  | -                                | -                        |
| 356                      | ハワイ                     | 5月31日                  | -                                | 世界第0巻                |
| 357                      | ハワイ                     | 6月7日                   | -                                | 世界第0巻                |
| 358                      | 代々木・原宿               | 6月14日                  | -                                | Vol.36                   |
| 359                      | 湘南                       | 6月21日                  | -                                | -                        |
| 360                      | 押上・東京スカイツリー周辺 | 6月28日                  | -                                | -                        |
| 361                      | 笹塚                       | 7月5日                   | -                                | -                        |
| 362                      | 王子                       | 7月12日                  | -                                | Vol.37                   |
| 363                      | 深川                       | 7月19日                  | -                                | -                        |
| 364                      | 成城                       | 8月2日                   | -                                | -                        |
| 365                      | 所沢                       | 8月9日                   | -                                | Vol.37                   |
| 366                      | 高田馬場                   | 8月16日                  | -                                | Vol.37                   |
| 367                      | 新橋                       | 8月23日                  | -                                | -                        |
| 368                      | 羽田                       | 8月30日                  | -                                | -                        |
| 369                      | 札幌                       | 9月6日                   | 自己責任な動物園で狩野アナ号泣!? | Vol.37                   |
| 370                      | 小樽                       | 9月13日                  | -                                | Vol.37                   |
| 371                      | 北新横浜駅周辺             | 9月20日                  | -                                | -                        |
| 372                      | ロンドン                   | 10月4日 18:30 - 20:54    | 秋の2時間30分スペシャル          | 世界第2巻                |
| 373                      | 中目黒・恵比寿             | 10月18日                 | -                                | -                        |
| 374                      | 川越                       | 11月1日                  | -                                | -                        |
| 375                      | 町田                       | 11月8日                  | -                                | -                        |
| 376                      | 北品川                     | 11月15日                 | 伝説の井戸おやじと8年ぶりの再会  | -                        |
| 377                      | 溝ノ口                     | 11月22日                 | -                                | -                        |
| 378                      | 西荻窪                     | 11月29日                 | -                                | -                        |
| 379                      | 駒沢                       | 12月6日                  | -                                | -                        |
| 380                      | 白楽                       | 12月13日                 | -                                | -                        |

| 2016年1月1日 - 10月16日 | 2016年1月1日 - 10月16日 | 2016年1月1日 - 10月16日 | 2016年1月1日 - 10月16日                                                                           | 2016年1月1日 - 10月16日 |
| 放送回                  | 訪問エリア              | 放送日                  | 備考                                                                                              | DVD 収録                |
| ----------------------- | ----------------------- | ----------------------- | ------------------------------------------------------------------------------------------------- | ----------------------- |
| 381                     | 箱根・小田原            | 1月1日 12:00 - 13:54    | モヤさま元日2時間スペシャル                                                                       | -                       |
| 382                     | 台湾                    | 1月10日                 | -                                                                                                 | -                       |
| 383                     | 国分寺・国立市          | 1月17日                 | -                                                                                                 | -                       |
| 384                     | さいたま市大宮          | 1月24日                 | -                                                                                                 | -                       |
| 385                     | 横浜・港北ニュータウン  | 1月31日                 | -                                                                                                 | -                       |
| 386                     | 日本橋                  | 2月7日                  | -                                                                                                 | -                       |
| 387                     | 東武練馬駅周辺          | 2月14日                 | -                                                                                                 | -                       |
| 388                     | 浅草                    | 2月28日                 | -                                                                                                 | -                       |
| 389                     | 熱海                    | 3月6日                  | -                                                                                                 | -                       |
| 390                     | 築地                    | 3月13日                 | -                                                                                                 | -                       |
| 391                     | 元住吉～武蔵小杉周辺    | 3月20日                 | -                                                                                                 | -                       |
| 392                     | 北新宿                  | 4月10日                 | -                                                                                                 | -                       |
| 393                     | 浦安                    | 4月17日                 | -                                                                                                 | -                       |
| 394                     | 八王子                  | 4月24日                 | -                                                                                                 | -                       |
| 395                     | 逗子                    | 5月1日                  | -                                                                                                 | -                       |
| 396                     | 旗の台                  | 5月8日                  | -                                                                                                 | -                       |
| 397                     | 錦糸町                  | 5月15日                 | -                                                                                                 | -                       |
| 398                     | 静岡県浜松市            | 5月22日                 | -                                                                                                 | -                       |
| 399                     | 川崎                    | 5月29日                 | -                                                                                                 | -                       |
| 400                     | 根津・上野              | 6月5日                  | -                                                                                                 | -                       |
| 401                     | 伊豆・修善寺            | 6月12日                 | 大竹がロケ前日に筋膜炎を発症し緊急入院したため欠席 番組初の代打ゲストとして、はいだしょうこが出演 | -                       |
| 402                     | 香港                    | 6月19日                 | 前回ロケ翌日に退院した大竹が復帰                                                                  | -                       |
| 403                     | 湘南・江の島            | 6月26日                 | -                                                                                                 | -                       |
| 404                     | 高円寺                  | 7月3日                  | -                                                                                                 | -                       |
| 405                     | 河口湖                  | 7月10日 18:30 - 19:50   | -                                                                                                 | -                       |
| 406                     | 神谷町                  | 7月17日                 | ロケ中にテレビ東京神谷町スタジオで生放送中の『テレ東音楽祭2016』出演                              | -                       |
| 407                     | 横浜                    | 7月24日                 | -                                                                                                 | -                       |
| 408                     | 市ヶ谷                  | 8月7日                  | -                                                                                                 | -                       |
| 409                     | 栃木県足利市            | 8月14日                 | 訪問前の予習コーナーが初めて設けられる                                                            | -                       |
| 410                     | 奥渋谷                  | 8月21日                 | 狩野アナが自身の結婚を報告                                                                        | -                       |
| 411                     | 石川県金沢市            | 8月28日                 | -                                                                                                 | -                       |
| 412                     | 石川県加賀              | 9月11日                 | -                                                                                                 | -                       |
| 413                     | 井の頭公園              | 9月18日                 | 狩野アナフェイク卒業                                                                              | 狩野卒業SP              |
| 414                     | 熱海                    | 10月9日                 | 前半は「狩野アナ3年半のドイヒー名場面SP」 狩野アナ国内ラストロケ                                  | -                       |
| 415                     | ハワイ                  | 10月16日 18:30 - 20:54  | 狩野アナ番組卒業                                                                                  | 狩野卒業SP              |

第3フェーズ：福田アナ（2016年10月23日 - 2019年5月26日：114回）
| 2016年10月23日 - 12月18日 | 2016年10月23日 - 12月18日 | 2016年10月23日 - 12月18日 | 2016年10月23日 - 12月18日                                                  | 2016年10月23日 - 12月18日 |
| 放送回                    | 訪問エリア                | 放送日                    | 備考                                                                       | DVD 収録                  |
| ------------------------- | ------------------------- | ------------------------- | -------------------------------------------------------------------------- | ------------------------- |
| 416                       | 沖縄本島・久米島          | 10月23日                  | 3代目アシスタント・福田典子アナ登場                                        | -                         |
| 417                       | 鎌倉                      | 10月30日                  | 福田アナと初めての通常ブラブラロケ                                         | -                         |
| 418                       | 北赤羽                    | 11月6日                   | -                                                                          | -                         |
| 419                       | 五反田・不動前            | 11月13日                  | -                                                                          | -                         |
| 420                       | 千歳烏山                  | 11月20日                  | -                                                                          | -                         |
| 421                       | 京都                      | 11月27日 21:00 - 22:42    | -                                                                          | -                         |
| 422                       | 本郷・後楽園              | 12月4日                   | モヤさまに出たいゲストとして、読売ジャイアンツ長野選手と付添の山口投手登場 | -                         |
| 423                       | 蒲田・池上                | 12月11日                  | -                                                                          | -                         |
| 424                       | 鳥取・島根                | 12月18日                  | -                                                                          | -                         |

| 2017年1月1日 - 12月24日 | 2017年1月1日 - 12月24日      | 2017年1月1日 - 12月24日 | 2017年1月1日 - 12月24日 | 2017年1月1日 - 12月24日 |
| 放送回                  | 訪問エリア                   | 放送日                  | 備考 | DVD 収録                |
| ----------------------- | ---------------------------- | ----------------------- | --- | ----------------------- |
| 425                     | 伊豆・下田                   | 1月1日 12:00 - 13:30    | 新春SP | -                       |
| 426                     | 池袋                         | 1月8日                  | - | -                       |
| 427                     | 金沢八景・金沢文庫           | 1月15日                 | - | -                       |
| 428                     | 高田馬場                     | 1月22日                 | - | -                       |
| 429                     | 松戸                         | 1月29日                 | - | -                       |
| 430                     | 自由が丘                     | 2月5日                  | - | -                       |
| 431                     | 町屋                         | 2月12日                 | - | -                       |
| 432                     | 道後温泉・愛媛県松山市       | 2月19日                 | - | -                       |
| 433                     | 広島・尾道                   | 2月26日                 | - | -                       |
| 434                     | 笹塚                         | 3月5日                  | - | -                       |
| 435                     | 勝どき・豊洲                 | 3月12日                 | - | -                       |
| 436                     | 浦和                         | 3月19日                 | - | -                       |
| 437                     | 門前仲町                     | 4月16日                 | - | -                       |
| 438                     | 経堂                         | 4月23日                 | - | -                       |
| 439                     | 北新宿・長野県上田市・松本市 | 4月30日 18:30 - 21:54   | ありがとう10周年"歴代メンバー大集合"3時間半SP                                                                                     | 10周年記念SP            |
| 440                     | 浅草橋・東中野               | 5月7日                  | 浅草橋&10周年延長戦 | -                       |
| 441                     | 田端                         | 5月14日                 | - | -                       |
| 442                     | 北千住                       | 5月21日                 | - | -                       |
| 443                     | 小岩                         | 5月28日                 | モヤさまに出たいゲスト②としてIMARU登場                                                                                            | -                       |
| 444                     | パリ                         | 6月11日                 | - | -                       |
| 445                     | パリ                         | 6月18日                 | - | -                       |
| 446                     | 大井町                       | 6月25日                 | - | -                       |
| 447                     | 四谷                         | 7月2日                  | - | -                       |
| 448                     | 学芸大学駅周辺               | 7月9日                  | - | -                       |
| 449                     | 曳舟 (東京都)                | 7月16日                 | ハワイでの約束を守り、ゲストとして小栗旬登場                                                                                      | -                       |
| 450                     | 中野                         | 7月23日                 | - | -                       |
| 451                     | 亀有                         | 8月6日                  | 福田アナ、ロケ4日前の雨の日に転倒し顎を骨折する大ケガをしたが顎関節を固定した状態でロケには休まず参加し、さまぁ～ずにいじられる。 | -                       |
| 452                     | 厚木・海老名                 | 8月13日                 | - | -                       |
| 453                     | 十条                         | 8月20日                 | - | -                       |
| 454                     | 神田                         | 9月3日                  | イジリー岡田、伝説のギャグ「満足マンゾウ」確認のため、生電話で2度目の登場                                                         | -                       |
| 455                     | 調布                         | 9月10日                 | プロモーションゲストとして映画「ボブという名の猫 幸せのハイタッチ」のモデルとなったジェームズ・ボーエンと猫のボブ（本物）登場     | -                       |
| 456                     | 西新井                       | 9月17日                 | - | -                       |
| 457                     | 神奈川県平塚                 | 9月24日                 | 山瀬まみ、両親がオーナーのカフェを訪問したので、突撃生電話での登場                                                                | -                       |
| 458                     | 浅草                         | 10月15日                | - | -                       |
| 459                     | 麻布十番                     | 10月22日 18:30 - 19:50  | - | -                       |
| 460                     | 溝ノ口                       | 10月29日                | - | -                       |
| 461                     | 砂町                         | 11月5日                 | - | -                       |
| 462                     | 千葉県船橋市・市川市         | 11月12日                | - | -                       |
| 463                     | 巣鴨                         | 11月19日                | - | -                       |
| 464                     | 下北沢                       | 11月26日                | テレ東を退社する大橋アナ、三村のラブコールに答えて緊急参戦                                                                        | 大橋卒業SP              |
| 465                     | 下北沢                       | 12月10日                | 大橋アナ卒業SP完結編&尺埋め出戻りブラブラ                                                                                         | 大橋卒業SP              |
| 466                     | 京成立石                     | 12月17日                | - | -                       |
| 467                     | 府中                         | 12月24日                | ラグビー日本代表・リーチマイケルが経営するカフェを訪問、本人も登場                                                                | -                       |

| 2018年1月1日 - 12月23日 | 2018年1月1日 - 12月23日 | 2018年1月1日 - 12月23日 | 2018年1月1日 - 12月23日                  | 2018年1月1日 - 12月23日 | 2018年1月1日 - 12月23日 |
| 放送回                  | 訪問エリア              | 放送日                  | サブタイトル                             | 備考 | DVD 収録                |
| ----------------------- | ----------------------- | ----------------------- | ---------------------------------------- | --- | ----------------------- |
| 468                     | 箱根・小田原            | 1月1日 14:00 - 16:00    | 小田原&箱根 新春スペシャル               | 新春スペシャル | -                       |
| 469                     | イタリア・ミラノ        | 1月7日                  | -                                        | - | -                       |
| 470                     | 雑司が谷                | 1月14日                 | -                                        | - | -                       |
| 471                     | 日本橋                  | 1月21日                 | -                                        | - | -                       |
| 472                     | イタリア・ミラノ        | 1月28日                 | -                                        | - | -                       |
| 473                     | 千葉県柏市・流山市      | 2月4日                  | -                                        | - | -                       |
| 474                     | 亀戸                    | 2月11日                 | -                                        | - | -                       |
| 475                     | 蔵前                    | 2月18日                 | -                                        | - | -                       |
| 476                     | 川崎                    | 2月25日                 | -                                        | - | -                       |
| 477                     | 王子                    | 3月4日                  | ひふみん世代のベテランが大活躍!!         | - | -                       |
| 478                     | 入谷                    | 3月11日                 | 三村と福田アナが水着で胸を盛る!?         | - | -                       |
| 479                     | 埼玉県川越              | 3月18日                 | 三山さん、紅白のリベンジ果たしました     | - | -                       |
| 480                     | 神楽坂                  | 3月25日                 | 福田アナが突然号泣、なんで?              | - | -                       |
| 481                     | 練馬・江古田            | 4月15日                 | あのBG的俳優さんが襲撃!!                 | 番宣のため、本人の熱烈オファーで上川隆也登場&近くで稽古中であった宇梶剛士特別出演。                                                   | -                       |
| 482                     | 町田                    | 4月22日                 | 衝撃!! あの人が…突然卒業宣言             | タイ人ADユサギちゃんが帰国するため番組を卒業すると報告。                                                                              | -                       |
| 483                     | 鎌倉                    | 4月29日                 | 春の鎌倉はやっぱり良かった!!             | 我が家 坪倉由幸、弟がオーナーのレトロ秘密基地を訪問したので、突撃生電話での登場。                                                     | -                       |
| 484                     | 三軒茶屋                | 5月6日                  | 話題になる可愛い三茶人がいっぱい!!       | - | -                       |
| 485                     | 綾瀬                    | 5月13日                 | 分っかねぇんだろうな的ナイスキャラ祭り   | 松鶴家千とせ師匠の自宅発見、漫談を披露&藤原組長のアート事務所訪問で本人登場。                                                         | -                       |
| 486                     | 国立・国分寺            | 5月20日                 | 胃もたれする濃密キャラ100%               | はいだしょうこの実家を訪問してご両親と遭遇したので、サプライズ生電話をする。                                                          | -                       |
| 487                     | 埼玉県川口市            | 5月27日                 | 余程の用事がないと行かない街             | - | -                       |
| 488                     | 吉祥寺                  | 6月3日                  | 悔しいけどシャレてる街はドイヒー満載     | - | -                       |
| 489                     | 横浜市                  | 6月10日                 | 福田アナがチャイナドレスで大暴れ         | - | -                       |
| 490                     | 大塚                    | 6月17日                 | 都電が走る渋くて濃ゆい街                 | - | -                       |
| 491                     | 築地                    | 6月24日                 | 移転前に新鮮な濃厚キャラを大量確保!!     | - | -                       |
| 492                     | 品川                    | 7月1日                  | えっ? 井戸オヤジFOREVERの巻              | - | -                       |
| 493                     | 上野                    | 7月8日                  | -                                        | - | -                       |
| 494                     | スペイン・バルセロナ    | 7月15日                 | 世界遺産と美食とドイヒー旅               | - | -                       |
| 495                     | 宇都宮市                | 7月22日                 | 新幹線ですぐ! 餃子とナイスキャラの産地   | - | -                       |
| 496                     | 大山                    | 8月19日                 | 感謝! 小栗旬さんが再び乱入SP             | - | -                       |
| 497                     | 九段下                  | 8月26日                 | 感動のない武道館前からお届けします       | - | -                       |
| 498                     | 大久保 (新宿区)         | 9月2日                  | 韓流的な爆笑ナイスキャラに大満足         | 当初は8月12日放送予定だったが、世界女子ソフトボール選手権決勝戦中継のため延期されていた。                                             | -                       |
| 499                     | スペイン・バルセロナ    | 9月9日                  | 世界屈指の観光都市のモヤモヤ大発掘!      | - | -                       |
| 500                     | 横須賀                  | 9月16日                 | 平成最後の水風船戦争が勃発SP             | - | -                       |
| 501                     | 高円寺                  | 9月23日                 | 濃すぎる! ヤバメなスゴキャラ大集結!!     | - | -                       |
| 502                     | 高知・秋田              | 10月7日 18:30 - 20:50   | 高知から秋田へ! 空前絶後の弾丸ブラブラ旅 | 2時間半スペシャル | -                       |
| 503                     | たまプラーザ            | 10月14日                | ハマのカピバラ三姉弟に癒されて           | - | -                       |
| 504                     | 本郷                    | 10月21日                | お腹いっぱい! 秋の強めキャラ豊作祭り     | - | -                       |
| 505                     | 荻窪                    | 10月28日                | 収穫の秋! 実り盛りのモヤモヤが大爆発!!   | - | -                       |
| 506                     | 柴又                    | 11月4日                 | 寅さんが帰ってくる!? で少し盛り上がり中  | - | -                       |
| 507                     | あらかわ遊園            | 11月11日                | 12月で一旦休園する寂しい街               | - | -                       |
| 508                     | 小金井                  | 12月2日                 | ラスト、なぜか涙涙の感動の展開に?        | - | -                       |
| 509                     | 蒲田                    | 12月9日                 | 伝説のドイヒーマジシャン・カズが降臨     | - | -                       |
| 510                     | 恵比寿                  | 12月16日                | え? あの音楽界の巨匠に遭遇しました       | 本放送から2週間後の2019年1月NHKで放送（4K局で1日、プレミアムで2日）された「細野晴臣イエローマジックショー2」にて、約5分の映像が紹介。 | -                       |
| 511                     | 新井薬師                | 12月23日                | 中野区はやっぱり濃厚ディープです         | - | -                       |

| 2019年1月1日 - 5月26日 | 2019年1月1日 - 5月26日 | 2019年1月1日 - 5月26日 | 2019年1月1日 - 5月26日                        | 2019年1月1日 - 5月26日   | 2019年1月1日 - 5月26日 |
| 放送回                 | 訪問エリア             | 放送日                 | サブタイトル                                  | 備考                     | DVD 収録               |
| ---------------------- | ---------------------- | ---------------------- | --------------------------------------------- | ------------------------ | ---------------------- |
| 512                    | 湯布院・別府温泉       | 1月1日 12:00 - 14:00   | 元日2時間スペシャル 大分・湯布院&別府温泉だよ | 元日2時間スペシャル      | -                      |
| 513                    | 浅草                   | 1月13日                | 新春一発目! 縁起よく撮れ高最高でした          | -                        | -                      |
| 514                    | 月島・豊洲             | 1月20日                | もんじゃタウンは奇跡の街だなぁ?               | -                        | -                      |
| 515                    | 熱海                   | 1月27日                | いい湯だなぁ! いいキャラだなぁ！癒し旅～      | -                        | -                      |
| 516                    | 北池袋                 | 2月3日                 | -                                             | -                        | -                      |
| 517                    | 北千住                 | 2月10日                | なぜか人気の街に変貌! 魅力は何?               | -                        | -                      |
| 518                    | 所沢                   | 2月17日                | 謎多きレオタウン…実はスゲー街                 | -                        | -                      |
| 519                    | 小岩                   | 2月24日                | 緊張感マシマシ! 爆笑個性派タウン              | -                        | -                      |
| 520                    | 両国                   | 3月3日                 | どすこいタウンは相撲の街! 相撲グルメ天国      | -                        | -                      |
| 521                    | 赤羽                   | 3月10日                | 本当に住みやすい街No.1! 納得のモヤり方        | -                        | -                      |
| 522                    | 八王子                 | 3月17日                | サプライズが大量発生する驚きタウン!           | -                        | -                      |
| 523                    | 早稲田                 | 3月31日                | 発見! 野獣金メダリストのアイス屋さん          | -                        | -                      |
| 524                    | 伊豆・修善寺           | 4月14日                | ハプニング連発! 最後に重大発表                | 福田アナが番組卒業を発表 | -                      |
| 525                    | 笹塚                   | 4月28日                | インパクト大な街でしたが、何か?               | -                        | -                      |
| 526                    | 鎌倉                   | 5月5日                 | あれから2年半…思い出の初ロケの地              | -                        | -                      |
| 527                    | 亀有                   | 5月12日                | 下町! 両さんタウンで福田都内最後のブラブラ    | -                        | -                      |
| 528                    | 福岡・博多             | 5月19日                | やっぱりよか街! 念願の地元凱旋                | 福田アナの母親登場       | 福田卒業SP             |
| 529                    | 沖縄本島・久米島       | 5月26日 再-8月3日      | 福田アナ卒業SP!! 沖縄・久米島で最後のお別れ   | 福田卒業SP               | 福田卒業SP             |

第4フェーズ：田中アナ（代打期間：2019年6月2日 - 7月21日：8回、正式就任：2019年8月4日 - 2025年6月28日：269回）
| 2019年6月2日 - 12月29日 | 2019年6月2日 - 12月29日  | 2019年6月2日 - 12月29日                | 2019年6月2日 - 12月29日                                                                       | 2019年6月2日 - 12月29日                                                                                 | 2019年6月2日 - 12月29日 |
| 放送回                  | 訪問エリア               | 放送日                                 | サブタイトル                                                                                  | 備考 | DVD 収録                |
| ----------------------- | ------------------------ | -------------------------------------- | --------------------------------------------------------------------------------------------- | --- | ----------------------- |
| 530                     | 吉祥寺                   | 6月2日                                 | 第4フェーズに突入!! 新相棒は誰?                                                               | 代打アシスタントで狩野アナが参加                                                                        | -                       |
| 531                     | 四谷                     | 6月9日                                 | 8週連続代打アシスタント!! 新相棒は誰?                                                         | 代打アシスタントで大橋未歩が参加 TOKYO MX『5時に夢中!』にお邪魔して、ふかわりょうも急遽参戦             | -                       |
| 532                     | 門前仲町                 | 6月16日                                | 代打シリーズ今回は初の女優ちゃん                                                              | 代打アシスタントで筧美和子が参加                                                                        | -                       |
| 533                     | 経堂                     | 6月23日                                | 国民的朝ドラ主演女優が代打アシスタントに登場。さまぁ～ずとは2歳から顔見知り？若手女優さん登板 | 代打アシスタントで芳根京子が参加。 1000円自動販売機企画復活。                                           | -                       |
| 534                     | 日暮里                   | 6月30日                                | 代打シリーズ水原希子ちゃん担当                                                                | 代打アシスタントで水原希子が参加                                                                        | -                       |
| 535                     | 葛西                     | 7月7日                                 | 代打⑥は女優・安藤サクラさん担当回 世界が注目する演技派女優・安藤サクラがただ単に遊びに来た    | 代打アシスタントで安藤サクラが参加                                                                      | -                       |
| 536                     | 巣鴨・大塚               | 7月14日                                | 代打（7）ユニコーンと破壊王?                                                                  | 代打アシスタントで狩野アナが2回目の参加 SPゲストに奥田民生、川西幸一（ユニコーン）                      | -                       |
| 537                     | 曳舟                     | 7月21日 18:30 - 19:50                  | 代打シリーズ最後は大江キャスター!                                                             | 代打アシスタントで大江キャスターが参加。 4代目ヒント①新人アナ②本人はまだ知らない③ハワイでサプライズ合流 | -                       |
| 538                     | ハワイ                   | 8月4日 再-8月10日                      | 4代目がサプライズ合流! 突然ハワイSP!!                                                         | 4代目アシスタント・田中瞳アナ登場。 4代目合流までの緊急代打アシスタントにオーシャン・ヘイが参加         | 田中就任SP              |
| 539                     | ハワイ                   | 8月11日                                | 4代目の新人・田中アナ本格始動                                                                 | - | 田中就任SP              |
| 540                     | 北新宿・東中野           | 8月18日                                | 田中瞳アナ国内デビューは北の聖地!!                                                            | 冒頭にユニコーン出演回で収録した『引っ越し大名!』番宣部分を放送                                         | -                       |
| 541                     | 大井町                   | 9月1日                                 | 隠れ人気タウン! 大井町周辺!! 衝撃の変顔対決勃発                                               | 立ち寄った店で店主の義弟だと言う飯尾和樹（ずん）がテレビ電話で出演                                      | -                       |
| 542                     | 川越                     | 9月8日                                 | さよならデパート屋上遊園地                                                                    | - | -                       |
| 543                     | 下北沢                   | 9月15日                                | え! 再開発でこんなに変わったの?                                                               | - | -                       |
| 544                     | 水戸市                   | 9月22日                                | ついに! 黄門&納豆タウンに初潜入                                                               | - | -                       |
| 545                     | 小田原市・箱根町・横浜市 | 9月29日 18:30 - 20:54                  | ドイヒー豊作! 秋の2時間半SP! 小田原・箱根・横浜                                               | 秋の2時間半スペシャル                                                                                   | -                       |
| 546                     | 築地・東銀座             | 10月20日 再-2020年4月12日              | 築地から東銀座へ! ?市場が移転してどうなった??                                                 | - | -                       |
| 547                     | 武蔵小杉                 | 10月27日                               | 住みたい街常連のモヤり事情                                                                    | 中原区役所が設置した受話器が2つの公衆電話「デュエットホン」の検証で飯尾和樹（ずん）が電話で出演         | -                       |
| 548                     | 目白                     | 11月3日                                | 山手線の乗車人員数ワースト2位の街                                                             | - | -                       |
| 549                     | 調布・深大寺             | 11月17日                               | やっぱり癒しだねぇ! 調布&深大寺周辺                                                           | テレビアニメ「ポケモン」新シリーズの番宣でピカチュウ（着ぐるみ）がゲスト出演                            | -                       |
| 550                     | 春日部市                 | 12月8日                                | しんちゃんタウンのモヤり事情                                                                  | 当初は11月10日放送予定だったが、卓球ワールドカップ団体戦2019中継のため延期されていた                    | -                       |
| 551                     | 船橋・津田沼             | 12月15日                               | ホンビノスタウンの謎                                                                          | 訪れた先の自動車教習所が元プロ野球選手林昌範の実家で本人登場                                            | -                       |
| 552                     | 日本橋                   | 12月22日                               | 粋だね! 老舗だらけの足汁SP                                                                    | - | -                       |
| 553                     | 小樽・札幌               | 12月29日 21:54 - 23:54 再-2021年1月2日 | 年末SP 真冬の北海道! 小樽&札幌に行くさぁ                                                      | 年末スペシャル                                                                                          | -                       |

| 2020年1月12日 - 9月27日 | 2020年1月12日 - 9月27日  | 2020年1月12日 - 9月27日 | 2020年1月12日 - 9月27日                           | 2020年1月12日 - 9月27日 | 2020年1月12日 - 9月27日 |
| 放送回                  | 訪問エリア               | 放送日                  | サブタイトル                                      | 備考 | DVD 収録                |
| ----------------------- | ------------------------ | ----------------------- | ------------------------------------------------- | --- | ----------------------- |
| 554                     | 千歳烏山                 | 1月12日                 | ギリ東京23区のギリ世田谷区チーム                  | - | -                       |
| 555                     | 大宮                     | 1月19日                 | 失笑! そっくりさんの街                            | - | -                       |
| 556                     | 川崎                     | 1月26日                 | えっ? 餃子の街に変貌を遂げた?                     | - | -                       |
| 557                     | 神田                     | 2月2日                  | やっぱりいいね! 老舗だらけタウン                  | ウド鈴木、弟が経営するおむすび屋を訪問したので、突撃生電話での登場                                                              | -                       |
| 558                     | 神楽坂                   | 2月9日                  | 癒しの路地裏散歩                                  | 番組初の生放送パート実施 | -                       |
| 559                     | シンガポール             | 2月16日                 | 13年前ブラブラ!! 激レア初期衝動                   | - | -                       |
| 560                     | 新高円寺・方南町         | 3月1日                  | 濃いぞ! 新高円寺&方南町爆笑散歩                   | - | -                       |
| 561                     | 上野桜木                 | 3月8日                  | 昭和の建物が残る! 上野桜木周辺リアル癒やし散歩    | - | -                       |
| 562                     | 高輪ゲートウェイ駅周辺   | 3月15日                 | ハロー新駅! 昨日開業!! 高輪ゲートウェイ駅周辺     | 上川隆也 2度目の登場 | -                       |
| 563                     | テレビ東京神谷町スタジオ | 4月19日                 | 13年分の映像大放出!!B級ナイスキャラ素人SP         | 新型コロナウイルスの為、さまぁ〜ずと田中が距離を置いてスタジオ収録。                                                            | -                       |
| 564                     | テレビ東京神谷町スタジオ | 4月26日                 | 13年リミックスSP～ベストオブ・モヤモヤ事件～      | 新型コロナウイルスの為、さまぁ〜ずと田中が距離を置いてスタジオ収録。                                                            | -                       |
| 565                     | テレビ東京神谷町スタジオ | 5月3日                  | 13年リミックスSP～モヤモヤグッズ事件簿SP～        | 自宅から狩野アナがMCとして参加。新曲「田中」を披露。                                                                            | -                       |
| 566                     | テレビ東京神谷町スタジオ | 5月17日                 | 必見!モヤさま伝統のハワイ旅13年リミックス         | 自宅から狩野アナがMCとして参加。                                                                                                | -                       |
| 567                     | テレビ東京神谷町スタジオ | 5月24日                 | 街で出会った有名人SP!!こんな人、出てました        | 自宅から狩野アナがMCとして参加。                                                                                                | -                       |
| 568                     | テレビ東京神谷町スタジオ | 5月31日                 | 長崎・熊本・福岡!九州の人気3県ブラブラSP          | リモートで田中アナが参加。 | -                       |
| 569                     | テレビ東京神谷町スタジオ | 6月7日                  | 伊豆＆熱海!奇跡の人気温泉地ブラブラSP             | リモートで田中アナが参加。 | -                       |
| 570                     | テレビ東京神谷町スタジオ | 6月14日                 | みんな大好き横浜SP!～最強の麻婆豆腐が登場～       | リモートで田中アナと福田アナが参加、過去回映像時の副音声を担当。 リモートゲストで長野久義選手（広島東洋カープ）が登場。         | -                       |
| 571                     | 上野・池袋               | 6月21日                 | 遂に限定的ブラブラ再開! 新撮モヤモヤだぁSP        | 企画「行くだけ行ってみる館 1」 - 上野・国立科学博物館をイジる散歩 - 体験型施設・池袋防災館をイジる散歩                          | -                       |
| 572                     | 池袋・目黒               | 6月28日                 | 池袋のエジプト! 目黒の自然園に行ってみる館        | 企画「行くだけ行ってみる館 2」 - 古代オリエント博物館でモヤモヤ探し - 白金台・附属自然教育園でモヤモヤ探し                      | -                       |
| 573                     | 品川・有楽町・夢の島     | 7月12日                 | 相田みつを美術館&癒やしの水族館に行ってみる館     | 企画「行くだけ行ってみる館 3」 - しながわ水族館でモヤモヤ探し - 相田みつを美術館でモヤモヤ探し - 夢の島熱帯植物館でモヤモヤ探し | -                       |
| 574                     | 多摩センター             | 7月26日                 | 爽快! 日本一のお散歩天国ゎだ                      | | -                       |
| 575                     | 川越・桜新町             | 8月9日                  | 夏の小江戸・川越&バンクシー展などに行くぞ館       | 企画「行くだけ行ってみる館 4」 - 横浜アソビル「BANKSY 展 GENIUS OR VANDAL？（バンクシー展 天才か反逆者か）」 - 長谷川町子記念館 | -                       |
| 576                     | 青葉区 (横浜市)          | 8月16日                 | 横浜なのに! 自然がいっぱい街                      | | -                       |
| 577                     | 福生市                   | 8月30日                 | アメリカを体験! 東京・福生市 番組ラストに重大発表 | 10月から放送時間変更のお知らせ                                                                                                  | -                       |
| 578                     | 小平市                   | 9月6日                  | 都会から一番近いプチ田舎! 東京・小平市ブラブラ    | | -                       |
| 579                     | 越谷市                   | 9月13日                 | レイクタウン以外には何がある？                    | | -                       |
| 580                     | 稲城市                   | 9月27日                 | 果物天国でフルーツランド散歩                      | | -                       |

### 日曜 21:00 - 21:54 時代
| 2020年10月11日 - 12月20日 | 2020年10月11日 - 12月20日 | 2020年10月11日 - 12月20日 | 2020年10月11日 - 12月20日                          | 2020年10月11日 - 12月20日 | 2020年10月11日 - 12月20日 |
| 放送回                    | 訪問エリア                | 放送日                    | サブタイトル                                       | 備考                      | DVD 収録                  |
| ------------------------- | ------------------------- | ------------------------- | -------------------------------------------------- | ------------------------- | ------------------------- |
| 581                       | 横須賀市                  | 10月11日 再-10月24日      | 来ました日曜9時! 横須賀でドイヒー開国ブラブラ      |                           | -                         |
| 582                       | 新座市                    | 10月18日                  | 何がある? 埼玉県最南端の街・新座市ブラブラ         |                           | -                         |
| 583                       | 野田市                    | 10月25日                  | 醤油の街! 千葉県・野田市を醤油ブラブラ             |                           | -                         |
| 584                       | 東村山市                  | 11月1日                   | 志村さんの街! 東京・東村山をだっふんだ散歩         |                           | -                         |
| 585                       | 熊谷市                    | 11月8日                   | 日本一暑い街! 埼玉県・熊谷市をラグビーぶらり散歩   |                           | -                         |
| 586                       | 木更津市                  | 11月15日                  | アクアラインであっという間! 千葉県・木更津ブラブラ |                           | -                         |
| 587                       | 青梅市                    | 11月22日                  | 自然がいっぱい! 東京・青梅市 癒やしブラブラ        |                           | -                         |
| 588                       | 狛江                      | 11月29日                  | 日本で2番目に小さい市! 狛江市ブラブラ              |                           | -                         |
| 589                       | 取手市                    | 12月6日                   | 常磐線で行ける田舎まち! 茨城県取手市ブラブラ       |                           | -                         |
| 590                       | 緑区 (横浜市)             | 12月13日                  | 横浜なのにシリーズ! 横浜市・緑区を緑ブラブラ       |                           | -                         |
| 591                       | 蒲田                      | 12月20日                  | 大田区蒲田ブラブラ?羽根つき餃子と商店街天国?       |                           | -                         |

| 2021年1月3日 - 9月26日 | 2021年1月3日 - 9月26日 | 2021年1月3日 - 9月26日 | 2021年1月3日 - 9月26日                            | 2021年1月3日 - 9月26日                                                                                     | 2021年1月3日 - 9月26日 |
| 放送回                 | 訪問エリア             | 放送日                 | サブタイトル                                      | 備考 | DVD 収録               |
| ---------------------- | ---------------------- | ---------------------- | ------------------------------------------------- | --- | ---------------------- |
| 592                    | 会津若松・郡山         | 1月3日 22:00 - 23:30   | 福島県会津若松＆郡山！向井理が緊急参戦！          | 新春SP 向井理が登場                                                                                        | -                      |
| 593                    | 湯河原                 | 1月10日 21:00 - 22:09  | 人気温泉地・湯河原ブラブラ！久々にいい湯だな      | 15分拡大                                                                                                   | -                      |
| 594                    | 柴又                   | 1月17日                | 葛飾区・柴又ブラブラ!やっぱりイイね寅さん散歩     | - | -                      |
| 595                    | 浅草                   | 1月24日                | 粋だね!キング・オブ・下町 浅草ドイヒー散歩        | 2014年1月12日放送回（第295回）再編集版を紹介                                                               | -                      |
| 596                    | 小田原                 | 1月31日                | 神奈川県・小田原ブラブラ?素敵!ハイジな城下町      | 2012年1月22日放送回（第217回）再編集版を紹介                                                               | -                      |
| 597                    | 新宿                   | 2月7日                 | 緊急企画!歩く代わりに車ブラブラ 新宿へGO!GO!      | - | -                      |
| 598                    | 上野                   | 2月14日                | 緊急SOS!車でブラブラGO!モヤモヤ巡りin上野周辺     | - | -                      |
| 599                    | 渋谷                   | 2月21日                | ドライブモヤさま!渋谷周辺を車で最先端ブラブラ     | - | -                      |
| 600                    | 横浜                   | 2月28日                | やっぱりいい!異国情緒あふれる港町・横浜周辺       | - | -                      |
| 601                    | 銀座・虎ノ門           | 3月7日                 | 大人な街!東京駅から銀座・虎ノ門へ!ドラモヤさま    | - | -                      |
| 602                    | 後楽園                 | 3月14日                | 東京ドームのお膝元!後楽園周辺ブラブラ             | - | -                      |
| 603                    | 大井町・白金           | 3月21日                | 真木よう子さんと都内ドライブ!WBS大江に突撃SP      | 真木よう子が登場。 報道局で大江と再会                                                                      | -                      |
| 604                    | 綾瀬・竹ノ塚           | 4月11日                | 街歩き再開!ローラと足立区 綾瀬・竹ノ塚周辺へ      | ローラが登場                                                                                               | -                      |
| 605                    | 鎌倉                   | 4月18日                | ひっそりいいね!裏鎌倉を春ぶらり裏道散歩           | - | -                      |
| 606                    | 埼玉県川口市           | 4月25日                | 埼玉県・川口市ブラブラ!なんで住みやすい街なの？   | - | -                      |
| 607                    | 立川                   | 5月2日                 | -                                                 | - | -                      |
| 608                    | 北千住                 | 5月9日                 | 北千住周辺ブラブラ                                | - | -                      |
| 609                    | 千葉県柏市             | 5月16日                | 千葉県・柏市周辺ブラブラ                          | - | -                      |
| 610                    | 小岩                   | 5月23日                | ディープ東京!小岩周辺ブラブラ                     | - | -                      |
| 611                    | 埼玉県飯能市周辺       | 5月30日                | 埼玉県・飯能市ブラブラ                            | - | -                      |
| 612                    | 羽田                   | 6月6日                 | 羽田周辺ブラブラ                                  | - | -                      |
| 613                    | 王子                   | 6月13日                | 北区・王子周辺ブラブラ                            | - | -                      |
| 614                    | 清澄白河               | 6月20日                | 清澄白河周辺ブラブラ                              | - | -                      |
| 615                    | 大泉学園・上石神井周辺 | 6月27日                | 初上陸!練馬区・大泉学園ブラブラ                   | - | -                      |
| 616                    | 浅草橋・蔵前           | 7月11日                | 東京のブルックリン!蔵前＆浅草橋やる気マンマン散歩 | - | -                      |
| 617                    | 埼玉県所沢市           | 7月18日 21:30 - 22:24  | UFOが飛来!? 埼玉・所沢市 空にユンユン散歩         | - | -                      |
| 618                    | 逗子・葉山             | 8月29日                | 夏だ!久々の神奈川県葉山＆逗子を間っこブラブラ     | - | -                      |
| 619                    | 埼玉県行田市           | 9月5日                 | お城があるプチ観光地!埼玉県・行田市ブラブラ       | - | -                      |
| 620                    | 幕張                   | 9月12日                | 勘違いタウン!千葉県幕張ブラブラ（重大発表あり）   | ふかわりょうがエンディングに登場して10月からの放送時間の変更・2枠化を発表                                  | -                      |
| 621                    | 昭島市                 | 9月19日                | 水が美味しいクジラの街!東京・昭島市ブラブラ       | - | -                      |
| 622                    | 埼玉県秩父             | 9月26日 21:00 - 22:24  | 食うぞ！秋の埼玉県・秩父 ドイヒー大感謝祭         | 冨田アナが老舗パン屋の単独食レポで登場。松本製パンのご主人をインタビュー中に亡き祖父を思い出して号泣した。 | -                      |

### 土曜 23:00 - 23:25 時代
| 2021年10月9日 - 12月27日 | 2021年10月9日 - 12月27日 | 2021年10月9日 - 12月27日 | 2021年10月9日 - 12月27日                          | 2021年10月9日 - 12月27日 | 2021年10月9日 - 12月27日 |
| 放送回                   | 訪問エリア               | 放送日                   | サブタイトル                                      | 備考                     | DVD 収録                 |
| ------------------------ | ------------------------ | ------------------------ | ------------------------------------------------- | ------------------------ | ------------------------ |
| 623                      | 調布・深大寺             | 10月9日                  | お引越し一発目!調布・深大寺周辺は蕎麦でしょ散歩   | -                        | -                        |
| 624                      | 府中市                   | 10月16日                 | 府中市!ラグビーで有名な東京のボストン散歩         | -                        | -                        |
| 625                      | 浦和                     | 10月23日                 | 埼玉県・浦和!ナイスキャラ2本釣りに成功の回        | -                        | -                        |
| 626                      | 浦和                     | 10月30日                 | スゴいが大渋滞!秋の埼玉県・浦和周辺ブラブラ       | -                        | -                        |
| 627                      | 亀有                     | 11月6日                  | こち亀ガラミは一切ナシ!葛飾区・亀有周辺ブラブラ   | -                        | -                        |
| 628                      | 亀有                     | 11月13日                 | こちら葛飾区・亀有周辺!破天荒キャラ大爆発の巻     | -                        | -                        |
| 629                      | 高円寺                   | 11月20日                 | 高円寺ブラブラ!サブカルの聖地はやっぱり超ディープ | -                        | -                        |
| 630                      | 高円寺                   | 11月27日                 | モヤモヤ高円寺                                    | -                        | -                        |
| 631                      | 鎌倉 (葛飾区)            | 12月4日                  | 東京なのに鎌倉!生まれも育ちも葛飾鎌倉ブラブラ     | -                        | -                        |
| 632                      | 鎌倉 (葛飾区)            | 12月11日                 | 江ノ電が走っていない鎌倉!葛飾鎌倉ブラブラ後編     | -                        | -                        |
| 633                      | 喜多見                   | 12月18日                 | 自然と住宅地の街!世田谷区・喜多見を裏ぶらり散歩   | -                        | -                        |
| 634                      | 喜多見                   | 12月25日                 | 世田谷の実は歴史ある街!喜多見ブラブラ             | -                        | -                        |

| 2022年1月8日 - 4月2日 | 2022年1月8日 - 4月2日 | 2022年1月8日 - 4月2日 | 2022年1月8日 - 4月2日                           | 2022年1月8日 - 4月2日                                                                       | 2022年1月8日 - 4月2日 |
| 放送回                | 訪問エリア            | 放送日                | サブタイトル                                    | 備考                                                                                        | DVD 収録              |
| --------------------- | --------------------- | --------------------- | ----------------------------------------------- | ------------------------------------------------------------------------------------------- | --------------------- |
| 635                   | 町屋                  | 1月8日 23:25 - 23:50  | ディープな下町!町屋周辺                         | -                                                                                           | -                     |
| 636                   | 町屋                  | 1月15日               | いいキャラ見つけました!荒川区・町屋周辺         | -                                                                                           | -                     |
| 637                   | 神奈川県大和市        | 1月22日               | 初上陸です!神奈川県大和市をヤマトン散歩         | -                                                                                           | -                     |
| 638                   | 神奈川県大和市        | 1月29日               | 今後注目の街!神奈川県大和市を先買いブラブラ     | -                                                                                           | -                     |
| 639                   | 福岡県雑餉隈          | 2月12日 23:10 - 23:35 | 福岡県屈指のモヤりタウン!雑餉隈ぶらり散歩       | -                                                                                           | -                     |
| 640                   | 福岡県雑餉隈          | 2月19日 23:10 - 23:35 | 博多の外れ!雑餉隈ブラブラ 福岡スターが緊急襲来  | 斉藤優（パラシュート部隊）が登場。                                                          | -                     |
| 641                   | 十条                  | 2月26日               | 変貌する予定!?北区・十条をハッスル散歩          | -                                                                                           | -                     |
| 642                   | 十条                  | 3月5日                | 重大発表あり!商店街天国!北区・十条バリバリ散歩  | 同日の『あさモヤ』第19回での重大発表前振りの続きで、4月からの放送枠の変更を狩野アナが発表。 | -                     |
| 643                   | 神奈川県平塚市        | 3月12日               | 箱根駅伝と七夕の街!神奈川県・平塚市をサモサ散歩 | オープニングではショウ君が「この時間のモヤさまは後4回です」と伝える。                       | -                     |
| 644                   | 神奈川県平塚市        | 3月19日               | 湘南グループの小結!神奈川県・平塚市をサモサ散歩 | -                                                                                           | -                     |
| 645                   | 三鷹                  | 3月26日               | ジュンコさんに出会える街!三鷹周辺               | -                                                                                           | -                     |
| 646                   | 三鷹                  | 4月2日 23:00 - 23:30  | 火曜日に引っ越すぞ!三鷹ブラブラ5分拡大SP        | 5分拡大                                                                                     | -                     |

### 火曜 23:06 - 23:55 時代
- 凡例：
★印はあさモヤ・テイスト回。

| 2022年4月5日 - 12月20日 | 2022年4月5日 - 12月20日                             | 2022年4月5日 - 12月20日 | 2022年4月5日 - 12月20日                                  | 2022年4月5日 - 12月20日 | 2022年4月5日 - 12月20日 |
| 放送回                  | 訪問エリア                                          | 放送日                  | サブタイトル                                             | 備考 | DVD 収録                |
| ----------------------- | --------------------------------------------------- | ----------------------- | -------------------------------------------------------- | --- | ----------------------- |
| 647                     | ★千葉県山武市松尾町引越                             | 4月5日                  | 今日から火曜日に引越してきました                         | - | -                       |
| 648                     | 北新宿・東中野                                      | 4月12日                 | 聖地はやっぱりスゴいっす!北新宿＆東中野                  | 次の町サイコロ（読売ジャイアンツ選手の名字） | -                       |
| 649                     | ★千葉県君津市中島                                   | 4月19日                 | 何もないシリーズ!千葉県君津市にある田舎町・中島          | - | -                       |
| 650                     | 亀戸                                                | 4月26日                 | なんかスゴいのできるらしいっす!亀戸周辺                  | - | -                       |
| 651                     | ★神奈川県三浦市海外町                               | 5月3日                  | GWにすぐ行ける!海外スペシャル…って何処？                 | 狩野アナがビデオ通話でアメリカのニワトリを披露。 | -                       |
| 652                     | 熱海                                                | 5月10日                 | 人気温泉地!熱海 あの伝説の素人が炸裂SP                   | - | -                       |
| 653                     | 中野・新井薬師                                      | 5月17日                 | やっぱり面白い!サブカルの聖地・中野周辺                  | - | -                       |
| 654                     | ★千葉県印西市安食卜杭、印旛郡栄町安食・安食卜杭新田 | 5月24日                 | 完全に名前だけで選んだ!言いたくなる地名SP                | 『モヤさまドイヒー展』開催告知 | -                       |
| 655                     | あらかわ遊園・都電荒川線沿線                        | 5月31日                 | 浮かれモード!あらかわ遊園から都電荒川線沿線へ            | - | -                       |
| 656                     | 本郷                                                | 6月7日                  | 文豪の街・本郷を歩いたらバイト中のR1王者に遭遇           | - | -                       |
| 657                     | 綱島                                                | 6月14日                 | 緊急事態だ!大変だ!新駅ができる街・綱島ブラブラ           | 田中アナ欠席 緊急代打アシスタントで冨田アナが参加。 | -                       |
| 658                     | 浅草                                                | 6月21日                 | in浅草「おじさんが苦手な女の子!ジャムちゃん登場」        | - | -                       |
| 659                     | 等々力                                              | 6月28日                 | in等々力周辺「等々力渓谷に癒やされたらサモサな気分」     | - | -                       |
| 660                     | 湘南・江の島                                        | 7月5日                  | in湘南・江の島周辺【腹話術ミーツけん玉の斬新師匠】       | - | -                       |
| 661                     | 松戸                                                | 7月12日                 | in千葉県・松戸【シュール演芸!ダラダラ体操再び】          | - | -                       |
| 662                     | 西横浜                                              | 7月19日                 | in西横浜【地味だけど面白い街発見しちゃいましたSP】       | - | -                       |
| 663                     | 池袋                                                | 7月26日                 | in池袋周辺「あと数日!必見ドイヒー展をやっている街」      | - | -                       |
| 664                     | 鶴見                                                | 8月2日                  | in鶴見「沖縄感があるさぁ!横浜なのにねタウン」            | - | -                       |
| 665                     | 大山・中板橋                                        | 8月9日                  | in大山「板橋・猛虎打線の中軸!注目の商店街天国」          | - | -                       |
| 666                     | 那須塩原市                                          | 8月16日                 | in那須塩原「久々の遠出シリーズ!人気の避暑地だね」        | - | -                       |
| 667                     | 西葛西・船堀                                        | 8月23日                 | 【in西葛西周辺】「ヤラなきゃ損!ドッキリ大作戦決行」      | - | -                       |
| 668                     | 富里市                                              | 8月30日                 | 【in富里】「タイ？ハワイ？スイカだらけのスイカの街」     | - | -                       |
| 669                     | 東久留米市                                          | 9月6日                  | 【東久留米市】「鉄道マニアと化石マニアがドラマ事件」     | - | -                       |
| 670                     | 国分寺・国立                                        | 9月13日                 | 【in国分寺・国立】「水風船バトル4年ぶりに勃発!」         | - | -                       |
| 671                     | 深谷市                                              | 9月20日                 | 【in深谷市】「渋沢栄一が出てくる？駅前からくり時計の謎」 | - | -                       |
| 672                     | 神楽坂                                              | 9月27日                 | 【in神楽坂】バレエ鬼先生▼アルパカで悲鳴▼黒電話           | - | -                       |
| 673                     | 立石                                                | 10月4日                 | 【in立石周辺】ラップおやじ▼爆笑ワキ痛ピーターパン        | 内藤大助と遭遇。 | -                       |
| 674                     | 広島・福山                                          | 10月11日                | 【in広島・福山市】福山城400周年!壁が黒いけど見ないSP     | - | -                       |
| 675                     | 自由が丘                                            | 10月18日                | 【in自由が丘】ゴーです▼世界一!野菜の鰻重                 | - | -                       |
| 676                     | 尾道                                                | 10月25日                | 【広島尾道】瀬戸内の風光明媚なレトロ街!の裏側探訪        | - | -                       |
| 677                     | 練馬                                                | 11月1日                 | 【in練馬駅周辺】え？10数年ぶりの緊急事態発生!            | 撮れ高不足のため、「井戸おやじ初登場」（2007年9月29日放送）と「田中アナと斎藤君のワイヤーアクション」（2019年11月17日放送）をエンディング後に挿入した。 | -                       |
| 678                     | 金沢文庫                                            | 11月8日                 | 【in金沢文庫】石川県じゃない横浜の金沢!                  | - | -                       |
| 679                     | 三郷市                                              | 11月15日 23:16 - 翌0:05 | 【in三郷市】三郷ジャンクションって聞いた事あるけど、何？ | - | -                       |
| 680                     | 赤羽                                                | 11月22日                | 【in赤羽】北なんだよ…北の聖地はやっぱりスゴかった        | - | -                       |
| 681                     | 両国                                                | 11月29日                | 【in両国】大竹＆田中アナが陶酔!最新レーザー楽器とは      | 冨田アナがコシャリの単独代理食レポで登場。 | -                       |
| 682                     | 溝ノ口                                              | 12月6日                 | 【in溝ノ口】今年、村神様フィーバーに少しだけ沸いた街     | - | -                       |
| 683                     | 伊東温泉                                            | 12月13日                | 【in伊東温泉周辺】熱海と伊豆の間にあるひっそり温泉地     | - | -                       |
| 684                     | 西新井                                              | 12月20日                | 【in西新井周辺】初詣直前!西新井大師周辺でモヤモヤ探し    | モヤさまTVer限定企画「ギジナマさまぁ～ず30」告知。 | -                       |

| 2023年1月10日 - 9月26日        | 2023年1月10日 - 9月26日        | 2023年1月10日 - 9月26日 | 2023年1月10日 - 9月26日                                | 2023年1月10日 - 9月26日 | 2023年1月10日 - 9月26日 |
| 放送回                         | 訪問エリア                     | 放送日                  | サブタイトル                                           | 備考 | DVD 収録                |
| ------------------------------ | ------------------------------ | ----------------------- | ------------------------------------------------------ | --- | ----------------------- |
| 685                            | 鎌倉                           | 1月10日                 | 【in鎌倉】鎌倉なのに鎌倉感ゼロの新春裏道さんぽSP       | - | -                       |
| 686                            | 蕨市                           | 1月17日                 | 【in蕨市】埼玉の日本一小さい市!でも話題は満載だね蕨    | ギジナマ・ミッション発動後に、静止画でダンディ坂野登場。 | -                       |
| 687                            | 高田馬場                       | 1月24日                 | 【in高田馬場周辺】早稲田大学でお馴染みのモヤモヤタウン | - | -                       |
| 688                            | 笹塚・幡ヶ谷・初台             | 1月31日                 | 【inササハタハツ＝笹塚・幡ヶ谷・初台…言いにくいっす】  | - | -                       |
| 689                            | 大塚                           | 2月7日                  | 【in大塚周辺】大竹がド天然ぶりを大炸裂スペシャル       | - | -                       |
| 690                            | 都立大学駅                     | 2月14日                 | 【in都立大学駅周辺】東横線沿いの地味なのにセレブな街   | - | -                       |
| 691                            | 山口県下関市                   | 2月21日                 | 【in山口県・下関市】ふぐ禁止ブラブラで緊急事態発生SP   | 田中アナ欠席。 緊急代打アシスタントで水原恵理アナが参加。 | -                       |
| 692                            | 山口県下関市                   | 2月28日                 | 【ドイヒーキャラの祭典!モヤさまアワード2022】          | 田中アナの緊急代打で水原恵理アナが引き続き参加。 前田晋太郎下関市長登場。                                                                                          | -                       |
| 693                            | 蒲田                           | 3月7日                  | 【in大田区蒲田】昔は映画の都!今はモヤモヤの都          | - | -                       |
| 694                            | 武蔵小山                       | 3月14日                 | 【キンキンな武蔵小山で伝説のギター＆タップが炸裂SP】   | - | -                       |
| 695                            | 高尾                           | 3月21日                 | 【高尾山NGだけど瓦割りムーディーな高尾】               | 訪れたうどんカフェの店主が大仁田厚の母親だった。 | -                       |
| 696                            | 北海道北広島市                 | 3月28日                 | 【祝!新球場誕生記念で北海道に上陸したけどさぁSP】      | - | -                       |
| エスコンF開幕戦 日本ハムVS楽天 | エスコンF開幕戦 日本ハムVS楽天 | 3月30日 17:30 - 21:24   | 歴史的開幕戦にさまぁ～ずも大興奮!                      | さまぁ〜ず、田中アナが「モヤモヤさまぁ～ず2チーム」としてゲスト出演。                                                                                              | -                       |
| 697                            | 押上                           | 4月4日 23:36 - 翌0:25   | 17年目のスタートは押し下げの押上!墨田区のね            | 訪れたステーキ屋の店主が松永光弘だった。 | -                       |
| 698                            | 谷中・根津・千駄木             | 4月11日                 | 【in谷中・根津・千駄木】昭和っぽく鳥まみれな谷根千     | - | -                       |
| 699                            | 静岡市                         | 4月18日                 | 【静岡県静岡市】家康ドラマでプチブレイク中の街         | - | -                       |
| 700                            | 上野                           | 4月25日                 | 【東京都台東区・上野周辺】アメ横NG裏ぶらり散歩         | 訪れた焼き鳥屋の店主が武井秀哲だった。 | -                       |
| 701                            | 千葉県佐倉市                   | 5月2日                  | 【すぐ行ける関東のヨーロッパSP!千葉県・佐倉市】        | - | -                       |
| 702                            | 北千住                         | 5月9日                  | 【東京・北千住】足立区が世界に誇るビッグシティ         | 訪れた総合格闘技道場で花畑正 男と出会う。 | -                       |
| 703                            | 明大前                         | 5月16日                 | 【伝統の1000円自販機がスパーク!東京・明大前周辺】      | - | -                       |
| 704                            | 小金井市                       | 5月24日 0:06 - 0:55     | 【三村少年、憧れの女性がまさかの…!?東京・小金井市】    | - | -                       |
| 705                            | 横浜・港北ニュータウン         | 5月31日                 | 【横浜のヨーロッパ!美しい街並み・港北ニュータウン】    | - | -                       |
| 706                            | 神田神保町                     | 6月6日                  | 【古本と矢野通とJKに出会える街!東京・神田神保町】      | 訪れたスポーツバーの経営者が矢野通だった。 | -                       |
| 707                            | 府中市                         | 6月13日                 | 【フチューじゃないモヤモヤだらけ 東京・府中市】        | 企画「行くだけ行ってみる館 5」 - サントリー武蔵野ブルワリー | -                       |
| 708                            | 東松山市                       | 6月20日                 | 【in埼玉・東松山市】お母さんの出身地!ヌートバーSP      | - | -                       |
| 709                            | 大森                           | 6月27日                 | 【in東京・大森】モース!モース!モース!貝塚の街          | - | -                       |
| 710                            | 我孫子市                       | 7月4日                  | 【千葉県・我孫子市】手賀沼のかっぱ大量出現SP           | 桶谷ADがロケ中、カッパのメイクで参加。 手賀沼で♪鳥くんと遭遇。 | -                       |
| 711                            | 押上                           | 7月11日                 | 【墨田区・押上】ワケあって、今年2回目の押上です。      | 三村と小学校で同級生だった牛久保さんを母に持つ鈴木Dが、今回初めてディレクターを務めるにあたって地元である押上を希望した。                                          | -                       |
| 712                            | 都立家政・野方                 | 7月18日                 | 【in東京・都立家政から野方へ】中野の超超超穴場タウン   | 立ち寄った店でバイト中のかわいタクト（ふぁのシャープ）と遭遇。 | -                       |
| 713                            | 八王子                         | 7月25日                 | 【in東京・八王子】必見!田中アナが血を吐くホラーな街    | 訪れた農園の7代目がホリプロコムに所属していた元芸人の中西雅季（もんきーちゃんねる）だった。                                                                        | -                       |
| 714                            | 朝霞市                         | 8月1日                  | 【in埼玉・朝霞市周辺】オレンジ一色？楽しいニンジンの街 | - | -                       |
| 715                            | 船橋市                         | 8月8日                  | 【in千葉・船橋市】伝説のチャンプ・立嶋篤史にホンビノス | 立嶋篤史が主宰するキックボクシングジムを訪れた。 | -                       |
| 716                            | 春日部                         | 8月15日                 | 【in埼玉・春日部】ひまわりと麦わら帽子としんちゃんと。 | - | -                       |
| 717                            | 軽井沢                         | 8月22日                 | 【軽井沢】日本を代表する避暑地!グルメ情報ゼロSP        | 西軽井沢ケーブルテレビに立ち寄る。 | -                       |
| 718                            | 武蔵関                         | 8月29日                 | 【練馬区・武蔵関】武蔵●●シリーズの最終兵器!ムサセ      | - | -                       |
| 719                            | 茅ヶ崎                         | 9月5日                  | 【IN神奈川・茅ヶ崎】サザンがらみは全くなし散歩         | 立ち寄った茅ヶ崎市観光協会にいた協会職員がJaaたけやだった。 | -                       |
| 720                            | 田端・駒込                     | 9月12日                 | 【in田端・駒込】夏恒例!水風船バトルが勃発SP            | エンディングで10月からの放送枠移行（土曜日11:30 - 12:15）を田中アナが発表。                                                                                        | -                       |
| 721                            | 浦安                           | 9月19日                 | 【in千葉県・浦安】緊急登板!テレ東新人の中根アナ登場    | 田中アナ欠席。 緊急代打アシスタントで新人の中根舞美アナが参加。 『浦安鉄筋家族』の原作漫画に登場する駄菓子屋のモデルで、ドラマでも撮影に使用された店に立ち寄った。 | -                       |
| 722                            | 浦安                           | 9月26日                 | 【さようなら!かっぱラッパーと火曜日SP】                | ナイスキャラ祭り（オープニング以外は過去回映像のみ） 番組冒頭でAD桶谷から、今回は特別編である事と自身の番組卒業がラップ調で発表される。                            | -                       |

### 土曜 11:30 - 12:15 時代
| 2023年10月7日 - 12月23日 | 2023年10月7日 - 12月23日               | 2023年10月7日 - 12月23日 | 2023年10月7日 - 12月23日                                              | 2023年10月7日 - 12月23日 | 2023年10月7日 - 12月23日 |
| 放送回                   | 訪問エリア                             | 放送日                   | サブタイトル                                                          | 備考 | DVD 収録                 |
| ------------------------ | -------------------------------------- | ------------------------ | --------------------------------------------------------------------- | --- | ------------------------ |
| 723                      | 北新宿・東中野                         | 10月7日                  | 【北新宿で土曜の午前!再放送じゃなくて新作ですSP】                     | 冒頭の「北新宿で再スタート」パートのみ福田アナも参加。 エンディングでスピンオフ・ミニ番組『モヤモヤさまぁ〜ずEXPO』の放送開始を田中アナが発表した。           | -                        |
| 724                      | 荻窪                                   | 10月14日                 | 【in荻窪】※もちろん新作です!再放送ではありません                      | 立ち寄ったつぼ焼き芋屋の経営者が焼き芋芸人スミちゃん（元・がじゅまる）だった。                                                                                | -                        |
| 725                      | 西荻窪                                 | 10月21日                 | 【荻窪はとれ高タウン！16年ぶりに美人先生に再会】                      | - | -                        |
| 726                      | 入間市                                 | 10月28日                 | 【初上陸!埼玉・入間市】#701※もちろん新作です                          | - | -                        |
| 727                      | 砂町                                   | 11月4日                  | 【江東区・砂町周辺】#702※やはり新作です                               | - | -                        |
| 728                      | 横浜                                   | 11月11日                 | 【横浜】＃703※もちろん新作です                                        | - | -                        |
| 729                      | 加須市                                 | 11月18日                 | 【埼玉県・加須市】やるねぇ!夢の1000円自販機スパーク                   | - | -                        |
| 730                      | 宮城県仙台市 山形県天童市 東京都日野市 | 11月19日 18:30 - 21:54   | モヤモヤさまぁ〜ず2SP【大江&ザキヤマ参戦!テレ東18番組と勝手に繋がる】 | 「ザキヤマの街道歩き旅」からのゲストで山崎弘也（アンタッチャブル）が登場。 「ワールドビジネスサテライト」からのゲストで大江が登場。                           | -                        |
| 731                      | 加須市                                 | 11月25日                 | 【埼玉・加須(2)】楽しい遊園地で暗くなっちゃったSP                     | - | -                        |
| 732                      | 東京タワー周辺・六本木                 | 12月2日                  | 【東京タワー周辺】博多から敏腕ディレクターが逆輸入!?                  | 福岡でディレクターをしている元番組AD永沼が番組Dとして復帰。 立ち寄った格闘技ジムの主宰が高阪剛だった。 立ち寄ったヨーデルのコンサート会場で北川桜に出会った。 | -                        |
| 733                      | 町田市                                 | 12月9日                  | 【東京・町田】アウ！アウ！ブルーザー・ブロディが降臨?                 | - | -                        |
| 734                      | 旗の台                                 | 12月16日                 | 【旗の台周辺】番宣ゲスト?2代目・狩野アナが襲来SP                      | 狩野アナが「東急ジルベスターコンサート2023→2024」の番宣で登場。安田大サーカス団長が飛び入り出演                                                               | -                        |
| 735                      | 旗の台・中延                           | 12月23日                 | 【旗の台周辺】年末ドイヒー事件!狩野のパンツが!?                       | 狩野アナが引き続き登場。 | -                        |

| 2024年1月6日 - 12月21日 | 2024年1月6日 - 12月21日                                                                | 2024年1月6日 - 12月21日 | 2024年1月6日 - 12月21日                                | 2024年1月6日 - 12月21日 | 2024年1月6日 - 12月21日 |
| 放送回                  | 訪問エリア                                                                             | 放送日                  | サブタイトル                                           | 備考 | DVD 収録                |
| ----------------------- | -------------------------------------------------------------------------------------- | ----------------------- | ------------------------------------------------------ | --- | ----------------------- |
| 736                     | 荏原中延・戸越銀座                                                                     | 1月6日                  | 【荏原中延&戸越銀座】狩野アナ暴れすぎ!年またぎSP       | 狩野アナが引き続き登場。 予定になく3週となった放送の撮れ高を補完するため、「モヤさまカレンダー2024」の裏側公開として「［5月］巨匠・三村の名作写真」（2023年5月9日放送）、「［7月］大竹の休日 in ギリシア」（2023年7月4日放送）、「［9月］衝撃の詰め寄りバースデー」（2023年1月17日放送回収録後）の写真が誕生した場面の映像をエンディング後に挿入した。 | -                       |
| 737                     | 中央林間                                                                               | 1月13日                 | 【神奈川・中央林間周辺】なんか聞いたことある終着駅     | - | -                       |
| 738                     | 南林間                                                                                 | 1月20日                 | 【in南林間】駅付近でモヤモヤをまさかの大量発掘!?       | エンディングの際に入店したそば粉を使うイタリアンカフェの店主が好きで何回も観ているという「イタリア・ミラノ編」（2018年1月7日放送）のダイジェストを挿入した。 | -                       |
| 739                     | 四谷                                                                                   | 1月27日                 | 【in四ツ谷周辺】※今一度確認ですが、新作ですよ          | - | -                       |
| 740                     | 鎌ケ谷市                                                                               | 2月3日                  | 【千葉・鎌ケ谷市】大谷が暮らした日ハムの街             | - | -                       |
| 741                     | 目黒駅                                                                                 | 2月10日                 | 【目黒駅周辺】特撮アイドルVS怪人アウアウ 実現SP        | 立ち寄った蟠龍寺 (目黒区)にある音楽スタジオで吉田哲・児島由美夫妻に出会った。 | -                       |
| 742                     | 神奈川駅                                                                               | 2月17日                 | 【神奈川駅周辺】出川哲朗の兄と10年ぶりに再会SP         | 出川哲朗の実家・蔦金商店に立ち寄り兄の出川雄一郎を訪ねる。 | -                       |
| 743                     | 東神奈川駅                                                                             | 2月24日                 | 【東神奈川駅周辺】YOUと箱根駅伝とカントリーロード      | - | -                       |
| 744                     | 西東京市                                                                               | 3月2日                  | 【in西東京市】田無市と保谷市が合併!スパチャ散歩        | - | -                       |
| 745                     | 練馬・江古田                                                                           | 3月9日                  | 【さようなら福田アナ!練馬・江古田周辺でペクン散歩】    | 3月末でテレ東を退社する3代目福田アナが参戦。 | -                       |
| 746                     | 練馬・江古田                                                                           | 3月23日                 | 【さようなら福田アナ!業界騒然!衝撃のラストとは?】      | 3月末でテレ東を退社する3代目福田アナが参戦。 | -                       |
| 747                     | 練馬・江古田                                                                           | 4月6日                  | 【今度こそさようなら!福田アナ月またぎの完結編】        | 3月末でテレ東を退社する3代目福田アナが参戦。 | -                       |
| 747                     | 西東京市、長野市、松本市                                                               | 4月6日                  | 未公開のナイスキャラに会う会うSP                       | 過去回・SDGｓ回の未公開映像を放送。 | -                       |
| 748                     | 世田谷線沿線                                                                           | 4月13日                 | 【世田谷線沿線】55周年!味のある電車沿いのまち          | - | -                       |
| 749                     | 仙川                                                                                   | 4月20日                 | 京王線の自由が丘!調布市・仙川周辺                      | - | -                       |
| 750                     | 戸田市                                                                                 | 4月27日                 | 【若いね!ボートの街・埼玉戸田 スイスイ散歩】           | - | -                       |
| 751                     | 戸田市                                                                                 | 5月4日                  | 【埼玉・戸田市はボートだね!うーんボートだね散歩】      | 収録後に尺が足りなくなったので、急遽「モヤモヤさまぁ〜ずEXPO」を本編のエンディング後に挿入した。 | -                       |
| 752                     | 王子                                                                                   | 5月11日                 | 新1万円札!渋沢栄一ゆかりの町・北区 王子ブラブラ        | - | -                       |
| 753                     | 王子                                                                                   | 5月18日                 | 飛鳥山公園には行かない!北区 王子ブラブラ               | - | -                       |
| 754                     | 綾瀬                                                                                   | 5月25日                 | 足立区・綾瀬 ワニ銃とアド街ターンとあいみょんと        | - | -                       |
| 755                     | 川崎                                                                                   | 6月1日                  | 【神奈川県・川崎】祝!市制100周年ディープ散歩           | - | -                       |
| 756                     | 与野                                                                                   | 6月8日                  | 【埼玉県・与野周辺】大宮と浦和に挟まれた街             | - | -                       |
| 757                     | 市川市                                                                                 | 6月15日                 | 【千葉県・市川市】                                     | - | -                       |
| 758                     | 千歳烏山、川越、水戸、川崎、大井町、北広島、溝の口、鎌ヶ谷、横浜港北ニュータウン、横浜 | 6月22日                 | 【波紋を呼ぶ!?大竹ニヤニヤSP】                         | 過去回映像（2019年9月1日・8日・22日・29日、2020年1月12日、2022年12月6日、2023年3月28日・5月30日、2024年2月3日・6月1日） | -                       |
| 759                     | 逗子・葉山                                                                             | 7月6日 11:30 - 12:55    | 【逗子・葉山】一心同体!ろくなもんじゃない90分弱SP      | 立ち寄ったドーナツ店の店長が元少女隊の藍田美豊だった。 | -                       |
| 760                     | 相模原                                                                                 | 7月13日                 | 【神奈川県・相模原】熱くチークチーク散歩               | - | -                       |
| 761                     | 清瀬市                                                                                 | 7月20日                 | モヤさま初上陸!【東京・清瀬市】                        | - | -                       |
| 762                     | 清瀬市                                                                                 | 7月27日                 | 【東京・清瀬市】納涼!ソンビなスパスパーキング散歩      | - | -                       |
| 763                     | 池尻                                                                                   | 8月3日                  | 【池尻周辺】オシャレでクールなナカメジリ散歩           | - | -                       |
| 764                     | 越谷市                                                                                 | 8月10日                 | 【埼玉県・越谷市】やるなら今しかない!レイクタウン散歩  | - | -                       |
| 765                     | 柏市                                                                                   | 8月17日                 | 【千葉・柏で真夏恒例!水風船バトルが勃発SP】            | - | -                       |
| 766                     | 流山市、柏市                                                                           | 8月24日                 | 【流山から柏へ!甚平&浴衣で納涼散歩】                   | - | -                       |
| 767                     | 経堂                                                                                   | 8月31日                 | 【経堂】トムくんと奇跡の再会スペシャル                 | 立ち寄った落花生専門店の3代目店主が芸人のかずみんだった。 | -                       |
| 768                     | 草加市                                                                                 | 9月7日                  | 【せんべいタウン!埼玉県・草加市】                      | - | -                       |
| 769                     | 草加市                                                                                 | 9月14日                 | 【埼玉県・草加市スーパーラッキー散歩】                 | - | -                       |
| 770                     | 都立家政・野方、軽井沢、越谷市エンディング後：船橋市、旗の台、草加市                   | 9月28日                 | リアルにスゴいねSP                                     | 過去回映像（2023年7月18日、8月22日） 未公開映像（越谷市）エンディング後：過去回映像（2023年8月8日、12月23日） 未公開映像（草加市） | -                       |
| 771                     | 茅場町                                                                                 | 10月5日                 | 【in茅場町】ビジネス街の裏に潜むモヤモヤ探し           | 番組冒頭、見学に来ていた新人アナウンサーの松澤亜海と古旗笑佳が紹介された。 | -                       |
| 772                     | 篠崎周辺                                                                               | 10月12日                | 【in江戸川区・篠崎周辺】東京23区最東端の駅がある       | - | -                       |
| 773                     | 篠崎周辺                                                                               | 10月19日                | 【in江戸川区・篠崎周辺】衝撃!田中アナがアレを告白      | - | -                       |
| 774                     | 元住吉                                                                                 | 10月26日                | 【武蔵小杉の隣!元住吉で本当は暗そうな人大賞を発表SP】  | - | -                       |
| 775                     | 高島平                                                                                 | 11月2日                 | 【東洋一といわれた団地で有名!板橋区・高島平】          | - | -                       |
| 776                     | 東急池上線沿線                                                                         | 11月9日                 | 【ほっこりした街ばっかり!池上線沿線】                  | 本編中の立ち寄った工房で田中アナが結婚を発表した。 | -                       |
| 777                     | 八街市                                                                                 | 11月16日                | 【謎多き…落花生の街!のどか千葉・八街市ミステリー】     | - | -                       |
| 778                     | 八街市                                                                                 | 11月23日                | 【一部マニアが狂喜!千葉・八街に伝説のヨン様が再降臨】  | - | -                       |
| 779                     | 日本橋                                                                                 | 11月30日                | 【日本橋ドイヒーさんぽ】さまぁ〜ず&田中アナ            | - | -                       |
| 780                     | 江古田・春日部・北新宿・相模原・池上・日野・旗の台                                     | 12月7日                 | 【年の瀬ですね…SP】                                    | 「モヤさまカレンダー2025」の紹介として「［3月］福田アナ卒業記念写真」（2024年3月23日放送）、「［8月］真夏のひまわりと田中アナ&三村」（2023年8月15日放送）、「［10月］17年前を完全再現した大竹&三村」（2023年10月7日放送）、「［11月］OAカットになったけど登載された鬼の田中アナ」（2023年11月19日放送）、「［12月］さすがの大暴れをした破壊王・狩野アナ」（2023年12月16日放送）の写真が誕生した場面の映像と、カレンダーにはならなかった未公開映像（相模原、池上）を放送した。 | -                       |
| 781                     | 駒沢大学駅                                                                             | 12月14日                | 【破壊王が今年も来襲!ジルベスター散歩 駒沢大学駅周辺】 | 東急ジルベスターコンサートの番宣を兼ねて狩野アナと松澤亜海アナが放送作家の宮永祐一とともに参加。 | -                       |
| 782                     | 駒沢大学駅                                                                             | 12月21日                | 【狩野アナ&松澤アナが大暴れ!ジルベスター散歩】         | 引き続き狩野アナ、松澤アナ、放送作家の宮永が参加。 立ち寄ったジムの代表がグラント・ボグダノフだった。 | -                       |

| 2025年1月11日 - 6月28日 | 2025年1月11日 - 6月28日 | 2025年1月11日 - 6月28日 | 2025年1月11日 - 6月28日                               | 2025年1月11日 - 6月28日 | 2025年1月11日 - 6月28日 |
| 放送回                  | 訪問エリア              | 放送日                  | サブタイトル                                          | 備考 | DVD 収録                |
| ----------------------- | ----------------------- | ----------------------- | ----------------------------------------------------- | --- | ----------------------- |
| 783                     | 浦和                    | 1月11日                 | 浦和周辺【19年目突入記念】大丈夫ですか?散歩           | - | -                       |
| 784                     | 中野                    | 1月18日                 | 【中野周辺】足が細くて笑っちゃうね散歩                | 立ち寄った居酒屋の店主が林田竜次だった。バイトしていた西口プロレスのKID選手とドン・クサイ選手を通じて長州小力が呼び出され、アントニオ小猪木も電話で参加した。 | -                       |
| 785                     | 中野                    | 1月25日                 | 【中野周辺】アニョハセヨ!緑のヨン様が初降臨SP         | - | -                       |
| 786                     | 神田                    | 2月1日                  | 【神田周辺をデコピン散歩】田中アナがまた歌います      | - | -                       |
| 787                     | 松戸                    | 2月8日                  | 千葉県・松戸!あの大竹グダグダ・クイズが再びSP         | - | -                       |
| 788                     | 立川                    | 2月15日                 | 【でっかいねーウドの街!東京・立川】                   | - | -                       |
| 789                     | 立川                    | 2月22日                 | 立川で大ヒット!阪神タイガースファンのおやっさん       | - | -                       |
| 790                     | 横浜市南区              | 3月1日                  | 【ハマの下町!横浜・南区】                             | - | -                       |
| 791                     | 二子玉川                | 3月8日                  | 【セレブな街!二子玉川周辺を3月さんぽ】                | - | -                       |
| 792                     | 用賀                    | 3月15日                 | 【世田谷・用賀周辺】～少々お待ちください散歩～        | 訪問した能舞台の主が長山桂三だった。 | -                       |
| 793                     | 横浜市南区、二子玉川    | 3月29日                 | 【歴史と伝統のドイヒーの祭典!モヤさまアワード2024】   | これまでの未公開映像（横浜市南区：タヒチアンダンス、二子玉川周辺：謎のゲームに挑戦）も放送。                                                                  | -                       |
| 794                     | 日暮里                  | 4月5日                  | 【春なのに寒い!日暮里周辺ワラーチ散歩】               | - | -                       |
| 795                     | 狛江市                  | 4月12日                 | 【東京・狛江市】びょーん!群衆の中の猫さんぽ           | - | -                       |
| 796                     | 座間市                  | 4月19日                 | 【モヤさま初上陸!神奈川県・座間市】                   | - | -                       |
| 797                     | 吉祥寺                  | 4月26日                 | 【オシャレな人気タウン吉祥寺】伝説の田中の30秒        | - | -                       |
| 798                     | 川越                    | 5月3日                  | 【GWに行くよ!小江戸・川越】伝説の百鬼丸先生と再会SP   | - | -                       |
| 799                     | 川越                    | 5月10日                 | 【やっぱりいいね!小江戸・川越】チンチラに癒やされSP   | 立ち寄ったリサイクルショップの店主が元芸人のあずまっちょ（アダム）だった。                                                                                    | -                       |
| 800                     | 笹塚                    | 5月17日                 | 【カープ色に染まる!甲州街道な笹塚周辺】               | - | -                       |
| 801                     | 習志野市                | 5月24日                 | 【千葉県・習志野市 裏ぶらり散歩】                     | - | -                       |
| 802                     | 習志野市                | 5月31日                 | 【千葉県・習志野市 裏ぶらり散歩 完結編】              | 田中アナがエンディングで6月末での番組卒業を発表した。 | -                       |
| 803                     | 川口市                  | 6月7日                  | 【埼玉・川口市】田中瞳アナ卒業まであと4回!!           | - | -                       |
| 804                     | 川口市                  | 6月14日                 | 【田中アナ卒業までラスト3回!埼玉・川口】              | - | -                       |
| 805                     | 綱島                    | 6月21日                 | 【綱島周辺】田中アナ通常回ラスト!涙の卒業散歩         | - | -                       |
| 806                     | グアム                  | 6月28日 11:30 - 13:20   | 【田中アナ卒業スペシャル!常夏の島で…6年間ありがとう】 | - | -                       |

第5フェーズ：齋藤アナ（2025年7月12日 - ）
| 2025年7月12日 - | 2025年7月12日 - | 2025年7月12日 - | 2025年7月12日 -                                    | 2025年7月12日 - | 2025年7月12日 - |
| 放送回          | 訪問エリア      | 放送日          | サブタイトル                                       | 備考 | DVD 収録        |
| --------------- | --------------- | --------------- | -------------------------------------------------- | --- | --------------- |
| 807             | グアム          | 7月12日         | 【5代目新アシスタント大発表スペシャル!】           | 5代目アシスタント・齋藤陽アナ登場。 5代目合流までの緊急代打アシスタントに国際線CAのアミが参加。 撮れ高確保のため10分間ノーカットの「ギジナマさまぁ～ず in 遊園地」も行う。 5代目とは、帰国後にテレビ東京の社内で初対面。 | -               |
| 808             | 北新宿・東中野  | 7月19日         | 【新人・齋藤陽アナ 初ブラブラ!北新宿からスタート】 | 5代目齋藤アナの初通常回。 立ち寄ったオペラ教室の主宰が神戸薫子だった。 | -               |
| 809             | 国分寺市        | 7月26日         | 【新人・齋藤陽アナが通った街・国分寺市】           | - | -               |
| 810             | 湯島            | 8月2日          | 【齋藤陽アナ 湯島で人生初ワイヤーに挑戦忍者の回】  | - | -               |
| 811             | 湯島            | 8月9日          | 【湯島の探偵が大竹を尾行調査!衝撃の報告書の回】    | - | -               |
| 812             | 大宮            | 8月16日         | 【大宮で発覚!齋藤陽アナの衝撃の過去の数々!】       | - | -               |
| 813             | 横浜            | 8月23日予定     | 【ハマの軽井沢で夏恒例!水風船バトル勃発SP】        | - | -               |

## モヤモヤさまぁ〜ずSDGs
2021年12月27日に当番組の「特別編」として始まった、特定の地域でSDGsにまつわるスポットや取り組む人たちを訪ねてまわる番組。
| 2021年12月27日 - | 2021年12月27日 - | 2021年12月27日 - | 2021年12月27日 - | 2021年12月27日 -                                   | 2021年12月27日 -                                                   | 2021年12月27日 -                                                                                         |
| 弾               | 放送日時         | 放送時間         | 取材エリア       | サブタイトル                                       | モヤモヤひとみんSDGs                                               | 備考 |
| ---------------- | ---------------- | ---------------- | ---------------- | -------------------------------------------------- | ------------------------------------------------------------------ | --- |
| 1                | 2021年12月27日   | 11:35 - 13:10    | 墨田区           | 特別編!墨田区でSDGsお勉強ブラブラ                  | -                                                                  | 冨田有紀(テレビ東京アナウンサー)が単独取材VTRで出演。                                                    |
| 2                | 2022年5月8日     | 16:00 - 17:15    | 相模原市         | 相模原こんな所でSDGs探索ブラブラ                   | 森永製菓                                                           | モヤモヤひとみんSDGs取材中に狩野アナの夫である山本尚貴が登場。                                           |
| 3                | 2023年2月4日     | 16:00 - 17:15    | 板橋区           | 板橋区こんな所でSDGs探索ブラブラ                   | サントリー、セブン&アイ・ホールディングス                          | 食事で立ち寄った食堂の店主が斉藤一平だった。                                                             |
| 4                | 2023年7月15日    | 16:00 - 17:15    | さいたま市       | 【埼玉県・さいたま市】元気にサステナブル散歩・前編 | セブン＆アイ・ホールディングス、オープンハウスグループ、サントリー | |
| 4                | 2023年7月16日    | 16:00 - 16:30    | さいたま市       | 【埼玉県・さいたま市】元気にサステナブル散歩・後編 | ロート製薬                                                         | |
| 5                | 2024年3月17日    | 18:30 - 20:50    | 松本市・長野市   | 【長野・松本市と長野市でSDGsブラブラSP】           | 味の素、ロート製薬、三菱地所、エアウィーヴ                         | モヤモヤひとみんSDGs取材中に味の素のVFX動画作品『フードロスラ どうする!?人類篇』を監督した山崎貴が出演。 |
| 6                | 2024年9月21日    | 16:00 - 16:30    | 宇都宮市         | 【in栃木県・宇都宮市】好評第6弾!2日連続放送        | セブン＆アイ・ホールディングス                                     | |
| 6                | 2024年9月22日    | 16:00 - 17:15    | 宇都宮市         | 【in栃木県・宇都宮市】2日連続放送 後編             | パルシステム生活協同組合連合会、ロッテ                             | |
| 7                | 2025年3月16日    | 22:00 - 23:18    | 高崎市           | ★大好評!第7弾【群馬県・高崎市をサステナブル散歩】  | セブン＆アイ・ホールディングス、ヤマダホールディングス             | |
| 7                | 2025年3月22日    | 16:00 - 16:30    | 高崎市           | ★【群馬県・高崎市をサステナブル散歩】完結編        | ファミリーマート                                                   | |

- テレビ東京 SDGsウイークエンド「みんなと、SDGs」：公式ホームページ
- 「こねこフィルム」と「モヤモヤさまぁ～ずSDGs」のスペシャルコラボミニドラマ

2024年9月9日から「こねこフィルム」公式TikTok、X、YouTubeチャンネルなどで配信。
出演：さまぁ～ず、田中瞳（テレビ東京アナウンサー）、赤間麻里子、半田周平、吉岡優希、小川佑
企画：テレビ東京、こねこフィルム
| 2024年 | 2024年   | 2024年     | 2024年                                                   | 2024年  | 2024年 | 2024年 |
| 話     | 配信開始 | テーマ     | タイトル                                                 | 時間    | 備考   |        |
| ------ | -------- | ---------- | -------------------------------------------------------- | ------- | ------ | ------ |
| 1      | 9月9日   | SDGs       | コンビニでSDGs意識しすぎるモヤさま一行                   | 1分18秒 |        |        |
| 2      | 9月10日  | フードロス | 手前取りさせたいコンビニ店長VS奥から取りたいモヤさま一行 | 1分41秒 |        |        |

## モヤモヤさまぁ〜ずEXPO
2023年10月3日から11月18日まで、月曜から金曜の深夜帯（2時頃）で毎回5分ほどの枠（本編は90秒ほど）を基本に放送していたスピンオフ企画番組。
タイトルロゴは『モヤモヤさまぁ〜ずEXPO』だが、タイトルコールやラテ欄では『モヤさまEXPO』と表現される。
スタッフが見つけてきたモヤモヤする品物をさまぁ～ずがイジる企画。
2023年11月19日放送の特番『モヤモヤさまぁ〜ず2SP【大江＆ザキヤマ参戦!テレ東18番組と勝手に繋がる】』では、番組内のコーナーとして特別編が放送された。
2023年10月7日放送の『モヤモヤさまぁ〜ず2』エンディングで田中アナが代読した伊藤制作局長（元P）からの手紙では、土曜昼への引っ越しで4分ほど短くなった放送時間に寂しさを感じる視聴者の声に応えるべく短くなった分を補填するミニ番組を企画化したこと、週一では物足りないので月曜日から金曜日までの深夜帯にあるミニ枠を確保したこと、内容としては短時間でできるグッズ紹介に特化したことが述べられていた。
お試しで「エアーピロー」を紹介した。
- 出演：さまぁ～ず、田中瞳（テレビ東京アナウンサー）
- ディレクター：星野啓祐（AD）、小畠彩乃（AD）

| 2023年 | 2023年                 | 2023年 | 2023年 |
| 週     | グッズテーマ           | 放送日時「品物」 | 備考   |
| ------ | ---------------------- | --- | ------ |
| 1      | 移動                   | 10月3日2:30－2:35「ラゲッジスケール」、10月4日2:30－2:35「スマートタグ」、10月5日2:00－2:05「ミミペット」、10月6日2:00－2:05「携帯おにぎり」、10月7日2:23－2:30「ルミベイビー」                                                                                          | -      |
| 2      | 気持ちいいもの         | 10月10日2:30－2:35「スクイーズ」、10月11日2:30－2:35「ドゥードゥルジャムズ」、10月12日2:10－2:15「シズク」、10月13日2:00－2:05「カオマル」、10月14日2:23－2:30「ねこ湯たんぽ」                                                                                           | -      |
| 3      | 気になる文房具         | 10月17日2:30－2:35「スマート姿勢改善ペン」、10月18日2:30－2:35「ウェアラブルメモ」、10月19日2:00－2:05「消え〜るメモ」、10月20日2:00－2:05「のび〜るマグネット」、10月21日2:23－2:30「フードペン」                                                                       | -      |
| 4      | コンディションを整える | 10月24日2:30－2:35「スマイリーエクササイズ」、10月25日2:30－2:35「ツノザウルス」、10月26日2:10－2:15「コロバネーゼ」、10月27日2:00－2:05「スーハーマン」、10月28日2:23－2:30「グチのつぼ」                                                                               | -      |
| 5      | 押す                   | 10月31日2:30－2:35「ビッグエンターキー」、11月1日2:30－2:35「Baiin！Man/Cat」、11月2日2:10－2:15「自動ペットボトルオープナー」、11月3日2:00－2:05「びりびりのカッターナイフ」、11月4日2:23－2:30「ジョークTシャツ」                                                      | -      |
| 6      | 鳴らすもの             | 11月7日2:30－2:35「スリットドラム」、11月8日2:30－2:35「みずいろクリップ」、11月9日2:10－2:15「くしゃみのモアイ」、11月10日2:00－2:05「スライドホイッスル」、11月11日2:53－3:00「モノヲト」                                                                              | -      |
| 7      | 今日のグッズ           | 11月14日2:30－2:35「モヤさまカレンダー2024」 | -      |
| 7      | テレ東60祭             | 11月15日2:30－2:35「五目あんかけ焼きそば（マルハニチロ）」、11月16日2:10－2:15「日清やみつきオイル」、11月17日2:00－2:05「ジャーにゃんペーパークラフト＆トートバッグ（求人ジャーナル）」、11月18日2:23－2:30「やき おにおフライングディスク&レジャーシート（ニッスイ）」 | -      |
| 特番   | ゴールド               | 11月19日「金太郎になれる衣装」、「R-1 The GOLD」 | -      |

2024年5月4日放送の『モヤさま』で、収録後の事情で足りなくなった尺を埋めるため、急遽別日に収録した「モヤモヤさまぁ〜ずEXPO」を本編のエンディング後に放送した。
- グッズテーマ：ハワイ
- 品物：ハワイアングッズ5点セット、イリイリ、ハワイアンルームスプレー

## ギジナマさまぁ～ず30
2023年1月にTverで「TVer独占祭り」として配信。
- モヤさま本編のロケ開始前に30分間ブラブラする様子を「編集が面倒」という理由で生放送風にノーカット映像を配信。
- モヤさまのADが「もうすぐディレクター」として演出を担当する。
- 配信できない内容の発言には音声を銃声に差し替え、口元を「生」というふきだしで隠している。
- ギジナマ・ミッション：田中アナが選んだカードに書かれた内容をさまぁ～ずにも内緒でモヤさま本編中に遂行しなければならない。
- 2025年7月12日の5代目登場回では、グアムでの撮れ高確保のために「ギジナマさまぁ～ず in 遊園地」と題して10分間ノーカットの収録を行った。

| 2023年1月10日・17日 | 2023年1月10日・17日  | 2023年1月10日・17日 | 2023年1月10日・17日  | 2023年1月10日・17日       | 2023年1月10日・17日                                | 2023年1月10日・17日 |
| 回                  | 配信開始日時（TVer） | サブタイトル        | もうすぐディレクター | タイトルコール            | ギジナマ・ミッション                               | 備考                |
| ------------------- | -------------------- | ------------------- | -------------------- | ------------------------- | -------------------------------------------------- | ------------------- |
| 1                   | 1月10日 22:36        | 鎌倉編              | 桶谷宗太AD           | DAIGOの「ウィッシュ！」風 | 嘘泣きで変な空気にする                             | -                   |
| 2                   | 1月17日              | 蕨編                | 福田莉於AD           | ルダハート風              | ダンディ坂野のように「ゲッツ！」してフレームアウト | -                   |

## あさモヤさまぁ～ず2
『あさモヤさまぁ～ず2』は、テレビ東京で2021年10月16日から2022年4月2日まで毎週土曜5:30 - 6:00に放送されていたバラエティ番組。略称は『あさモヤ』。

### 概要
2021年10月の『モヤモヤさまぁ～ず2』改編（放送枠変更、放送時間縮小）に伴い、スピンオフ番組としてスタート。初回放送時の加藤総合チーフADの説明によると、『あさモヤ』は"町"を歩く番組、『モヤさま』は"街"を歩く番組という違いがあるとの事。エンディングテーマは『モヤさま』と同じ楽曲を使用。ロゴの「あさ」は黄色で、「2」はニワトリをイメージしたものになっており、色は白で鶏冠と嘴が加えられている。また、文字の後ろのモヤモヤが雲になっており、上部から太陽が出ている。
その後、2022年4月の『モヤさま』改編（放送枠変更、放送時間拡大）に統合される形で終了した。なお、3月12日放送の番組内で終了を告げた狩野アナは、その理由を「（スタッフが）気づいたんだそうです。（各回ごとの放送時間が）『短いね』って…」と述べている。

#### 番組終了後
2022年4月以降の『モヤさま』で本番組の主旨に基づいたあさモヤ・テイスト回が5月までほぼ隔週放送された。その際は、タイトルロゴや画面右上に表示される番組ロゴが本番組を踏襲したデザインになっていた。
タイトルロゴ：本番組ではお日様だった部分が三日月に変更された。
画面右上に表示される番組ロゴ：「モヤ」が黄色、「2」が本番組同様（ただし、いびきをかいて寝ている）ニワトリになっていた。

### 出演者

#### レギュラー出演（MC）
- さまぁ～ず
- 田中瞳（テレビ東京アナウンサー）[注 54]

#### ナレーター
- ショウ君（HOYA）

#### ゲスト
- ふかわりょう
第1回 - 朝5時半過ぎに電話で起こされて出演。寝起きティン！を生披露。
第23回（最終回） - 電話で参加。今回の枠移行をネットで知ったとの事。去り際にティン！を生披露。
- 細野晴臣
第1回 - お祝いメッセージを提供。田中アナが代読する。

### 放送リスト
※放送時間：土曜 5:30 - 6:00
- 放送回凡例：
※赤地・太字はスペシャル回。

| 2021年10月16日 - 12月25日 | 2021年10月16日 - 12月25日    | 2021年10月16日 - 12月25日 | 2021年10月16日 - 12月25日                          | 2021年10月16日 - 12月25日                                                      | 2021年10月16日 - 12月25日 | 2021年10月16日 - 12月25日 |
| 放送回                    | 訪問場所                     | 放送日                    | サブタイトル                                       | 備考                                                                           | DVD 収録                  |                           |
| ------------------------- | ---------------------------- | ------------------------- | -------------------------------------------------- | ------------------------------------------------------------------------------ | ------------------------- | ------------------------- |
| 1                         | 氷川神社 (中野区沼袋)        | 10月16日                  | 初回記念！朝5時台を体感しよう！疑似生放送に挑戦    | 細野晴臣からお祝いメッセージ インスタライブを緊急開催 ふかわにドッキリ朝生電話 | -                         |                           |
| 2                         | 埼玉県鴻巣市北新宿           | 10月23日                  | モヤさまの聖地!北新宿なのに埼玉県・鴻巣市ブラブラ  | あさモヤジングル発表                                                           | -                         |                           |
| 3                         | 埼玉県鴻巣市北新宿           | 10月30日                  | 埼玉県の北新宿を町ブラ！奇跡のとれ高ザックザク     | -                                                                              | -                         |                           |
| 4                         | 埼玉県鴻巣市北新宿           | 11月6日                   | 埼玉県・北新宿が完結！ニューとれ高アイテムが登場！ | とれ高チェア初登場 次の町候補が書かれたサイコロ初登場（北のつく地名）          | -                         |                           |
| 5                         | 千葉県銚子市北小川町         | 11月13日                  | 千葉県銚子市の北小川町で町ブラ！町の半分が●●!?     | -                                                                              | -                         |                           |
| 6                         | 千葉県銚子市北小川町         | 11月20日                  | 千葉県銚子市北小川町！クモとミノムシと卵の白身の回 | -                                                                              | -                         |                           |
| 7                         | 千葉県銚子市北小川町・外川町 | 12月4日                   | 銚子市北小川町(3)〜ぬれせん法師は2枚いらないの回   | -                                                                              | -                         |                           |
| 8                         | 千葉県銚子市外川町           | 12月11日                  | 銚子シリーズ完結編！最後はチョボクリ感動の回       | 次の町サイコロ（よく聞く名字）                                                 | -                         |                           |
| 9                         | 東京都あきる野市山田         | 12月18日                  | 東京あきる野市の町！山田をほっつき歩くの回         | -                                                                              | -                         |                           |
| 10                        | 東京都あきる野市山田         | 12月25日                  | あきる野市山田(2)〜駆け上がれ！デコボコ坂の回      | -                                                                              | -                         |                           |

| 2022年1月8日 - 4月2日 | 2022年1月8日 - 4月2日            | 2022年1月8日 - 4月2日 | 2022年1月8日 - 4月2日                              | 2022年1月8日 - 4月2日 | 2022年1月8日 - 4月2日 | 2022年1月8日 - 4月2日 |
| 放送回                | 訪問場所                         | 放送日                | サブタイトル                                       | 備考 | DVD 収録              |                       |
| --------------------- | -------------------------------- | --------------------- | -------------------------------------------------- | --- | --------------------- | --------------------- |
| 11                    | 東京都あきる野市山田             | 1月8日                | あきる野市 山田(3)〜チックスは何かおかしいぞの回   | - | -                     |                       |
| 12                    | 東京都あきる野市山田             | 1月15日               | あきる野市山田(4)〜完結編！すべての山田に感謝を〜  | - | -                     |                       |
| 13                    | 千葉県流山市北                   | 1月22日               | 千葉県流山市“北” 燃える闘魂と甕は関係ないぞの回    | - | -                     |                       |
| 14                    | 千葉県流山市北                   | 1月29日               | 千葉県流山市“北”(2) 北の名曲に出会いましたの回     | - | -                     |                       |
| 15                    | 千葉県流山市北                   | 2月5日                | 千葉県流山市“北”(3) 完結編！北よ、さらばの回       | とれ高ブランケット初登場 次の町サイコロ（女優の名字） | -                     |                       |
| 16                    | 埼玉県熊谷市広瀬                 | 2月12日               | 埼玉県熊谷市の広瀬 昭和モノマネをゲットだぜ！の回  | - | -                     |                       |
| 17                    | 埼玉県熊谷市広瀬                 | 2月19日               | 埼玉県熊谷市・広瀬(2) 卵が割れたら突入だ！の回     | - | -                     |                       |
| 18                    | 埼玉県熊谷市広瀬                 | 2月26日               | 熊谷市・広瀬完結編！全ての広瀬さん、ありがとう。   | 次の町サイコロ（男優の名字） | -                     |                       |
| 19                    | テレビ東京神谷町スタジオ         | 3月5日                | 緊急事態発生！ロケ中止ですが1本撮りますの回        | 話しまくれとれ高チェアトークSP 悪天候のため屋外ロケ中止 田中アナ欠席のため狩野アナ出演 インスタライブを緊急開催 モヤさま重大発表前振り                                              | -                     |                       |
| 20                    | 埼玉県北葛飾郡松伏町田中         | 3月12日               | 埼玉県にある町・田中！テレビとハワイが好きだ！の回 | 前週の『モヤさま』重大発表（枠移動）の続きで、『あさモヤ』が4月から『モヤさま』に「ガッシャーンする」と狩野アナが発表。 オープニングではショウ君が「あさモヤは後4回です」と伝える。 | -                     |                       |
| 21                    | 埼玉県北葛飾郡松伏町田中         | 3月19日               | 埼玉県・松伏町の田中！田中のコートが大変だ！の回   | - | -                     |                       |
| 22                    | 埼玉県北葛飾郡松伏町田中         | 3月26日               | 埼玉県の田中完結編！三村が奇跡を起こしたぞ！の回   | - | -                     |                       |
| 23（最終回）          | 興福寺（千葉県山武市松尾町谷津） | 4月2日                | 最後は疑似生放送をやっちゃうぞSP                   | 夜用ジングル作成進捗 るるぶ『モヤさま』本発売予告 ふかわと生電話 火曜日引越後の『あさモヤ』テイスト回で使用するタイトルロゴ発表                                                     | -                     |                       |

| テレビ東京 土曜5:30 - 5:45枠   | テレビ東京 土曜5:30 - 5:45枠                          | テレビ東京 土曜5:30 - 5:45枠                            |
| 前番組                         | 番組名                                                | 次番組                                                  |
| ------------------------------ | ----------------------------------------------------- | ------------------------------------------------------- |
| ものスタ サタデー ※4:23 - 5:45 | あさモヤさまぁ〜ず2 （2021年10月16日 - 2022年4月2日） | ものスタ サタデー ※4:30 - 5:55                          |
| テレビ東京 土曜5:45 - 6:00枠   |                                                       |                                                         |
| Eネ!                           | あさモヤさまぁ〜ず2 （2021年10月16日 - 2022年4月2日） | ものスタ サタデー ※4:30 - 5:55さらにParavi ※5:55 - 6:00 |

## 配信番組

### DMM TV
『モヤモヤさまぁ〜ず やっぱりTHEリゾート なんだかんだでハワイだよね2024』
1. テンションガリアーな1日目（配信開始：2024年4月27日、67分）
2. グッとくる様式美な2日目（配信開始：2024年5月4日、60分）

『モヤモヤさまぁ〜ず2 やっぱりTHEリゾート めんそ〜れ！沖縄＆石垣島2024』
1. THEリゾート地でらしくない1日目（配信開始：2024年7月13日、64分）
2. ハプニング祭！ちょっちゅね〜な2日目（配信開始：2024年7月20日、70分）

## 関連商品

### 書籍
『るるぶ モヤモヤさまぁ～ず2 紙書籍版』
JTB MOOK、2022年4月18日発売、JTBパブリッシング ISBN 978-4533149283。

### ゲームアプリ
『モヤモヤさまぁ〜ず2 とれ高サイコロ』
Androidアプリ、2012年6月25日配信開始、テレビ東京ブロードバンド。

### DVD
発売元：テレビ東京
- DVDは年に1回のペースで発売されており、単品のDVD1本とDVD2本が収納されたDVD-BOXの計2種類を同時発売している。
- いずれのDVDも、レンタル用には特典映像・隠し特典映像・副音声は未収録である。2017年の「10周年スペシャル」で停止している。

▼販売元：東宝
| vol.1・2・3（2008年3月28日発売）                                                                      | vol.1・2・3（2008年3月28日発売）                                                    | vol.1・2・3（2008年3月28日発売）                                      |
| --- | ----------------------------------------------------------------------------------- | --------------------------------------------------------------------- |
| vol.1 伝説のお正月SP                                                                                  | 収録内容：北新宿／西新宿／北池袋                                                    | 収録内容：北新宿／西新宿／北池袋                                      |
| vol.1 伝説のお正月SP                                                                                  | 特典映像(1)：『さまぁ〜ずVS伊藤プロデューサー 初打合せ未公開シーン』                |                                                                       |
| vol.1 伝説のお正月SP                                                                                  | 特典映像(2)：『大江が番組を降りると言い出した!10･14あまりにも酷かったセクハラ事件』 |                                                                       |
| vol.1 伝説のお正月SP                                                                                  | 隠し特典映像：『モヤモヤしろぉ〜ず2 〜北新宿編〜（1）』                             |                                                                       |
| vol.2 & vol.3 2枚組BOX                                                                                | vol.2                                                                               | 収録内容：北新宿／東中野／月島                                        |
| vol.2 & vol.3 2枚組BOX                                                                                | vol.2                                                                               | 特典映像(1)：『マジ過ぎて放送できなかった!8･1さまぁ〜ず大ゲンカ事件』 |
| vol.2 & vol.3 2枚組BOX                                                                                | vol.2                                                                               | 特典映像(2)：『スタッフ全員涙した!7･14奇跡の感動ストーリー』          |
| vol.2 & vol.3 2枚組BOX                                                                                | vol.2                                                                               | 隠し特典映像：『モヤモヤしろぉ〜ず2 〜北新宿編〜（2）』               |
| vol.2 & vol.3 2枚組BOX                                                                                | vol.3                                                                               | 収録内容：東麻布／ハワイ／北赤羽                                      |
| vol.2 & vol.3 2枚組BOX                                                                                | vol.3                                                                               | 特典映像：『大江アナが選ぶ歴代ドイヒーセクハラBEST3（理由付き）』     |
| vol.2 & vol.3 2枚組BOX                                                                                | vol.3                                                                               | 隠し特典映像：『モヤモヤしろぉ〜ず2 〜北新宿編〜（3）』               |
| vol.2 & vol.3 2枚組BOX                                                                                | 初回生産分にはモヤモヤ携帯スクリーンシール付き。                                    |                                                                       |
| 全てのディスクに、「大江アナウンサー&竜王は生きていた君の“完全に雑談”オーディオコメンタリー」を収録。 |                                                                                     |                                                                       |

▼販売元：ソニー・ミュージックディストリビューション
| vol.4・5・6（2009年4月1日発売）                                                                       | vol.4・5・6（2009年4月1日発売）                                                | vol.4・5・6（2009年4月1日発売）                                                  |
| --- | ------------------------------------------------------------------------------ | -------------------------------------------------------------------------------- |
| vol.4 & vol.5 2枚組BOX                                                                                | vol.4                                                                          | 収録内容：新高円寺／浅草橋／吉原／合羽橋／東上野                                 |
| vol.4 & vol.5 2枚組BOX                                                                                | vol.4                                                                          | 特典映像：『スタッフの悩みを一刀両断!激闘!さまぁ〜ずVS妖怪 雨降らし』            |
| vol.4 & vol.5 2枚組BOX                                                                                | vol.4                                                                          | 隠し特典映像：『モヤモヤしろぉ〜ず2 〜祐天寺編〜（1）』                          |
| vol.4 & vol.5 2枚組BOX                                                                                | vol.5                                                                          | 収録内容：駒込／田端／北品川                                                     |
| vol.4 & vol.5 2枚組BOX                                                                                | vol.5                                                                          | 特典映像：『大江アナ&中田D&松本MGがガールズトークを炸裂!特別企画モヤモヤスーボ』 |
| vol.4 & vol.5 2枚組BOX                                                                                | vol.5                                                                          | 隠し特典映像：『モヤモヤしろぉ〜ず2 〜祐天寺編〜（2）』                          |
| vol.4 & vol.5 2枚組BOX                                                                                | 初回生産分には、ハワイの欠番エピソード2話を収録した幻ディスク「vol.3.5」付き。 |                                                                                  |
| vol.6                                                                                                 | 収録内容：常磐線SP（三河島・綾瀬・金町）／シンガポール                         | 収録内容：常磐線SP（三河島・綾瀬・金町）／シンガポール                           |
| vol.6                                                                                                 | 特典映像(1)：『超秘蔵映像!さまぁ〜ずが祝福 大江アナバースデー2年分』           |                                                                                  |
| vol.6                                                                                                 | 特典映像(2)：『無謀な戦いはここから始まった!伊藤Pゴールデン告知完全版』        |                                                                                  |
| vol.6                                                                                                 | 隠し特典映像：『モヤモヤしろぉ〜ず2 〜祐天寺編〜（3）』                        |                                                                                  |
| 全てのディスクに、「大江アナウンサー&竜王は生きていた君の“完全に雑談”オーディオコメンタリー」を収録。 |                                                                                |                                                                                  |

▼販売元：アニプレックス
| vol.7・8・9（2010年2月24日発売） | vol.7・8・9（2010年2月24日発売）                                                                        | vol.7・8・9（2010年2月24日発売）                                                             |
| --- | --- | -------------------------------------------------------------------------------------------- |
| vol.7 & vol.8 2枚組BOX | vol.7                                                                                                   | 収録内容：西荻窪／シンガポール／東北沢／駒場東大前／白金／東京駅周辺                         |
| vol.7 & vol.8 2枚組BOX | vol.7                                                                                                   | 特典映像：『さまぁ〜ず&大江アナがテレ東社内のモヤモヤSPOT巡り（1） 〜社屋入り口&制作局編〜』 |
| vol.7 & vol.8 2枚組BOX | vol.7                                                                                                   | 隠し特典映像：『モヤモヤしろぉ〜ず2 FINAL 〜北品川編〜（1）』                                |
| vol.7 & vol.8 2枚組BOX | vol.8                                                                                                   | 収録内容：恵比寿／東京ドーム周辺／四ツ谷／東京タワー周辺                                     |
| vol.7 & vol.8 2枚組BOX | vol.8                                                                                                   | 特典映像：『さまぁ〜ず&大江アナがテレ東社内のモヤモヤSPOT巡り（2） 〜アナウンス室編〜』      |
| vol.7 & vol.8 2枚組BOX | vol.8                                                                                                   | 隠し特典映像：『モヤモヤしろぉ〜ず2 FINAL 〜北品川編〜（2）』                                |
| vol.7 & vol.8 2枚組BOX | 初回生産分には、シンガポールの欠番エピソードを収録した幻ディスク「vol.7.5」付き。                       |                                                                                              |
| vol.9 | 収録内容：モヤさまHAWAIIシリーズ（ハワイ2008／ハワイ2009）                                              | 収録内容：モヤさまHAWAIIシリーズ（ハワイ2008／ハワイ2009）                                   |
| vol.9 | 特典映像(1)：『衝撃秘蔵映像!!大江アナがハワイで水着姿に!?』                                             |                                                                                              |
| vol.9 | 特典映像(2)：『さまぁ〜ず&大江アナがテレ東社内のモヤモヤSPOT巡り（3） 〜アリケン構成会議室&社長室編〜』 |                                                                                              |
| vol.9 | 隠し特典映像：『モヤモヤしろぉ〜ず2 FINAL 〜北品川編〜（3）』                                           |                                                                                              |
| 全てのディスクに、「大江アナ&北本かつらによる雑談風副音声」付き。                                                                             | |                                                                                              |
| vol.7〜9の全巻購入者を対象に、抽選で3000名に「台風のため途中で中止になった、初台&幡ヶ谷」を収録した『モヤさまコレクターズDISC』をプレゼント。 | |                                                                                              |

| vol.10・11・12（2011年2月2日発売）                                                                                                | vol.10・11・12（2011年2月2日発売） | vol.10・11・12（2011年2月2日発売）                                                         |
| --- | --- | ------------------------------------------------------------------------------------------ |
| vol.10 & vol.11 2枚組BOX | vol.10 | 収録内容：北池袋／砂町／高田馬場                                                           |
| vol.10 & vol.11 2枚組BOX | vol.10 | 特典映像(1)：『ハワイ撮りおろし! がっつき特典映像（1） 〜お礼参り前編〜』                  |
| vol.10 & vol.11 2枚組BOX | vol.10 | 特典映像(2)：『帰ってきた! モヤモヤしろぉ〜ず2 〜プロローグ〜』                            |
| vol.10 & vol.11 2枚組BOX | vol.10 | 隠し特典映像：『帰ってきた! モヤモヤしろぉ〜ず2 〜月島編〜（1）』                          |
| vol.10 & vol.11 2枚組BOX | vol.11 | 収録内容：谷根千（谷中・根津）／幡ヶ谷／初台／都立大学周辺／祐天寺                         |
| vol.10 & vol.11 2枚組BOX | vol.11 | 特典映像(1)：『ハワイ撮りおろし! がっつき特典映像（2） 〜ラジコンリベンジ編〜』            |
| vol.10 & vol.11 2枚組BOX | vol.11 | 特典映像(2)：『大江アナの自分で行ってみたやってみた 前編』                                 |
| vol.10 & vol.11 2枚組BOX | vol.11 | 隠し特典映像：『帰ってきた! モヤモヤしろぉ〜ず2 〜月島編〜（2）』                          |
| vol.10 & vol.11 2枚組BOX | 初回生産分には、「舎人ライナーハガキ抽選会」&「モヤめしランキング」を収録した特典ディスク「vol.10.5」付き。                                  |                                                                                            |
| vol.12 | 収録内容：日暮里・舎人ライナーSP（赤土小学校前・西新井大師西・見沼代親水公園）／花小金井SP                                                   | 収録内容：日暮里・舎人ライナーSP（赤土小学校前・西新井大師西・見沼代親水公園）／花小金井SP |
| vol.12 | 特典映像(1)：『ハワイ撮りおろし! がっつき特典映像（3） 〜お礼参り後編〜』                                                                    |                                                                                            |
| vol.12 | 特典映像(2)：『ハワイ撮りおろし! がっつき特典映像（4） 〜とれ高サイコロその後…編〜』                                                         |                                                                                            |
| vol.12 | 特典映像(3)：『大江アナの自分で行ってみたやってみた 後編』                                                                                   |                                                                                            |
| vol.12 | 隠し特典映像：『帰ってきた! モヤモヤしろぉ〜ず2 〜月島編〜（3）』                                                                            |                                                                                            |
| vol.12 | 初回生産分には、『大江麻理子のハガキコーナー 完全版?』を収録した特典ディスク「vol.12.5」と『さまぁ〜ず着色!HAWAIIモヤモヤMAPポスター』付き。 |                                                                                            |
| 全てのディスクに、「大江アナ&北本かつらによる雑談風オーディオコメンタリー」付き。                                                 | |                                                                                            |
| vol.10〜12の全巻購入者を対象に、抽選で「モヤさまの黒い歴史…モヤさまin北海道」を収録した『モヤさまコレクターズDISC』をプレゼント。 | |                                                                                            |

| vol.13・14・15（2012年2月1日発売） | vol.13・14・15（2012年2月1日発売）                                                                              | vol.13・14・15（2012年2月1日発売）                         |
| --- | --- | ---------------------------------------------------------- |
| vol.13 & vol.14 2枚組BOX | vol.13 | 収録内容：経堂／千歳船橋／大山／常盤台／蒲田               |
| vol.13 & vol.14 2枚組BOX | vol.13 | 特典映像：『遂に情報解禁…密着! モヤさまができるまで（1）』 |
| vol.13 & vol.14 2枚組BOX | vol.14 | 収録内容：六本木／赤坂／三軒茶屋／目黒／自由が丘           |
| vol.13 & vol.14 2枚組BOX | vol.14 | 特典映像：『遂に情報解禁…密着! モヤさまができるまで（2）』 |
| vol.13 & vol.14 2枚組BOX | 初回生産分には、「大江麻理子のハガキコーナー SEASON 2」を収録した特典ディスク「vol.14.5」付き。                 |                                                            |
| vol.15 | 収録内容：モヤさまHAWAIIシリーズ（ハワイ2010／ハワイ2011）                                                      | 収録内容：モヤさまHAWAIIシリーズ（ハワイ2010／ハワイ2011） |
| vol.15 | 特典映像：『遂に情報解禁…密着! モヤさまができるまで（3）』                                                      |                                                            |
| vol.15 | 初回生産分には、「エピソード消化が遅れ気味なので禁断の搭載 大塚／目白」を収録した特典ディスク「vol.15.5」付き。 |                                                            |
| 全てのディスクに、「大江アナ&北本かつらによる雑談風オーディオコメンタリー」付き。                                                            | |                                                            |
| vol.13〜15の全巻購入者を対象に、抽選で「エピソード消化が遅れ気味なので… 中野／新井薬師」を収録した『モヤさまコレクターズDISC』をプレゼント。 | |                                                            |

| vol.16・17・18・19（2013年3月6日発売） | vol.16・17・18・19（2013年3月6日発売）                                                              | vol.16・17・18・19（2013年3月6日発売）                                         |
| --- | --------------------------------------------------------------------------------------------------- | ------------------------------------------------------------------------------ |
| vol.16 & vol.17 2枚組BOX | vol.16                                                                                              | 収録内容：天空橋／下赤塚／桜新町／用賀／千歳烏山                               |
| vol.16 & vol.17 2枚組BOX | vol.16                                                                                              | 特典映像：『実録!シンガポール・ドキュメント さまぁ〜ずと高級時計と伊藤P（1）』 |
| vol.16 & vol.17 2枚組BOX | vol.17                                                                                              | 収録内容：大森／上野／湯島／亀有／柴又                                         |
| vol.16 & vol.17 2枚組BOX | vol.17                                                                                              | 特典映像：『実録!シンガポール・ドキュメント さまぁ〜ずと高級時計と伊藤P（2）』 |
| vol.16 & vol.17 2枚組BOX | 初回生産分には、「コレクターズDISC応募券」と「大江アナが描いた!ショウ君イラストステッカー」付き。   |                                                                                |
| vol.18 & vol.19 2枚組BOX | vol.18                                                                                              | 収録内容：大井町／阿佐ヶ谷／両国                                               |
| vol.18 & vol.19 2枚組BOX | vol.18                                                                                              | 特典映像：『実録!シンガポール・ドキュメント さまぁ〜ずと高級時計と伊藤P（3）』 |
| vol.18 & vol.19 2枚組BOX | vol.19                                                                                              | 収録内容：御茶ノ水／南千住／滝野川                                             |
| vol.18 & vol.19 2枚組BOX | vol.19                                                                                              | 特典映像：『実録!シンガポール・ドキュメント さまぁ〜ずと高級時計と伊藤P（4）』 |
| vol.18 & vol.19 2枚組BOX | 初回生産分には、「コレクターズDISC応募封筒」と「大江アナが描いた!ショウ君イラストステッカー」付き。 |                                                                                |
| vol.16〜19の全巻購入者を対象に、「天気が悪かったので歯抜けにしたけど、リアルにコンプしたい人用DISC 落合／江古田+おまけでショウ君のペラ1」を収録した『モヤさまコレクターズDISC』&モヤさまステッカーを応募者全員にプレゼント。 | |                                                                                |

| 大江アナ卒業記念スペシャル 鎌倉&ニューヨーク ディレクターズカット版（2013年9月25日発売） |
| ---------------------------------------------------------------------------------------- |
| 収録内容：鎌倉&ニューヨーク                                                              |
| 特典映像(1)：卒業後の初カラミ!? はDVD撮り下ろし さまぁ〜ずと大江アナと5つの質問 in NY    |
| 特典映像(2)：立川での大江アナ卒業発表シーン                                              |
| 隠し特典映像：「モーニングサテライト」大江アナ初登場シーン                               |

| vol.20・21（2014年6月4日発売） | vol.20・21（2014年6月4日発売）                                                                      | vol.20・21（2014年6月4日発売）                                               |
| ------------------------------ | --------------------------------------------------------------------------------------------------- | ---------------------------------------------------------------------------- |
| vol.20 & vol.21 2枚組BOX       | vol.20                                                                                              | 収録内容：北新宿／原宿／表参道／月島／勝どき                                 |
| vol.20 & vol.21 2枚組BOX       | vol.20                                                                                              | 特典映像：『関係者の証言から紐解く！狩野アナとは一体、何者なのか？（前編）』 |
| vol.20 & vol.21 2枚組BOX       | vol.21                                                                                              | 収録内容：荻窪周辺／浜田山／永福町／中目黒周辺／水天宮周辺                   |
| vol.20 & vol.21 2枚組BOX       | vol.21                                                                                              | 特典映像：『関係者の証言から紐解く！狩野アナとは一体、何者なのか？（後編）』 |
| vol.20 & vol.21 2枚組BOX       | 初回生産分には、「さまぁ〜ず&狩野アナ&大江アナ初めての4ショット飲み会」を収録した、おまけDISC付き。 |                                                                              |

| vol.22・23（2015年2月25日発売） | vol.22・23（2015年2月25日発売）                                             | vol.22・23（2015年2月25日発売）                          |
| ------------------------------- | --------------------------------------------------------------------------- | -------------------------------------------------------- |
| vol.22 & vol.23 2枚組BOX        | vol.22                                                                      | 収録内容：駒込／田端／王子／十条／押上／赤羽             |
| vol.22 & vol.23 2枚組BOX        | vol.22                                                                      | 特典映像：『モヤさまアワード2014（前編）』               |
| vol.22 & vol.23 2枚組BOX        | vol.23                                                                      | 収録内容：浅草／池上線沿線／銀座／日光／吉祥寺／門前仲町 |
| vol.22 & vol.23 2枚組BOX        | vol.23                                                                      | 特典映像：『モヤさまアワード2014（後編）』               |
| vol.22 & vol.23 2枚組BOX        | 全てのディスクに、「狩野アナ&北本かつらによるオーディオコメンタリー」付き。 |                                                          |

| vol.24・25・26・27（2016年3月23日発売） | vol.24・25・26・27（2016年3月23日発売）                                                                                                  | vol.24・25・26・27（2016年3月23日発売）                                         |
| --- | --- | ------------------------------------------------------------------------------- |
| vol.24 & vol.25 2枚組BOX | vol.24 | 収録内容：神楽坂／二子玉川／小田原／箱根／西新宿／西新井大師／深川／等々力      |
| vol.24 & vol.25 2枚組BOX | vol.24 | 特典映像：『完全にホームビテオですいません「ゆるグダ！モヤさま大宴会in箱根」①』 |
| vol.24 & vol.25 2枚組BOX | vol.25 | 収録内容：戸越銀座／神田／立石／経堂／横浜／調布／船橋                          |
| vol.24 & vol.25 2枚組BOX | vol.25 | 特典映像：『完全にホームビテオですいません「ゆるグダ！モヤさま大宴会in箱根」②』 |
| vol.24 & vol.25 2枚組BOX | 初回生産分には、「大江アナがモヤさま卒業宣言！涙の立川」を収録した特典DISC「vol.25.5」と「モヤさまコレクターズDISC応募用封筒」付き。     |                                                                                 |
| vol.26 & vol.27 2枚組BOX | vol.26 | 収録内容：伊豆／修善寺／名古屋／犬山／京都／滋賀／長崎／佐世保                  |
| vol.26 & vol.27 2枚組BOX | vol.26 | 特典映像：『完全にホームビテオですいません「ゆるグダ！モヤさま大宴会in箱根」③』 |
| vol.26 & vol.27 2枚組BOX | vol.27 | 収録内容：シドニー／ハワイ2012／シンガポール2012                                |
| vol.26 & vol.27 2枚組BOX | vol.27 | 特典映像：『完全にホームビテオですいません「ゆるグダ！モヤさま大宴会in箱根」④』 |
| vol.26 & vol.27 2枚組BOX | 初回生産分には、「伝説の『ブラジル好き？』倉敷／岡山」を収録した特典DISC「vol.27.5」と「モヤさまコレクターズDISC応募用宛名シール」付き。 |                                                                                 |
| vol.24〜27の全巻購入者を対象に、抽選で「必見！2013年MVP・お茶屋のおやっさん収録 熱海」を収録した『モヤさまコレクターズDISC』をプレゼント。 全てのディスクに、「狩野アナ&北本かつらによるオーディオコメンタリー」付き。 | |                                                                                 |

| vol.28・29（2017年3月22日発売） | vol.28・29（2017年3月22日発売） | vol.28・29（2017年3月22日発売）                                                                   |
| ------------------------------- | ------------------------------- | ------------------------------------------------------------------------------------------------- |
| vol.28 & vol.29 2枚組BOX        | vol.28                          | 収録内容：北新宿／浦和／函館／ハワイ①／ハワイ②                                                    |
| vol.28 & vol.29 2枚組BOX        | vol.28                          | 特典映像：『狩野アナ&福田アナ&大竹&三村の4人で見る狩野アナ初登場回 in 北新宿 コメンタリー座談会』 |
| vol.28 & vol.29 2枚組BOX        | vol.29                          | 収録内容：松戸／羽田／千歳烏山／川越／広島                                                        |
| vol.28 & vol.29 2枚組BOX        | vol.29                          | 全てのディスクに、「狩野アナ&福田アナによるオーディオコメンタリー(話数限定)」付き。               |

| 狩野アナ卒業SP ディレクターズカット版（2017年3月22日発売）                              |
| --------------------------------------------------------------------------------------- |
| 収録内容：フェイク卒業 in 井の頭公園／狩野アナ卒業スペシャルinハワイ                    |
| 特典映像：リアル送別会inハワイのステーキ屋さん                                          |
| 隠し特典映像：狩野アナ自ら隠しを希望！報道から怒られちゃう特典映像                      |
| 副音声：「狩野アナ&福田アナによるオーディオコメンタリー(フェイク卒業、特典映像)」付き。 |
| 封入特典：フォトブックレット                                                            |

▼販売元：ソニー・ミュージックマーケティング
| 10周年記念 歴代メンバー全員集合スペシャル ディレクターズカット版 （2017年11月29日 DVD Blu-ray同時発売）                                                      |
| --- |
| 収録内容：【本編DISC】10周年記念スペシャル 北新宿／長野県上田・松本 （2017年4月30日放送）※未放送シーンを収録したディレクターズカット版                       |
| 特典映像：【おまけDISC】10周年特別企画 WEB限定動画「モヤさま歴代アシスタント大集合スペシャル」※WEB限定動画として公開中の番組スピンオフコンテンツを収録       |
| 初回限定封入特典： 「モヤモヤさまぁ～ず2 狩野アナベスト盤」アナログカセット※狩野アナ作詞・作曲・演奏・歌唱によるオリジナル曲「サンキュー」と「10周年」を収録 |

▼販売元：ソニー・ミュージックマーケティング／発売協力：テレビ東京メディアネット
| 世界ブラブラシリーズ 第1巻 ローマ編 （2018年7月4日 DVD Blu-ray同時発売） |
| --- |
| 収録内容：【本編DISC】モヤモヤさまぁ～ず2 in ローマ(2014年10月5日放送) |
| 特典映像：“大竹さん三村さん、私たちの話を聞いて！” 「モヤさま5人娘・ほろ酔いの赤裸々女子トーク」① |
| 初回限定封入特典：三村マサカズ画イラストステッカー さらに同時発売「ロンドン編」と合わせて2巻同時購入&応募すると抽選でモヤさまコレクターズDISC(DVD)、「これがないとコンプリートできない!! モヤモヤさまぁ～ず2 世界ブラブラシリーズ 第0巻 ハワイ2014＆2015」を3,000名様にプレゼント！＜応募ハガキ＞ |

| 世界ブラブラシリーズ 第2巻 ロンドン編 （2018年7月4日 DVD Blu-ray同時発売） |
| --- |
| 収録内容：【本編DISC】モヤモヤさまぁ～ず2 in ロンドン(2015年10月4日放送) |
| 特典映像：“大竹さん三村さん、私たちの話を聞いて！” 「モヤさま5人娘・ほろ酔いの赤裸々女子トーク」② |
| 初回限定封入特典：同時発売「ローマ編」と合わせて2巻同時購入&応募すると抽選でモヤさまコレクターズDISC(DVD)、「これがないとコンプリートできない!! モヤモヤさまぁ～ず2 世界ブラブラシリーズ 第0巻 ハワイ2014＆2015」を3,000名様にプレゼント！＜応募シール＞ |

| 大橋アナ卒業スペシャル in 下北沢（2018年7月4日 DVD Blu-ray同時発売）                                                          |
| --- |
| 収録内容(1)：『下北沢が爆笑した! 退社直前の大橋アナ登場SP』(2017年11月26日放送)                                               |
| 収録内容(2)：『大橋アナ卒業SP完結編 in 下北沢』(2017年12月10日放送)                                                           |
| 特典映像：“大竹さん三村さん、私たちの話を聞いて！”「モヤさま5人娘・ほろ酔いの赤裸々女子トーク」③                              |
| 初回限定封入特典：狩野アナ作詞・作曲「大橋さん」アナログカセットテープ※SIDE A 通常バージョン、SIDE B のびのびバージョンを収録 |

| vol.30・31（2019年10月30日発売） | vol.30・31（2019年10月30日発売）                                                 | vol.30・31（2019年10月30日発売）                                         |
| -------------------------------- | -------------------------------------------------------------------------------- | ------------------------------------------------------------------------ |
| vol.30 & vol.31 2枚組BOX         | vol.30                                                                           | 収録内容：横浜／熱海／初台・幡ヶ谷／武蔵小杉／品川／八王子／熊本         |
| vol.30 & vol.31 2枚組BOX         | vol.30                                                                           | 特典映像：狩野アベンジャーズ復活の朝 独占! 密着グイグイインタビュー      |
| vol.30 & vol.31 2枚組BOX         | vol.31                                                                           | 収録内容：狛江／阿佐ヶ谷・高円寺／川口／湯島／小金井／亀戸／香川県・琴平 |
| vol.30 & vol.31 2枚組BOX         | vol.31                                                                           | 特典映像：完全プライベート! 福田アナ涙の送別会~那覇編~                   |
| vol.30 & vol.31 2枚組BOX         | 初回限定封入特典：狩野アナ・珠玉の迷曲の数々をサンプリング!「爆笑EDMミックスCD」 |                                                                          |

| 福田アナ卒業スペシャル ディレクターズカット版（2019年10月30日 DVD Blu-ray同時発売） |
| ----------------------------------------------------------------------------------- |
| 収録内容(1)：『念願の地元凱旋!博多』(2019年5月19日放送)                             |
| 収録内容(2)：『思い出の地・沖縄久米島』(2019年5月26日放送)                          |
| 特典映像：完全プライベート! 福田アナ涙の送別会~久米島編~                            |
| 初回限定封入特典：フォトブックレット(カラー20ページ)                                |

| vol.32・33（2020年3月25日発売） | vol.32・33（2020年3月25日発売） | vol.32・33（2020年3月25日発売）                                                                    |
| ------------------------------- | ------------------------------- | -------------------------------------------------------------------------------------------------- |
| vol.32 & vol.33 2枚組BOX        | vol.32                          | 収録内容：神楽坂／横須賀／新井薬師前／小田原／学芸大学・祐天寺                                     |
| vol.32 & vol.33 2枚組BOX        | vol.32                          | 特典映像：勝手にやってた田中アナと狩野アナの謎のトークショーをさまぁ〜ずが抜き打ちチェック! (前編) |
| vol.32 & vol.33 2枚組BOX        | vol.33                          | 収録内容：静岡市／月島／仙台・松島／桜新町／和光市                                                 |
| vol.32 & vol.33 2枚組BOX        | vol.33                          | 特典映像：勝手にやってた田中アナと狩野アナの謎のトークショーをさまぁ〜ずが抜き打ちチェック! (後編) |

| vol.34・35（2020年12月23日発売） | vol.34・35（2020年12月23日発売） | vol.34・35（2020年12月23日発売）                                                 |
| -------------------------------- | -------------------------------- | -------------------------------------------------------------------------------- |
| vol.34 & vol.35 2枚組BOX         | vol.34                           | 収録内容：横浜／宇都宮／西新井／たまプラーザ／北九州／太宰府&福岡市              |
| vol.34 & vol.35 2枚組BOX         | vol.34                           | 特典映像：さまぁ〜ずが厳格チェック! 田中アナ＆福田アナのよそよそしいトーク(前編) |
| vol.34 & vol.35 2枚組BOX         | vol.35                           | 収録内容：白金／三軒茶屋＆下北沢／府中／ホーチミン①／ホーチミン②                 |
| vol.34 & vol.35 2枚組BOX         | vol.35                           | 特典映像：さまぁ〜ずが厳格チェック! 田中アナ＆福田アナのよそよそしいトーク(後編) |

| 田中瞳アナ 4代目ドッキリ就任SP In Hawaii ディレクターズカット版（2020年12月23日 DVD Blu-ray同時発売） |
| --- |
| 収録内容(1)：『ハワイ 前編』(2019年8月4日放送)                                                        |
| 収録内容(2)：『ハワイ 後編』(2019年8月11日放送)                                                       |
| 特典映像：モヤさま4代目アシスタント就任の裏側! 田中アナ・ニセ番組打合せ 完全版                        |

| vol.36・37（2021年6月30日発売） | vol.36・37（2021年6月30日発売） | vol.36・37（2021年6月30日発売）                                  |
| ------------------------------- | ------------------------------- | ---------------------------------------------------------------- |
| vol.36 & vol.37 2枚組BOX        | vol.36                          | 収録内容：兵庫県・神戸／鎌倉／中野／北池袋／代々木               |
| vol.36 & vol.37 2枚組BOX        | vol.36                          | 特典映像：さまぁ〜ずが田中アナに教える「モヤさま特別講座」(前編) |
| vol.36 & vol.37 2枚組BOX        | vol.37                          | 収録内容：王子／所沢／高田馬場／北海道・札幌／北海道・小樽       |
| vol.36 & vol.37 2枚組BOX        | vol.37                          | 特典映像：さまぁ〜ずが田中アナに教える「モヤさま特別講座」(後編) |

## 楽曲

### オープニングテーマ
- THE TOY DOLLS 「Dig That Groove Baby[注 58]」 （番組で概要を紹介・CM前に告知・CMで番宣・（深夜時代）次週の予告をする際にも使用）
- THE TOY DOLLS「Bless You My Son」（あさモヤさまぁ～ず2のオープニングで使用）
- Alfred Newman 「20世紀フォックス ファンファーレ（Twentieth Century Fox Fanfare）」（深夜時代「OAだけの特典映像」のコーナー・オープニング）

### 本編中で流れるBGM
- 提供ベースに流れるBGM
  - コニー・フランシス 「Stupid Cupid （間抜けなキューピッド)」

- 訪れる場所の紹介時に流れるBGM
  - 映画『スター・ウォーズ』のテーマ（冒頭部分）

- モヤモヤSPOTに流れるBGM
  - Fantastic Plastic Machine 「Fantastic Plastic World」

- 三村を取り上げる時に流れるBGM
  - 「ダメおやじの唄」（アニメ「ダメおやじ」オープニングテーマ）

- 大竹を取り上げる時に流れるBGM
  - トンガリキッズ「MEGANE（Ver.HANAGOE）」（トンガリキッズ I収録）[注 59]

- 田中アナを取り上げる時に流れるBGM
  - ガンズ・アンド・ローゼズ「スウィート・チャイルド・オブ・マイン」
  - CASCADE「アルパカライダー」

- 福田アナを取り上げる時に流れるBGM
  - 「いざゆけ若鷹軍団」（福岡ソフトバンクホークス公式球団歌）
  - 「歌えバンバン」（顎負傷弄りの際に使用）

- 狩野アナを取り上げる時に流れるBGM
  - 「肉・2×9・Rock'n Roll」（アニメ「キン肉マン」エンディングテーマ）

- 着替え待ちのときに流れるBGM
  - 「おしゃれめさるな」（アニメ「魔法の妖精ペルシャ」オープニングテーマ）

- 購入したおもちゃの紹介時に流れるBGM
  - HALFBY 「Halfbeat」

- 電話、テレビ電話をかけるときに流れるBGM
  - L.O.C. 「Ring Ding Ding」

- 肉料理を取り上げるときに流れるBGM
  - ハル&チッチ歌族「お肉食べようのうた」

- 鳥（食用の場合を含む）を取り上げるときに流れるBGM
  - 杉田かおる 「鳥の詩 」

- マグロを取り上げるときに流れるBGM
  - 漁港「鮪」

- 訪問場所が新宿の時、訪れる場所の紹介時、CM明けに流れるBGM
  - 大木英夫&津山洋子「新宿そだち」

- 訪問場所が「西○○」の時、訪れる場所の紹介時、CM明けに流れるBGM
  - ザ・ドリフターズ「ゴー・ウエスト」

- 訪問場所が埼玉県の時、訪れる場所の紹介時、CM明けに流れるBGM
  - さいたまんぞう「なぜか埼玉」「なぜか埼玉2001（ユーロビート）」「埼玉いろはづくし」「埼玉オリンピック音頭」[注 60]

- 訪問場所が小田急線沿線や箱根登山線沿線の時、訪れる場所の紹介時に流れるBGM
  - ボニー・ジャックスとザ・ピーナッツ「小田急ピポーの電車」

### エンディングテーマ
レギュラー放送
深夜時代は曲とともにPVも流れていたが、ゴールデン進出後は曲をバックに次回の予告映像が流れる形式へ変更された。
| 2007年     | 2007年                                           | 2007年                       |
| 月         | 曲名                                             | 歌手名・ユニット名           |
| ---------- | ------------------------------------------------ | ---------------------------- |
| 4月-6月    | 大丈夫                                           | 日華                         |
| 7月-9月    | Pacific U-N-I-T-Y                                | Shen & O-Shen                |
| 10月-12月  | カナリア                                         | The Cavemans                 |
| 2008年     |                                                  |                              |
| 月         | 曲名                                             | 歌手名・ユニット名           |
| 1月        | そばにいるね feat. SoulJa                        | 青山テルマ                   |
| 2月-3月    | 楽観的結果論                                     | シオダマサユキ               |
| 4月        | チェリートゥリー                                 | 0 SOUL 7                     |
| 5月-6月    | Future                                           | Dustz                        |
| 7月 - 9月  | Perfect Fit                                      | 矢住夏菜                     |
| 10月-12月  | デジタル難民                                     | 鎌倉圭                       |
| 2009年     |                                                  |                              |
| 月         | 曲名                                             | 歌手名・ユニット名           |
| 1月-3月    | Hotchkiss                                        | シオダマサユキ               |
| 4月-6月    | みんな愛をさがしてる                             | Luxis                        |
| 7月-9月    | チェリー                                         | BAKI                         |
| 10月-12月  | LG's Life                                        | LGYankees                    |
| 2010年     |                                                  |                              |
| 月         | 曲名                                             | 歌手名・ユニット名           |
| 1月        | Way to Love 〜最後の恋〜 feat. 唐沢美帆          | SoulJa                       |
| 2月        | Onara はずかしくないよ                           | オンナラブリー               |
| 3月        | LIFE                                             | Dr.Production feat.HIBIKILLA |
| 4月-6月    | いつだって君を                                   | Mass Alert                   |
| 7月-9月    | BOB MARLEYのポスター                             | MASH                         |
| 10月-12月  | ロックンロール・マジック                         | ザ50回転ズ                   |
| 2011年     |                                                  |                              |
| 月         | 曲名                                             | 歌手名・ユニット名           |
| 1月-3月    | アイブラユー                                     | グループ魂                   |
| 4月-6月    | GARDEN                                           | LOW IQ 01                    |
| 7月-9月    | 爆弾こわい                                       | 在日ファンク                 |
| 10月-12月  | Today's song                                     | 磯部正文                     |
| 2012年     |                                                  |                              |
| 月         | 曲名                                             | 歌手名・ユニット名           |
| 1月-3月    | 爆弾こわい 岡村靖幸REMIX                         | 在日ファンク                 |
| 4月-6月    | JUDGE                                            | group_inou                   |
| 7月-9月    | ダイナソー                                       | Czecho No Republic           |
| 10月-12月  | contemporary Tokyo Cruise                        | cero                         |
| 2013年     |                                                  |                              |
| 月         | 曲名                                             | 歌手名・ユニット名           |
| 1月-3月    | SUNNY                                            | シャムキャッツ               |
| 4月-6月    | マタ逢ウ日マデ feat. KIYOSAKU(MONGOL800)         | MIGHTY CROWN                 |
| 7月-9月    | 空中分解するアイラビュー                         | (((さらうんど)))             |
| 10月-12月  | それってディスティニー                           | HINTO                        |
| 2014年     |                                                  |                              |
| 月         | 曲名                                             | 歌手名・ユニット名           |
| 1月-3月    | ダラダラ                                         | 快速東京                     |
| 4月-6月    | 飛ばしていくよ                                   | 矢野顕子                     |
| 7月-9月    | About A Rock'n'Roll Band                         | the pillows                  |
| 10月-12月  | BIG UP                                           | WANIMA                       |
| 2015年     |                                                  |                              |
| 月         | 曲名                                             | 歌手名・ユニット名           |
| 1月-3月    | ばかもののすべて                                 | 忘れらんねえよ               |
| 4月-6月    | 無理無理無理                                     | ドラマチックアラスカ         |
| 7月-9月    | あまり行かない喫茶店で                           | never young beach            |
| 10月-12月  | エンジョイクラブソング                           | Enjoy Music Club             |
| 2016年     |                                                  |                              |
| 月         | 曲名                                             | 歌手名・ユニット名           |
| 1月-3月    | Like Sixteen Candles                             | Yogee New Waves              |
| 4月-6月    | あこがれ                                         | ミツメ                       |
| 7月-9月    | 音楽と才能                                       | 空きっ腹に酒                 |
| 10月-12月  | Promise                                          | MOTHBALL                     |
| 2017年     |                                                  |                              |
| 月         | 曲名                                             | 歌手名・ユニット名           |
| 1月-3月    | Salve ft. JJJ                                    | KID FRESINO（Fla$hBackS）    |
| 4月-6月    | supermarket                                      | TOKYO HEALTH CLUB            |
| 7月-9月    | Horizon                                          | Alfred Beach Sandal + STUTS  |
| 10月-12月  | アイドル                                         | バレーボウイズ               |
| 2018年     |                                                  |                              |
| 月         | 曲名                                             | 歌手名・ユニット名           |
| 1月-3月    | 6                                                | FALSETTOS                    |
| 4月-6月    | NDW                                              | 踊Foot Works                 |
| 7月-9月    | 東京                                             | the quiet room               |
| 10月-12月  | DOCUMENT                                         | TENDRE                       |
| 2019年     |                                                  |                              |
| 月         | 曲名                                             | 歌手名・ユニット名           |
| 1月-3月    | ワンコロメーター                                 | 柴田聡子                     |
| 4月-6月    | 火ヲ灯ス                                         | 突然少年                     |
| 7月-9月    | 水泳教室                                         | betcover!!                   |
| 10月-12月  | オリジナルソングのような人生を                   | Bray me                      |
| 2020年     |                                                  |                              |
| 月         | 曲名                                             | 歌手名・ユニット名           |
| 1月-3月    | 幸福の唄                                         | Mr.ふぉるて                  |
| 4月-6月    | この度の恥は掻き捨て                             | マカロニえんぴつ             |
| 7月-9月    | 今度会ったら                                     | ヤユヨ                       |
| 10月-12月  | ミツビシ・マキアート                             | Helsinki Lambda Club         |
| 2021年     |                                                  |                              |
| 月         | 曲名                                             | 歌手名・ユニット名           |
| 1月-3月    | ドライブ                                         | Base Ball Bear               |
| 4月-6月    | かっぽじれーしょん feat.もっさ(ネクライトーキー) | SAKANAMON                    |
| 7月-9月    | さよならベイベー                                 | 挫・人間                     |
| 10月-12月  | 街角のラプソディ                                 | アイビーカラー               |
| 2022年     |                                                  |                              |
| 月         | 曲名                                             | 歌手名・ユニット名           |
| 1月-4月2日 | 赤に藍                                           | osage                        |
| 4月5日-6月 | Re:Starter                                       | BruteRocks                   |
| 7月-9月    | 悪意戦争                                         | 毎晩揺れてスカート           |
| 10月-12月  | HATEです                                         | バックドロップシンデレラ     |
| 2023年     |                                                  |                              |
| 月         | 曲名                                             | 歌手名・ユニット名           |
| 1月-3月    | SUI SUI                                          | YONA YONA WEEKENDERS         |
| 4月-6月    | Hesitate                                         | Apes                         |
| 7月-9月    | 足跡                                             | バウンダリー                 |
| 10月-12月  | tumbler                                          | アイビーカラー               |
| 2024年     |                                                  |                              |
| 月         | 曲名                                             | 歌手名・ユニット名           |
| 1月-3月    | オレンジ                                         | Hello Hello                  |
| 4月-6月    | favorite jinx                                    | omeme tenten                 |
| 7月-9月    | in the mood                                      | Emerald                      |
| 10月-12月  | #日曜日だし邦ロック好きと繋がりたい わけない     | 万能ビニール                 |
| 2025年     |                                                  |                              |
| 月         | 曲名                                             | 歌手名・ユニット名           |
| 1月-3月    | グッパイ少女                                     | 東田明莉                     |
| 4月-6月    | バラッド                                         | Maki                         |
| 7月-9月    | オトナビゲーション                               | reGretGirl                   |

特別番組
- 大江麻理子「つぐない」（2007年1月3日・新春特番）
- ポッポさん「千の風になって」（2007年10月15日・ザ・ゴールデン）

※ポッポさん（姓は宮川・三河島駅のパブ経営者）は番組に出演した一般人。
- 「いい湯だな」（ソピックバージョン）（2008年7月21日・ハワイ風）
- 「高校三年生」（ソピックバージョン）（2008年7月21日・ゴールデン風）
- 島田昌幸テレビ東京社長と伊藤P「おまえに」（2008年11月14日・営業風）
- ステッペンウルフ「ワイルドで行こう（Born to Be Wild）」（ソピックバージョン）（2009年7月5日・ハワイスペシャル3）
- 菊池豊人「悲しくさせないで」（2009年12月30日みそか風スペシャル）

※菊池は花小金井周辺で営業する移動式喫茶店のオーナー。
- ブルース・スプリングスティーン「明日なき暴走（Born to Run）」（2013年4月7日・大江アナ卒業スペシャル）[注 63]

なお、これらの曲はDVDへ収録される際に差し替え・カットが行われる。

## スタッフ
※2025年7月時点のスタッフ (2021年10月から2022年3月まではスタッフクレジットが廃止だった)
- ナレーター：ショウ君（HOYA）
- 構成：北本かつら / たかはC、鈴木三世[注 65]、みゃーなが
- チーフカメラ：青木芳行[注 65]（エイ・フィールド、以前はカメラ）
- カメラ：横尾暁祥・山村早紀（エイ・フィールド、横尾→一時離脱→復帰）【週替り】
- 音声：長島大輔、土方章浩、瀬戸秀文、宮田伸行、丸山博充（土方・瀬戸→エイ・フィールド）【週替り】
- 美術進行：政所美咲
- メイク：瀧本絵里子
- 編集：村田清和・幸山愛（エスユー、村田→一時離脱→復帰）
- MA：阿世知貴彦（エスユー）
- 音効：松田創（Thee BLUEBEAT）
- 技術協力：極東電視台、エイ・フィールド【週替り】、ティ・ピー・ブレーン、ジーリンクスタジオ【毎週】
- タイトル・CG：アイヴリックスタジオ
- 地図データ提供：いつもNAVI
- デスク：門田理紗（テレビ東京）
- AD：田中萌、平林千佳、福田莉於、上野陽生、丸茂可奈
- AP（アシスタントプロデューサー）︰田島千保、小澤亜都沙（田島・小澤→一時離脱 → 復帰）【週替り】
- ディレクター：野村直大、森健宣（通称：森D）、及川桂一・古山洋輔（極東電視台）、榎本幹人（榎本→以前はAD → 一時離脱）、小畠彩乃（小畠→以前は隔週AD）
- プロデューサー：中村昌哉・中田麻紀子[注 28]（中田→以前はAD → ディレクター → 一時離脱 → 制作進行）・一楽千恵（一楽→以前はAD → AP → 一時離脱）（極東電視台）
- 演出・プロデューサー：株木亘[注 65]（テレビ東京、以前は総合演出）
- 制作協力：極東電視台
- 製作著作：テレビ東京

### 過去のスタッフ
- カメラ：氏家善明
- 音声：佐々野昌樹、宇野木俊宏
- 照明：大矢幸男
- 美術進行：小越敏彦
- リサーチ：高橋秀一（PLAMO）
- メイク：山田かつら
- 編集：原健一郎・今井純（ザ・チューブ）、宮島洋介（麻布プラザ）、中村克彦（ARTPLAZA）、二宮直人（エスユー）
- MA：飯田太志（麻布プラザ）、中村裕子（エスユー）
- 技術協力：エスユー
- 番組ジングル：シーナアキコ
- 番宣：保科啓・小林敦子・大塚淳・梅山文郁・荒井正和・石原裕也・佐藤公佳・西本美穂（テレビ東京）
- AD：鈴木拓也・丸上瞬・植田郁子（テレビ東京）、永瀬信吾、府川果菜美、西川華衣、松尾直子、清水香葉子、内田愛美、藤岡芙美、森川千理、新目美菜海、円城寺健一、奥野歩実、恒川亜美、片岩和紀、志水亮太、吉松寛、小澤亜都沙、シッティコンロークリッサニー、大本昌徳、永沼大地、中村知佳、佐々木織恵、中野翔太、石岡裕將、石橋舞、土屋友貴、菊池桃花、村井将哉、関根蘭、井門理沙、田中美帆、佐々木真由、相澤夢乃、福谷侑子、小林早希、太田雄也、加藤里桜、木村立志、指方悠名、桶谷宗太、藤﨑美月、藤井小雪（桶谷〜藤井→毎週）、中野拓朗、藤本大地、井垣和人、星野啓祐、二瓶宙也、長町彩女、横田遥（中野〜井垣→隔週、星野・二瓶→以前は隔週）
- AP：米村まどか、岬千鶴、河合里枝子
- ディレクター：立澤哲也・辻正紀・我妻哲也・内田潔・河原一貴（極東電視台）、神山祐人・星俊一・桑原宏次・藤枝彰・荻野和人・小比類巻将範・祖父江里奈・宇賀神敬行・久岡佳樹（以前はAD）・板川侑右・齋藤恵介・加藤正悟・渡邊麗・秋葉祐太朗・丸山恵・西崎和希・奈須亮三・千田洸陽（テレビ東京）、岩永紗代美、豊田翔一、川島佳子（川島→以前はAD）、中込洋輔（PROTX）、田中美優、深坂崇夫、稲垣生真（日経映像）、鈴木麻央
- 演出：中野テツジロ・水口智就（極東電視台）、古川智（テレビ東京、以前はディレクター）
- プロデューサー：石井成臣・小高亮（テレビ東京）、坂本真起子・菊池順子・佐藤稔久・今泉昌子（以前はAP）（極東電視台）
- チーフプロデューサー：加藤正敏（テレビ東京、2017年2月12日 - 2018年7月8日）、澤井伸之（テレビ東京、2018年7月15日 - 2019年6月30日）、高砂佳典（テレビ東京、2020年4月19日 - 2021年3月）、末永剛章（テレビ東京、2021年4月18日 - 2022年3月）、小平英希（テレビ東京、2022年4月19日 - 2023年3月、以前はディレクター → 一時離脱）
- クリエイティブプロデューサー：伊藤隆行（テレビ東京、2020年4月19日 - 2023年3月、2009年3月27日まではプロデューサー→2019年6月30日までは総合プロデューサー→同年7月から2020年3月までチーフプロデューサー）[注 25]

## ネット局

### 2023年10月7日から
| 放送日時                     | 放送局                   | 放送対象地域 | 系列           | ネット状況 | 備考      |
| ---------------------------- | ------------------------ | ------------ | -------------- | ---------- | --------- |
| 土曜 11:30 - 12:15           | テレビ東京（TX）         | 関東広域圏   | テレビ東京系列 |            | 制作局    |
| 木曜 1:30 - 2:15（水曜深夜） | テレビ北海道（TVh）      | 北海道       | テレビ東京系列 | 遅れネット | [ 注 66 ] |
| 日曜 0:55 - 1:45（土曜深夜） | テレビ愛知（TVA）        | 愛知県       | テレビ東京系列 | 遅れネット | [ 注 67 ] |
| 月曜 1:20 - 2:05（日曜深夜） | TVQ九州放送（TVQ）       | 福岡県       | テレビ東京系列 | 遅れネット | [ 注 68 ] |
| 水曜 8:30 - 9:15             | 奈良テレビ（TVN）        | 奈良県       | 独立局         | 遅れネット | [ 注 69 ] |
| 日曜 2:00 - 2:50（土曜深夜） | 北日本放送（KNB）        | 富山県       | 日本テレビ系列 | 遅れネット |           |
| 日曜 10:05 - 10:50           | 鹿児島放送（KKB）        | 鹿児島県     | テレビ朝日系列 | 遅れネット | [ 注 70 ] |
| 日曜 13:54 - 14:39           | IBC岩手放送（IBC）       | 岩手県       | TBS系列        | 遅れネット | [ 注 71 ] |
| 水曜 0:45 - 1:30（火曜深夜） | テレビユー山形（TUY）    | 山形県       | TBS系列        | 遅れネット | [ 注 72 ] |
| 木曜 0:59 - 1:56（水曜深夜） | 信越放送（SBC）          | 長野県       | TBS系列        | 遅れネット |           |
| 水曜 0:20 - 1:05（火曜深夜） | NST新潟総合テレビ（NST） | 新潟県       | フジテレビ系列 | 遅れネット | [ 注 73 ] |
| 火曜 0:25 - 1:10（月曜深夜） | テレビ熊本（TKU）        | 熊本県       | フジテレビ系列 | 遅れネット | [ 注 74 ] |

### 2022年4月5日から2023年9月26日まで
| 放送日時                     | 放送局                   | 放送対象地域   | 系列           | ネット状況 | 備考      |
| ---------------------------- | ------------------------ | -------------- | -------------- | ---------- | --------- |
| 火曜 23:06 - 23:55           | テレビ東京（TX）         | 関東広域圏     | テレビ東京系列 | 同時ネット | 制作局    |
| 火曜 23:06 - 23:55           | テレビ北海道（TVh）      | 北海道         | テレビ東京系列 | 同時ネット |           |
| 火曜 23:06 - 23:55           | テレビ愛知（TVA）        | 愛知県         | テレビ東京系列 | 同時ネット |           |
| 火曜 23:06 - 23:55           | テレビ大阪（TVO）        | 大阪府         | テレビ東京系列 | 同時ネット |           |
| 火曜 23:06 - 23:55           | テレビせとうち（TSC）    | 岡山県・香川県 | テレビ東京系列 | 同時ネット |           |
| 火曜 23:06 - 23:55           | TVQ九州放送（TVQ）       | 福岡県         | テレビ東京系列 | 同時ネット |           |
| 火曜 23:06 - 23:55           | 岐阜放送（GBS）          | 岐阜県         | 独立局         | 同時ネット | [ 注 75 ] |
| 火曜 23:06 - 23:55           | びわ湖放送（BBC）        | 滋賀県         | 独立局         | 同時ネット |           |
| 火曜 23:06 - 23:55           | テレビ和歌山（WTV）      | 和歌山県       | 独立局         | 同時ネット |           |
| 水曜 8:30 - 9:20             | 奈良テレビ（TVN）        | 奈良県         |                | 遅れネット | [ 注 76 ] |
| 日曜 1:58 - 2:50（土曜深夜） | 北日本放送（KNB）        | 富山県         | 日本テレビ系列 | 遅れネット | [ 注 77 ] |
| 不定期放送                   | 鹿児島放送（KKB）        | 鹿児島県       | テレビ朝日系   | 遅れネット | [ 注 78 ] |
| 日曜 13:54 - 14:43           | IBC岩手放送（IBC）       | 岩手県         | TBS系列        | 遅れネット | [ 注 77 ] |
| 水曜 0:55 - 1:44（火曜深夜） | テレビユー山形（TUY）    | 山形県         | TBS系列        | 遅れネット | [ 注 79 ] |
| 木曜 0:59 - 2:00（水曜深夜） | 信越放送（SBC）          | 長野県         | TBS系列        | 遅れネット | [ 注 80 ] |
| 土曜 16:35 - 17:25           | 仙台放送（OX）           | 宮城県         | フジテレビ系列 | 遅れネット | [ 注 81 ] |
| 水曜 0:30 - 1:20（火曜深夜） | NST新潟総合テレビ（NST） | 新潟県         | フジテレビ系列 | 遅れネット | [ 注 82 ] |
| 土曜 10:25 - 11:15           | テレビ長崎（KTN）        | 長崎県         | フジテレビ系列 | 遅れネット |           |
| 火曜 0:25 - 1:15（月曜深夜） | テレビ熊本（TKU）        | 熊本県         | フジテレビ系列 | 遅れネット | [ 注 83 ] |

### 2021年10月9日から2022年4月2日まで
| 放送日時                     | 放送局                   | 放送対象地域   | 系列           | ネット状況 | 備考      |
| ---------------------------- | ------------------------ | -------------- | -------------- | ---------- | --------- |
| 土曜 23:00 - 23:25           | テレビ東京（TX）         | 関東広域圏     | テレビ東京系列 | 同時ネット | 制作局    |
| 土曜 23:00 - 23:25           | テレビ北海道（TVh）      | 北海道         | テレビ東京系列 | 同時ネット |           |
| 土曜 23:00 - 23:25           | テレビ愛知（TVA）        | 愛知県         | テレビ東京系列 | 同時ネット |           |
| 土曜 23:00 - 23:25           | テレビ大阪（TVO）        | 大阪府         | テレビ東京系列 | 同時ネット |           |
| 土曜 23:00 - 23:25           | テレビせとうち（TSC）    | 岡山県・香川県 | テレビ東京系列 | 同時ネット |           |
| 土曜 23:00 - 23:25           | TVQ九州放送（TVQ）       | 福岡県         | テレビ東京系列 | 同時ネット |           |
| 土曜 23:00 - 23:25           | テレビ和歌山（WTV）      | 和歌山県       | 独立局         | 同時ネット |           |
| 土曜 23:30 - 23:55           | びわ湖放送（BBC）        | 滋賀県         | 独立局         | 遅れネット | [ 注 84 ] |
| 火曜 23:35 - 翌0:00          | 奈良テレビ（TVN）        | 奈良県         | 独立局         | 遅れネット |           |
| 不定期日曜 午前              | 鹿児島放送（KKB）        | 鹿児島県       | テレビ朝日系列 | 遅れネット |           |
| 木曜 0:55 - 1:20（水曜深夜） | テレビユー山形（TUY）    | 山形県         | TBS系列        | 遅れネット |           |
| 木曜 0:53 - 1:25（水曜深夜） | 信越放送（SBC）          | 長野県         | TBS系列        | 遅れネット |           |
| 土曜 15:00 - 15:25           | 仙台放送（OX）           | 宮城県         | フジテレビ系列 | 遅れネット | [ 注 86 ] |
| 水曜 0:35 - 1:00（火曜深夜） | 福島テレビ（FTV）        | 福島県         | フジテレビ系列 | 遅れネット |           |
| 水曜 1:10 - 1:35（火曜深夜） | NST新潟総合テレビ（NST） | 新潟県         | フジテレビ系列 | 遅れネット | [ 注 87 ] |
| 土曜 1:00 - 1:30（金曜深夜） | テレビ長崎（KTN）        | 長崎県         | フジテレビ系列 | 遅れネット |           |
| 火曜 0:25 - 0:55（月曜深夜） | テレビ熊本（TKU）        | 熊本県         | フジテレビ系列 | 遅れネット |           |

### 2020年10月11日から2021年9月26日まで
| 放送日時                     | 放送局                   | 放送対象地域   | 系列           | ネット状況 | 備考      |
| ---------------------------- | ------------------------ | -------------- | -------------- | ---------- | --------- |
| 日曜 21:00 - 21:54           | テレビ東京（TX）         | 関東広域圏     | テレビ東京系列 | 同時ネット | 制作局    |
| 日曜 21:00 - 21:54           | テレビ北海道（TVh）      | 北海道         | テレビ東京系列 | 同時ネット |           |
| 日曜 21:00 - 21:54           | テレビ愛知（TVA）        | 愛知県         | テレビ東京系列 | 同時ネット |           |
| 日曜 21:00 - 21:54           | テレビ大阪（TVO）        | 大阪府         | テレビ東京系列 | 同時ネット |           |
| 日曜 21:00 - 21:54           | テレビせとうち（TSC）    | 岡山県・香川県 | テレビ東京系列 | 同時ネット |           |
| 日曜 21:00 - 21:54           | TVQ九州放送（TVQ）       | 福岡県         | テレビ東京系列 | 同時ネット |           |
| 日曜 21:00 - 21:54           | 奈良テレビ（TVN）        | 奈良県         | 独立局         | 同時ネット |           |
| 日曜 21:00 - 21:54           | テレビ和歌山（WTV）      | 和歌山県       | 独立局         | 同時ネット |           |
| 日曜 21:00 - 21:54           | びわ湖放送（BBC）        | 滋賀県         | 独立局         | 遅れネット | [ 注 88 ] |
| 金曜 0:59 - 1:59（木曜深夜） | 北日本放送（KNB）        | 富山県         | 日本テレビ系列 | 遅れネット | [ 注 89 ] |
| 日曜 12:35 - 13:30           | テレビ金沢（KTK）        | 石川県         | 日本テレビ系列 | 遅れネット | [ 注 90 ] |
| 日曜 16:25 - 17:25           | 鹿児島放送（KKB）        | 鹿児島県       | テレビ朝日系列 | 遅れネット | [ 注 91 ] |
| 木曜 0:55 - 1:50（水曜深夜） | テレビユー山形（TUY）    | 山形県         | TBS系列        | 遅れネット |           |
| 日曜 13:00 - 13:54           | 信越放送（SBC）          | 長野県         | TBS系列        | 遅れネット |           |
| 日曜 16:00 - 16:54           | 山陰放送（BSS）          | 島根県・鳥取県 | TBS系列        | 遅れネット | [ 注 92 ] |
| 日曜 1:45 - 2:45（土曜深夜） | 秋田テレビ（AKT）        | 秋田県         | フジテレビ系列 | 遅れネット | [ 注 93 ] |
| 日曜 12:00 - 12:55           | 仙台放送（OX）           | 宮城県         | フジテレビ系列 | 遅れネット | [ 注 94 ] |
| 土曜 14:00 - 14:55           | 福島テレビ（FTV）        | 福島県         | フジテレビ系列 | 遅れネット |           |
| 金曜 0:30 - 1:25（木曜深夜） | NST新潟総合テレビ（NST） | 新潟県         | フジテレビ系列 | 遅れネット |           |
| 不定期放送                   | テレビ静岡（SUT）        | 静岡県         | フジテレビ系列 | 遅れネット | [ 注 95 ] |
| 土曜 1:00 - 2:00（金曜深夜） | テレビ長崎（KTN）        | 長崎県         | フジテレビ系列 | 遅れネット |           |
| 水曜 0:25 - 1:25（火曜深夜） | テレビ熊本（TKU）        | 熊本県         | フジテレビ系列 | 遅れネット |           |

### 2010年4月11日から2020年9月27日まで
| 放送日時                                | 放送局                   | 放送対象地域   | 系列           | ネット状況 | 備考                             |
| --------------------------------------- | ------------------------ | -------------- | -------------- | ---------- | -------------------------------- |
| 日曜 19:00 - 19:54 ↓ 日曜 18:30 - 19:54 | テレビ東京（TX）         | 関東広域圏     | テレビ東京系列 | 同時ネット | 制作局                           |
| 日曜 19:00 - 19:54 ↓ 日曜 18:30 - 19:54 | テレビ北海道（TVh）      | 北海道         | テレビ東京系列 | 同時ネット |                                  |
| 日曜 19:00 - 19:54 ↓ 日曜 18:30 - 19:54 | テレビ愛知（TVA）        | 愛知県         | テレビ東京系列 | 同時ネット |                                  |
| 日曜 19:00 - 19:54 ↓ 日曜 18:30 - 19:54 | テレビ大阪（TVO）        | 大阪府         | テレビ東京系列 | 同時ネット | [ 注 96 ]                        |
| 日曜 19:00 - 19:54 ↓ 日曜 18:30 - 19:54 | テレビせとうち（TSC）    | 岡山県・香川県 | テレビ東京系列 | 同時ネット |                                  |
| 日曜 19:00 - 19:54 ↓ 日曜 18:30 - 19:54 | TVQ九州放送（TVQ）       | 福岡県         | テレビ東京系列 | 同時ネット |                                  |
| 日曜 19:00 - 19:54                      | びわ湖放送（BBC）        | 滋賀県         | 独立局         | 遅れネット | [ 注 97 ] [ 注 98 ]              |
| 日曜 19:00 - 19:54                      | 奈良テレビ（TVN）        | 奈良県         | 独立局         | 遅れネット | [ 注 99 ] [ 注 98 ]              |
| 日曜 19:00 - 19:54                      | テレビ和歌山（WTV）      | 和歌山県       | 独立局         | 遅れネット | [ 注 100 ] [ 注 101 ]            |
| 金曜 0:59 - 1:59（木曜深夜）            | 北日本放送（KNB）        | 富山県         | 日本テレビ系列 | 遅れネット |                                  |
| 日曜 12:00 - 13:30                      | テレビ金沢（KTK）        | 石川県         | 日本テレビ系列 | 遅れネット | [ 注 102 ]                       |
| 火曜 0:50 - 1:50（月曜深夜）            | 鹿児島放送（KKB）        | 鹿児島県       | テレビ朝日系列 | 遅れネット | [ 注 103 ]                       |
| 木曜 0:55 - 1:50（水曜深夜）            | テレビユー山形（TUY）    | 山形県         | TBS系列        | 遅れネット | [ 注 104 ]                       |
| 木曜 0:58 - 1:55（水曜深夜）            | 信越放送（SBC）          | 長野県         | TBS系列        | 遅れネット | [ 注 105 ]                       |
| 日曜 15:30 - 16:54                      | 山陰放送（BSS）          | 島根県・鳥取県 | TBS系列        | 遅れネット | [ 注 106 ]                       |
| 土曜 14:00 - 15:00                      | 秋田テレビ（AKT）        | 秋田県         | フジテレビ系列 | 遅れネット | [ 注 107 ]                       |
| 日曜 12:00 - 13:25                      | 仙台放送（OX）           | 宮城県         | フジテレビ系列 | 遅れネット | [ 注 108 ]                       |
| 日曜 16:00 - 17:25                      | 福島テレビ（FTV）        | 福島県         | フジテレビ系列 | 遅れネット | [ 注 109 ] [ 注 110 ] [ 注 111 ] |
| 金曜 0:30 - 1:25（木曜深夜）            | NST新潟総合テレビ（NST） | 新潟県         | フジテレビ系列 | 遅れネット |                                  |
| 土曜 15:00 - 15:55                      | テレビ長崎（KTN）        | 長崎県         | フジテレビ系列 | 遅れネット |                                  |
| 水曜 0:25 - 1:25（火曜深夜）            | テレビ熊本（TKU）        | 熊本県         | フジテレビ系列 | 遅れネット | [ 注 113 ] [ 注 114 ]            |

- テレビ東京系・独立局以外の一部地方局は『田舎に泊まろう!』の後継番組として新たに放送を開始していた。
- 地方局配信用バージョンは、本放送時のものから改変されている[注 115]。また、地方局によっては公式ページに掲載されている次回の放送内容とオンエアされる次回予告とでは異なる場合がある（稀に、次回予告そのものがオンエアされないまま番組が終わる場合もある）。
- 2013年4月から2020年9月まで、テレビ東京系列では90分枠の放送となったが、系列外では60分枠のままの局があったため、60分バージョンではカットされたシーンがあり、放送されないシーンが次回予告に含まれるなど、放送上つじつまが合わないケースもあった。一部の系列外では90分バージョンを放送する局もあった。

### 打ち切りとなったネット局
| 放送日時                     | 放送局                 | 放送対象地域 | 系列                          | 備考                  |
| ---------------------------- | ---------------------- | ------------ | ----------------------------- | --------------------- |
| 土曜 13:00 - 13:55           | 福井テレビ（FTB）      | 福井県       | フジテレビ系列                | [ 注 116 ]            |
| 土曜 9:25 - 10:20            | テレビ高知（KUTV）     | 高知県       | TBS系列                       | [ 注 117 ]            |
| 日曜 15:45 - 16:35           | 大分朝日放送（OAB）    | 大分県       | テレビ朝日系列                | [ 注 118 ] [ 注 119 ] |
| 月曜 14:00 - 14:55           | テレビ大分（TOS）      | 大分県       | 日本テレビ系列 フジテレビ系列 | [ 注 120 ]            |
| 土曜 12:00 - 12:55           | 琉球朝日放送（QAB）    | 沖縄県       | テレビ朝日系列                | [ 注 121 ]            |
| 木曜 9:55 - 10:20            | 琉球放送（RBC）        | 沖縄県       | TBS系列                       | [ 注 122 ]            |
| 日曜 10:30 - 12:00           | BSジャパン             | 全国         | BSデジタル放送                | [ 注 124 ] [ 注 125 ] |
| 日曜 15:25 - 16:25           | 青森朝日放送（ABA）    | 青森県       | テレビ朝日系列                |                       |
| 水曜 0:25 - 1:25（火曜深夜） | テレビ愛媛（EBC）      | 愛媛県       | フジテレビ系列                |                       |
| 金曜 9:30 - 10:25            | 山口放送（KRY）        | 山口県       | 日本テレビ系列                | [ 注 126 ]            |
| 火曜 0:50 - 1:45（月曜深夜） | 静岡朝日テレビ（SATV） | 静岡県       | テレビ朝日系列                | [ 注 127 ]            |
| 火曜 10:25 - 11:20           | IBC岩手放送（IBC）     | 岩手県       | TBS系列                       | [ 注 128 ]            |
| 日曜 1:30 - 2:25（土曜深夜） | 広島テレビ（HTV）      | 広島県       | 日本テレビ系列                | [ 注 129 ]            |
| 火曜 0:55 - 1:45（月曜深夜） | 中国放送（RCC）        | 広島県       | TBS系列                       | [ 注 130 ]            |
| 水曜 1:34 - 2:29（火曜深夜） | 静岡第一テレビ（SDT）  | 静岡県       | 日本テレビ系列                | [ 注 131 ]            |
| 土曜 16:00 - 16:55           | テレビ金沢（KTK）      | 石川県       | 日本テレビ系列                | [ 注 132 ]            |
| 水曜 0:55 - 1:45（火曜深夜） | 福島テレビ（FTV）      | 福島県       | フジテレビ系列                | [ 注 133 ]            |

### 2009年4月3日から2010年3月26日まで
| 放送日時                     | 放送局                 | 放送対象地域   | 系列           | 遅れ       | 備考                                                                       |
| ---------------------------- | ---------------------- | -------------- | -------------- | ---------- | -------------------------------------------------------------------------- |
| 金曜 0:12 - 0:53（木曜深夜） | テレビ東京（TX）       | 関東広域圏     | テレビ東京系列 | 同時ネット | 制作局                                                                     |
| 金曜 0:12 - 0:53（木曜深夜） | テレビ北海道（TVh）    | 北海道         | テレビ東京系列 | 同時ネット |                                                                            |
| 金曜 0:12 - 0:53（木曜深夜） | テレビ愛知（TVA）      | 愛知県         | テレビ東京系列 | 同時ネット |                                                                            |
| 金曜 0:12 - 0:53（木曜深夜） | テレビ大阪（TVO）      | 大阪府         | テレビ東京系列 | 同時ネット |                                                                            |
| 金曜 0:12 - 0:53（木曜深夜） | テレビせとうち（TSC）  | 岡山県・香川県 | テレビ東京系列 | 同時ネット |                                                                            |
| 金曜 0:12 - 0:53（木曜深夜） | TVQ九州放送（TVQ）     | 福岡県         | テレビ東京系列 | 同時ネット |                                                                            |
| 火曜 23:59 - 翌0:29          | IBC岩手放送（IBC）     | 岩手県         | TBS系列        | 遅れネット | 2009年12月1日より第125回から放送開始                                       |
| 木曜 0:29 - 0:59（水曜深夜） | テレビユー山形（TUY）  | 山形県         | TBS系列        | 遅れネット |                                                                            |
| 金曜 0:20 - 0:50（木曜深夜） | 信越放送（SBC）        | 長野県         | TBS系列        | 遅れネット | 2009年4月16日より第98回から放送開始                                        |
| 火曜 0:29 - 1:00（月曜深夜） | 北日本放送（KNB）      | 富山県         | 日本テレビ系列 | 遅れネット |                                                                            |
| 火曜 1:31 - 2:01（月曜深夜） | テレビ金沢（KTK）      | 石川県         | 日本テレビ系列 | 遅れネット | 2010年3月22日、第137回をもって打ち切り。                                   |
| 日曜 13:00 - 13:30           | 四国放送（JRT）        | 徳島県         | 日本テレビ系列 | 遅れネット | 2009年3月31日より第92回から放送開始。2010年4月18日放送分をもって放送終了。 |
| 日曜 1:35 - 2:05（土曜深夜） | 福島テレビ（FTV）      | 福島県         | フジテレビ系列 | 遅れネット |                                                                            |
| 水曜 0:35 - 1:05（火曜深夜） | 新潟総合テレビ（NST）  | 新潟県         | フジテレビ系列 | 遅れネット |                                                                            |
| 火曜 0:35 - 1:05（月曜深夜） | テレビ愛媛（EBC）      | 愛媛県         | フジテレビ系列 | 遅れネット | 2009年10月5日より第122回から放送開始。                                     |
| 木曜 1:15 - 1:45（水曜深夜） | テレビ長崎（KTN）      | 長崎県         | フジテレビ系列 | 遅れネット |                                                                            |
| 水曜 1:05 - 1:35（火曜深夜） | テレビくまもと（TKU）  | 熊本県         | フジテレビ系列 | 遅れネット |                                                                            |
| 木曜 0:50 - 1:20（水曜深夜） | 静岡朝日テレビ（SATV） | 静岡県         | テレビ朝日系列 | 遅れネット |                                                                            |
| 金曜 0:20 - 0:50（木曜深夜） | びわ湖放送（BBC）      | 滋賀県         | 独立局         | 遅れネット | 2009年9月までは、系列外で唯一40分バージョンを放送。                        |
| 金曜 2:25 - 2:55（木曜深夜） | 三重テレビ（MTV）      | 三重県         | 独立局         | 遅れネット | 2009年6月4日より第101回から放送開始。                                      |

- 遅れネット局は原則30分枠での放送のため、番組の一部（余話的な部分と「DVD化されても絶対入らないOAだけの特典映像」）がカットされた短縮版での放送だった。
- 2007年10月15日の特番「モヤさま ザ・ゴールデン風」は、テレビ東京系列6局とテレビ和歌山で同時放送された。
- 仙台放送では新春特番のみ放送、レギュラー番組になってからは放送されなかった。

### 2009年3月28日まで
当初はテレビ東京のみの放送だったが、テレビ東京系列を中心にネット局が増えていった。
- テレビ東京
- テレビ北海道
- テレビ愛知
- テレビせとうち
- テレビ大阪
- TVQ九州放送
- 新潟総合テレビ
- テレビ長崎
- テレビ熊本
- 北日本放送
- テレビ金沢
- 四国放送
- テレビユー山形
- びわ湖放送